# Lewis Hamilton
Sir Lewis Carl Davidson Hamilton MBE (Stevenage, Hertfordshire, 1985. január 7. –) brit autóversenyző, hétszeres Formula–1-es világbajnok. A Scuderia Ferrari pilótája jelenleg. Miután számos gokart-bajnokságot megnyert, Hamilton tizenkét éves korában szerződést kötött a McLaren-Mercedesszel, hogy később a csapatnál fog autózni. Pályafutása során a brit Formula Renault-ban is versenyzett, ahol 2000-ben európai gokartbajnok lett. 2007-ben, a Formula–1-ben eltöltött első évében remekül teljesített, és a világbajnokság második helyét szerezte meg, mindössze egy ponttal lemaradva Kimi Räikkönen mögött. 2008-ban megszerezte pályafutása első világbajnoki címét, majd 2014-ben, 2015-ben, 2017-ben, 2018-ban, 2019-ben és 2020-ban is világbajnok tudott lenni. Ő tartja a legtöbb pole-pozíció rekordját, és a futamgyőzelmek tekintetében is a legeredményesebb a Formula–1-ben. A 2020-as török nagydíjon megszerezte 7. világbajnoki címét, és ezzel beérte Michael Schumacher rekordját. a Brit Birodalom Rendjének kitüntetettje (MBE). Ő az első a sportág történetében aki elérte a 100-as álomhatárt a pole pozíciók és a futamgyőzelmek tekintetében. Több tekintélyes szaklap a Formula–1 „élő legendájának” titulálta. 2021. december 15-én lovaggá ütötték. A Buckingham-palota már egy évvel ezelőtt közölte, hogy Hamilton lovagi címet kap, a világjárvány miatt azonban eddig nem tudták megrendezni az ünnepséget.

## Korai évek
Lewis Hamilton 1985. január 7-én született Stevenage-ben, Angliában. Édesapja Anthony Hamilton fekete, grenadai származású, édesanyja Carmen Larbalestier, fehér brit Birmingham-ből. Hamilton feketének tekinti magát. Hamilton szülei különváltak kétéves korában, amelyet követően az édesanyjával és nővéreivel, féltestvéreivel (Samantha, Nicola) élt együtt 12 éves koráig. Hamilton ezt követően édesapjával, a mostohaanyával (Linda), és a féltestvérével (Nicolas) élt együtt, aki profi autóversenyző. Hamilton katolikus nevelést kapott.
Hamilton édesapja vett neki egy távirányítós autót, amikor ötéves volt. Hamilton a következő évben a második helyen végzett a brit távirányítós autó szövetség (BRCA) bajnokságában a felnőttek versenyében. Mint az egyetlen fekete gyerek a klubjában, Hamilton rasszista bántalmazásnak volt kitéve. Hamilton édesapja vett neki egy gokartot karácsonyra, amikor hatéves volt és megígérte, hogy támogatja versenyzői karrierjét, amíg keményen tanul az iskolában. Hamilton édesapja, hogy támogassa fiát, elhagyta IT-menedzseri pozícióját és vállalkozó lett, aki időnként akár négy munkahelyen is dolgozott egyszerre, beleértve a szigetelt nyílászárók értékesítését, edénymosogatást és az ingatlanügynöki táblák kihelyezését, miközben még mindig látogatta fia versenyeit. Hamilton apja később saját IT-céget alapított és 2010 elejéig továbbra is Hamilton menedzsere volt.

## Pályafutása

### A Formula–1 előtt
1993-ban, nyolcévesen kezdett gokartozni. 2000-ben versenyzett először formulaautóval. 2002-ben és 2003-ban a Brit Formula Renault sorozatban versenyzett a Manor Motorsportnál. A 2002-es összetettbeli harmadik helyezés után 2003-ban megnyerte a bajnokságot. 2004-től 2005-ig az Európai Formula–3-as bajnokságban indult. A Manor Motorsporttal ötödik lett 2004-ben, a következő évben, már az ASM versenyzőjeként pedig a sorozat bajnoka lett. A GP2-ben 2006-ban debütált az ART csapatnál Alexandre Prémat csapattársaként, és azonnal meg is nyerte a bajnokságot, Nelson Piquet Jr. előtt. A Nürburgringen aratott kettős győzelmével Nico Rosberg után ő lett a második olyan versenyző a GP2-ben, aki az adott pályán rendezett hosszú- és sprintfutamot is megnyerte. Ezt az eredményét hazai versenyén, Silverstone-ban is megismételte. A végső győzelmet Monzában szerezte meg, Giorgio Pantano kizárásának köszönhetően. Miután az év végén Juan Pablo Montoyát követve Kimi Räikkönen is távozott a McLaren Formula–1-es csapatától, 2007-ben bemutatkozhatott az autóversenyzés legfelső kategóriájában.

### A Formula–1-ben

#### 2007
2007-ben ő lett az első színes bőrű pilóta a Formula–1-ben. A McLaren csapatfőnöke, Ron Dennis – akit Hamilton már régről ismert, és még gokartos korszaka alatt kijelentette neki: „Ron, egyszer a te csapatodban fogok versenyezni!” – szerződést kötött Hamiltonnal, és cáfolta az esetlegesen faji hovatartozásra összpontosuló reklámkampányokat. Hamilton kijelentette: örül, hogy a McLarennél versenyezhet tapasztaltabb csapattársa, az akkori címvédő Fernando Alonso oldalán. A szezon során azonban egyre inkább romlott a két versenyző viszonya. A konfliktusok csúcsa a magyar nagydíj volt, ahol Alonso akadályozta Hamiltont az időmérő edzésen, bár előtte Hamilton is megszegte azt a megállapodást, miszerint Alonsót előre kellett volna engednie az etap alatt. Alonsót ezért azzal büntette a versenybíróság, hogy öt rajthellyel hátrébb sorolták. A nagydíjat Hamilton nyerte.
Lewis fantasztikusan kezdte Formula–1-es karrierjét. Bemutatkozó versenyén harmadik lett, ezt további nyolc dobogós helyezés követte. Számára addig ismeretlen pályákon aratta első két diadalát. A nyári versenyek során néhányszor balszerencse sújtotta a brit újoncot, de amíg minden rendben volt, hozta a jobbnál jobb teljesítményeket. Futamról futamra növelte előnyét a világbajnokságban és két versennyel az évad vége előtt már 12 ponttal előzte meg csapattársát, a kétszeres világbajnok Fernando Alonsot.

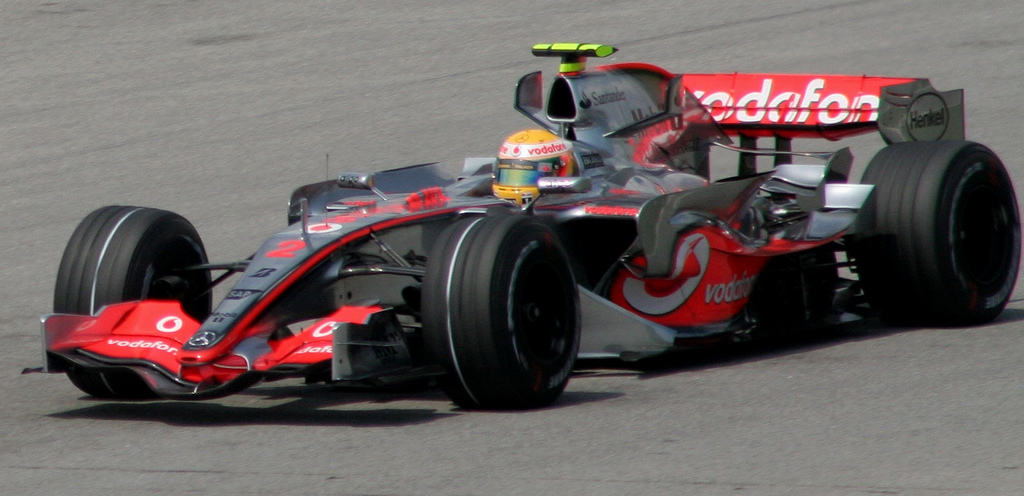
Hamilton a maláj nagydíjon

Kisebb hullámvölgy után a Fujiban rendezett japán nagydíjon Hamilton újra ereje teljében volt: hibátlan versenyzéssel megnyerte a futamot, nagy lépést téve a világbajnoki cím megszerzéséhez vezető úton, ám a biztonsági autó mögötti vezetése közben egy vitatható manővere miatt a Red Bull-lal versenyző Mark Webber és a Toro Rosso fiatal pilótája, Sebastian Vettel összeütközött és kiesett. Hamiltont sokan támadták a verseny után, de végül az FIA nem büntette meg. Alonso nem tudta befejezni a versenyt, hátránya 12 pontra nőtt, melynek ledolgozására saját bevallása szerint is csekély esély volt a hátralévő két futamon. Lewis azonban a sanghaji futamon kopott gumijaival a bokszutca elején kicsúszott a kavicságyba és kiesett.
Az idény utolsó versenyén, a brazil nagydíjon csapattársát, Fernando Alonsót akarta megelőzni, de kicsúszott, ráadásul problémája akadt az autóval. (Egyes hírek szerint véletlenül rossz gombot nyomott meg a kormányon, amivel elindította a rajtprocedúra funkciót.) Csak a hetedik helyen ért célba, amivel Kimi Räikkönent világbajnoki címéhez segítette, Lewis pedig a második lett a bajnokságban.
Hamilton tehát újoncként nem bírta az év végi nyomást, és elvesztette a vb-címet. Ezt annál is jobban sajnálhatja, mivel a kanadai nagydíj óta vezette a világbajnokságot.

#### 2008

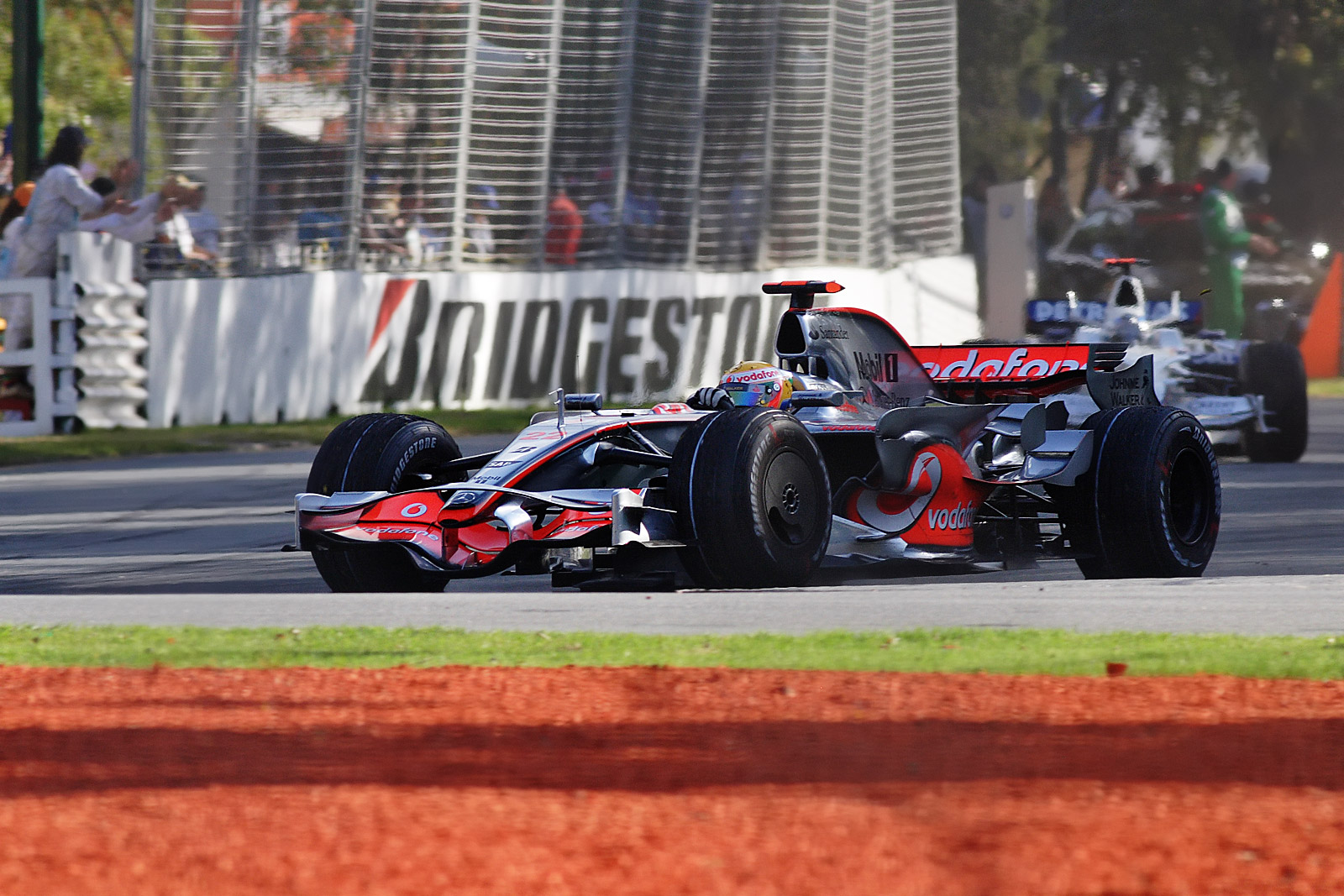
Az új McLarennel Ausztráliában

A 2008-as szezonnyitó ausztrál nagydíjat megnyerte, míg új csapattársa, Heikki Kovalainen ötödik lett. A maláj nagydíjon Nick Heidfeld és Fernando Alonso feltartása miatt csapattársával öt-öt helyes rajtbüntetést kaptak. A versenyen a 9. pozícióból indulva az 5. helyet szerezte meg. A bahreini nagydíj pénteki szabadedzésén kicsúszott és összetörte az autóját, de sérülést nem szenvedett. A futamon előbb beragadt a rajtnál, majd a második körében hátulról beleütközött előző évi csapattársa, Alonso autójába. Első légterelőjének cseréje miatt megváltoztatták a boxtaktikáját, és a verseny első felét nagy üzemanyag-mennyiséggel futotta végig. A taktika nem vált be és a pontot nem érő 13. helyen fejezte be a versenyt.
Az év első európai versenyén, a spanyol nagydíjon ismét dobogóra állhatott, ezúttal egy harmadik hellyel. Energikus startjának és Alonso kiesésének köszönhetően az utolsó körökben is versenyben volt a győzelemért, de a Ferrari versenyzőit, Massát és Räikkönent már nem tudta megelőzni, pedig kemény keverékű gumijain gyorsabb volt a verseny utolsó szakaszában. Mivel Nick Heidfeld egy rosszkor végrehajtott boxkiállásért kapott büntetése miatt nem szerzett pontot a versenyen, az egyéni világbajnokságban a második helyre lépett elő. Törökországban a 3. helyről indulhatott, de hamar feljebb lépett, mert csapattársa, Kovalainen beragadt a rajtnál. Tanulva az egy évvel korábbi versenyből, ahol defekt miatt veszített fontos helyezéseket, háromkiállásos taktikával versenyzett. Így egyik készlet gumiabroncsát sem használata 17 körnél tovább és könnyű autóval tartani tudta a lépést Massával, akit az első boxkiállások után meg is előzött. Azonban nem tudott elegendő előnyt szerezni ahhoz, hogy előtte maradjon a harmadik kiállása után is, csak a rajtnál visszaeső Räikkönent tudta maga mögött tartani.
A monacói nagydíj időmérő edzésén a második sorba kvalifikálta magát, a két Ferrari mögé. A hercegségben 12 év múltán újra esett az eső a futamon, jelentősen megnehezítve a versenyzők dolgát. A rajtnál megelőzte Räikkönent, és az élen haladó Massával is tartotta a lépést, amikor a Tabac kanyarban kissé kifarolt és nekiütötte a jobb hátsó kerekét a falnak. Defektet kapott, de szerencse a szerencsétlenségben, hogy közel volt a boxutcához, így nem vesztett sok időt a kerékcserével. Kihasználva a kényszerű kiállást, változtattak a versenytaktikáján: nagyon sok benzint töltöttek az autóba, így a verseny második felében, amikor a vetélytársaknak már mind ki kellett állni, Hamilton továbbra is gyors köröket tudott autózni egyre kopó, de a felszáradó pálya miatt éppen ezért egyre jobban tapadó átmeneti gumijain. A második kiállásának időpontját sikerült úgy megválasztani, hogy pont akkorra essen, amikor a pálya már alkalmas volt száraz gumikkal való versenyzésre is. Így mindig olyan abroncsokon tudott futni, ami az adott körülmények között legmegfelelőbbek voltak. Mindezeknek köszönhetően már mintegy 20 másodperces előnye volt az élen, amikor Nico Rosberg balesete miatt beküldték a biztonsági autót, és az üldözők ismét felzárkózhattak mögé.
Győzelméhez azonban az újraindítás után sem férhetett kétség, pályafutása hatodik győzelmével 1968 óta ismét brit versenyző végzett az élen a monacói nagydíjon. Hamilton élete egyik legjobb futamának titulálta a versenyt, amely után – mivel Räikkönen csak kilencedik lett és nem szerzett pontot – átvette a vezetést az egyéni világbajnokságban.

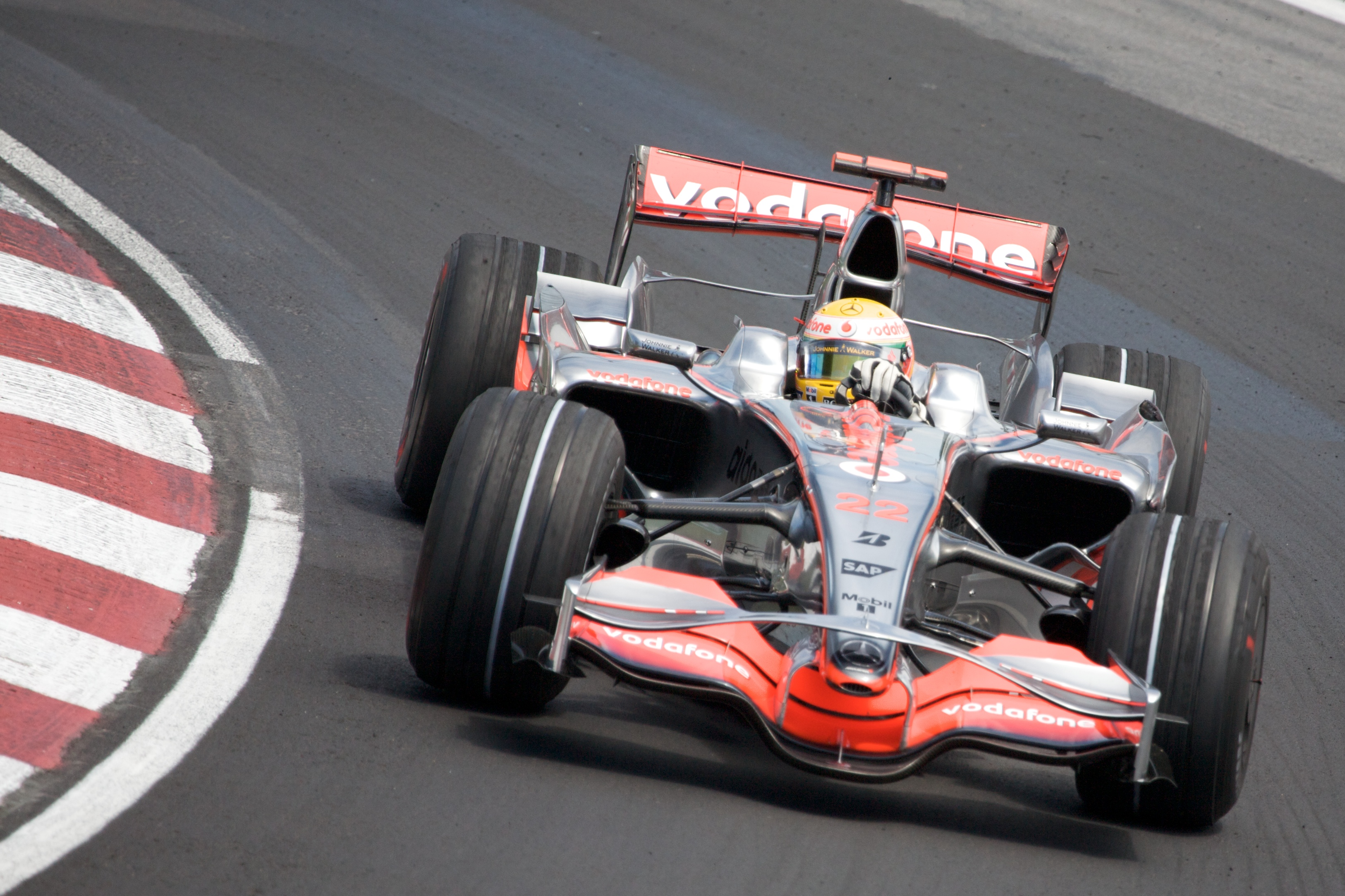
Hamilton a kanadai nagydíjon

A kanadai nagydíjon megszerezte a pole-pozíciót, és a versenyben vezetett is, egészen az első boxkiállásig. Ekkor a biztonsági autó mögül az egész élmezőny kijött a boxba, közvetlenül egymás mögött. A bokszutca kijárata még zárva volt. Räikkönen és Kubica megálltak a piros lámpánál, Hamilton viszont nem figyelt, ezért hátulról Räikkönennek ütközött. Rosberg hasonlóan járt, ő Hamiltont találta el hátulról. Räikkönennel kiestek, Rosberg folytatni tudta a versenyt. Figyelmetlen vezetésért azonban ő és Rosberg tíz-tíz helyes rajtbüntetést kaptak a következő futamra. A nagydíjat a pályafutása első győzelmét szerző Kubica nyerte, Hamilton elvesztette a vezető helyét a pontversenyben.
Franciaországban így hiába lett harmadik az időmérő edzésen, csak a 13. helyről rajtolhatott. Az első körben csak egy sikánt levágva tudta megelőzni Sebastian Vettelt, amiért bokszutca-áthajtásos büntetést kapott. Ezzel elvesztette az esélyét a pontszerzésre, a mezőny végéről szép előzésekkel felzárkózva 10. lett. Mivel kétszer egymás után nem szerzett pontot, a világbajnokság negyedik helyére szorult vissza, Räikkönen mögé.
A hazai nagydíján csak a negyedik helyre kvalifikálta magát, de néhány kör alatt feljött az élre. Az esős futamon csak egyszer hibázott, és végül hatalmas fölénnyel megnyerte hazai futamát. Utoljára 2000-ben nyert itt brit versenyző: David Coulthard. Mivel Massa nem szerzett pontot, Räikkönen pedig negyedik lett, hármas holtverseny alakult ki a pontverseny élén, közülük Hamilton állt az első helyen, mert neki voltak a legjobb helyezései.
Németországban megszerezte a pole-pozíciót, és a versenyen fokozatosan kezdett távolodni Massától. A boxikállások után is vezette a versenyt. A 36. körben Timo Glock összetörte a Toyotát, amiért be kellett hívni a biztonsági autót. A mezőny nagy része kiment a boxba, Hamilton azonban kint maradt. Amikor másodszor is kiállt, akkora előnye volt, hogy a 4. helyezett csapattársa mögé tudott kijönni, aki el is engedte. Hamilton hamar megelőzte Massát és Piquet is, így megnyerte a versenyt.
A Hungaroringen ismét a pole-ból rajtolt. A mögötte induló Felipe Massa már az első kanyarban megelőzte. A 40. körben azonban a második helyről is le kellett mondania, mert defektet kapott, mire beért a boxba csak a 10. helyre tudott visszaérni. Szerencséjére a két kiállásos taktikán versenyzőknek még ki kellett menniük szervizelésre, így az 5. helyre hozta be a McLarent, Massa motorhibája révén. A versenyt csapattársa, Heikki Kovalainen nyerte, de ettől függetlenül Hamilton még a világbajnoki pontverseny élén maradt.
Az európai nagydíjon, Valenciában az első rajtsorból indulhatott Massa mögül. A rajt nagyon simán alakult. Massa megőrizte vezető helyét, és az első kör végén máris tekintélyes előnye volt a második helyezett Lewis Hamilton előtt. Nem okozott nagy meglepetést, hogy az élen álló Massa állt ki elsőként a bokszba. A brazil a 15. körben ejtette meg az első tankolását és kerékcseréjét, és éppen csapattársa, az 5. helyen tengődő Räikkönen elé jött vissza.
Ekkor minden szempár Hamiltonra szegeződött, aki azonban csak két körrel tudott tovább kint maradni, így nem volt esélye Massa elé kerülni, ráadásul ő Räikkönen mögé állt vissza – igaz, a finn nem sokkal később maga is kiállt szervizelni. A leintésig nem történt változás, tehát Felipe Massa megnyerte az európai nagydíjat. Lewis második lett.

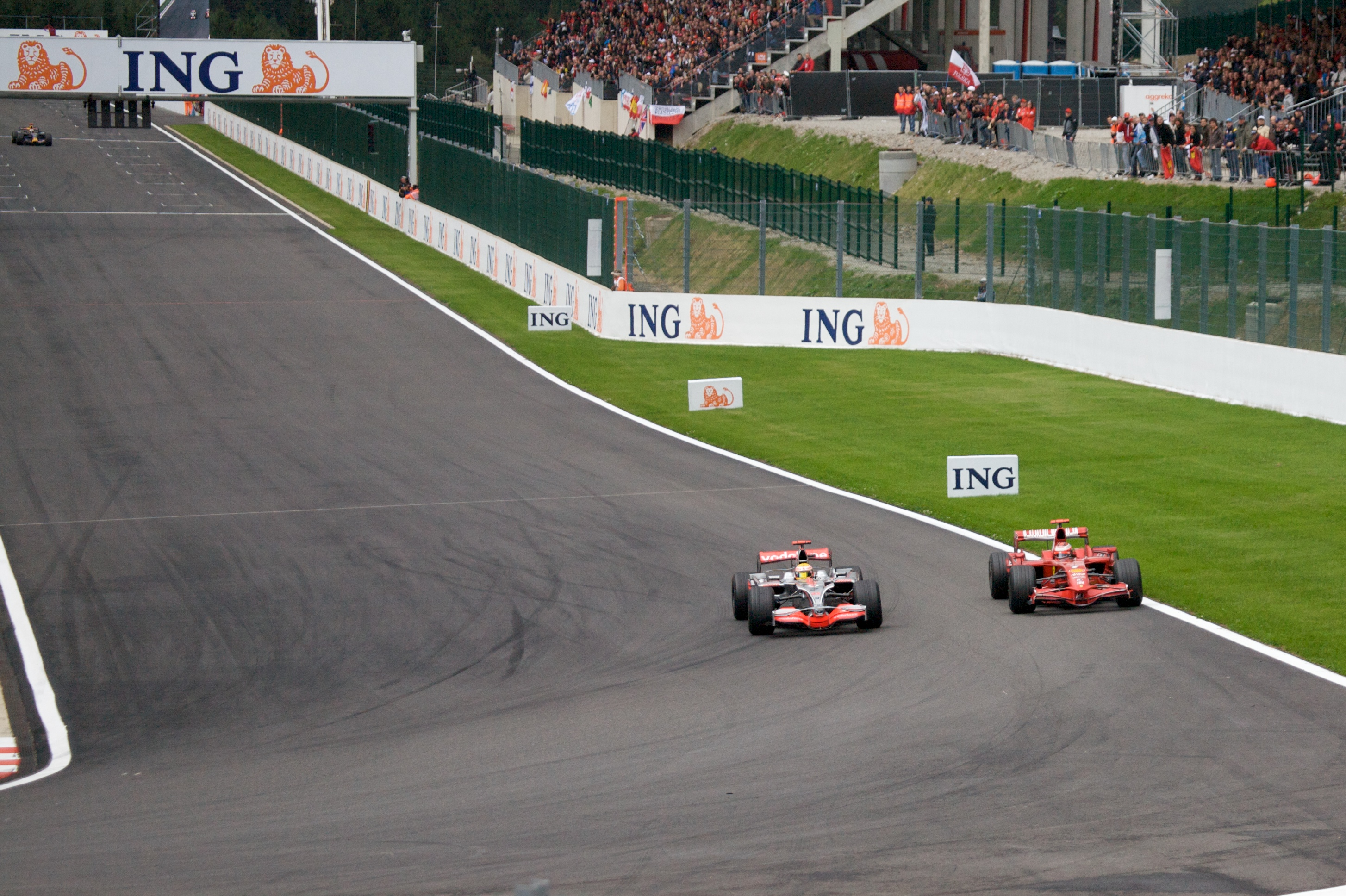
Vitatott előzése Kimi Räikkönen ellen a 2008-as belga nagydíjon

A belga nagydíj időmérőjén Lewis megszerezte az első rajtkockát, így pole-pozícióból rajtolhatott. A belga nagydíjon vizes aszfalton rajtolt el a mezőny, és a befutónál is esett az eső. Az utolsó három körben aztán már tényleg esett az eső, és végül ez eldöntött mindent. Hamilton utolérte a végig vezető Kimi Räikkönent, és meg is előzte a finnt, igaz, vitatott módon, hiszen a célegyenesre ráfordító kanyart levágta, majd a célegyenesben vissza engedte maga elé riválisát, ám az egyenes végén bevágott elé. Roppant izgalmas hajrát követően Lewis Hamilton nyert Spa-Francorchamps-ban, miután Kimi Räikkönen két körrel a leintés előtt a vizes aszfalton kicsúszott és összetörte autóját. A futam után a versenybírók döntése alapján Lewis Hamilton 25 másodperces büntetést kapott, így a belga nagydíj győztese Felipe Massa lett, a mclarenes a harmadik helyre csúszott vissza.

A rajongói aláírásokat gyűjtöttek és nyújtottak be az FIA-nak, hogy tekintsen el Hamilton büntetésétől. Az ügy újratárgyalására szeptember 22-én került sor, ekkor végleg eldőlt, hogy Massa nyerte a belga nagydíjat.
Szakadó esőben rendezték az olasz nagydíj időmérő edzését, amely a várakozásoknak megfelelően megkeverte a lapokat. Így fordulhatott elő, hogy a Toro Rosso fiatalja, Sebastian Vettel szerezte meg az első rajtkockát Heikki Kovalainen előtt. Lewis Hamilton, Kimi Räikkönen és Robert Kubica már a középső etapban elbúcsúztak. A versenyen Hamilton energikus vezetéssel, sokakat megelőzve a 7. helyen végzett. A nagydíjat Vettel nyerte, ő lett minden idők legfiatalabb győztese.
Szingapúrban Hamilton Massa mögé szorult az időmérő edzésen. A futamon is mögötte haladt, amikor Piquet balesete miatt beküldték a biztonsági autót és az addig mögöttük haladók eléjük kerültek. Massa bokszutcai balesete miatt az utolsó helyre esett vissza. Hamiltonnak sikerült felzárkózni és a harmadik helyre jött föl, míg Massa csak a 13. helyen ért be. A futamot a tavalyi csapattárs, Alonso nyerte.
A japán nagydíjon pole-pozícióból indult, de visszaesett, amikor egy túl késői fékezéssel megpróbálta maga mögött tartani Räikkönent. Amikor Massát előzte vissza, amaz hátulról meglökte, és el kellett engednie a komplett mezőnyt, mielőtt helyes irányba tudott fordulni. Räikkönen leszorításáért bokszutca-áthajtásos büntetést kapott, ahogy Massa is az ő meglökéséért. A 12. helyen, pont nélkül végzett, míg Massa a 8. helyével egy pontot tudott lefaragni a hátrányából. A versenybírók a futam után 25 másodperces büntetéssel sújtották az eredetileg 6. helyen leintett Sébastien Bourdais-t, Massa így előrelépett a 2 pontot érő 7. helyre, és így 5 ponttal maradt le a 84 pontos Hamiltontól. Kubica második helyével 12 pontra csökkentette a hátrányát, míg Räikkönen elvesztette esélyét a címvédésre. A dobogó tetejére Alonso állhatott fel.

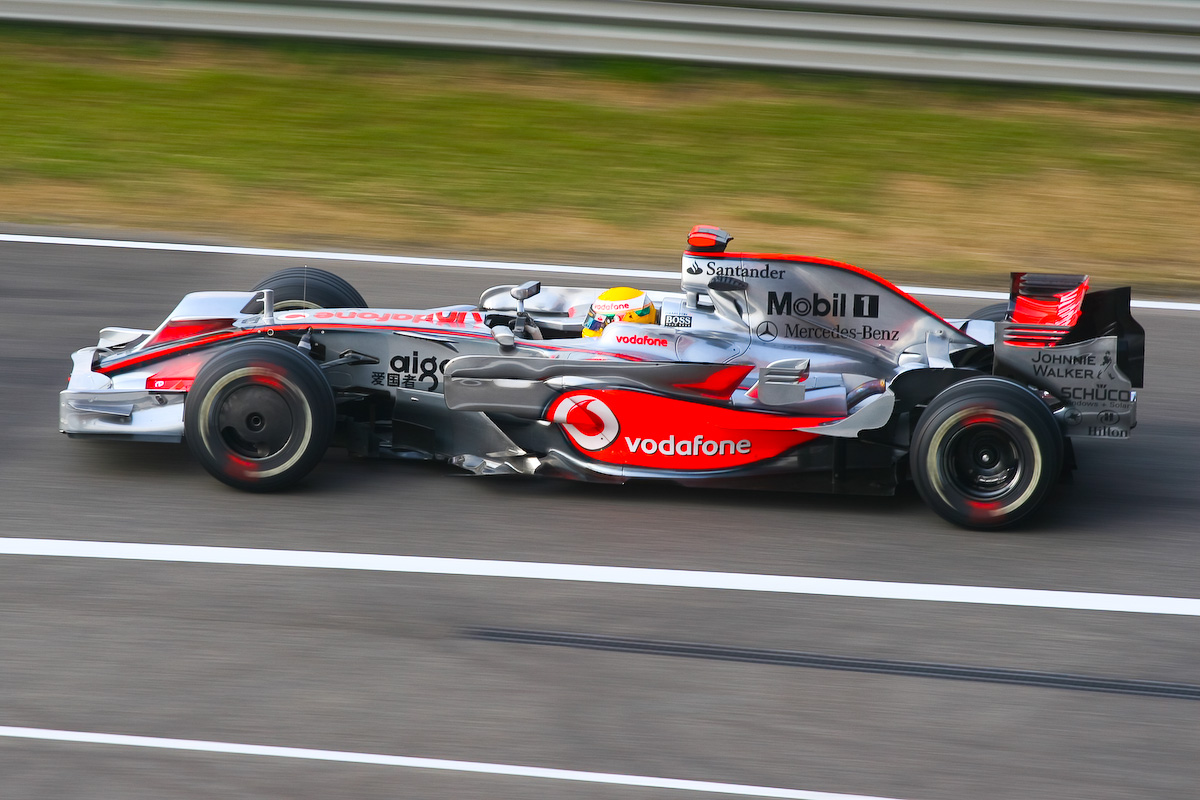
Hamilton Kínában

Hamilton Kínában rajt-cél győzelmet aratott. Mögötte a verseny nagy részében Räikkönen-Massa sorrendben haladtak mögötte a Ferrarik, de néhány körrel a vége előtt Räikkönen lelassult és elengedte Massát, akin Hamilton így 2 pontot hozott. Kubica hatodik helyével kiszállt a világbajnoki küzdelemből.
A szezonzáró és világbajnoki címet eldöntő brazil futamon csak a 4. pozíciót szerezte meg az időmérő edzésen, amely azt jelentette, hogy ha Massa nyer, Hamiltonnak legalább az 5. helyen kell végeznie. A verseny hihetetlen izgalmakat hozott. Massa magabiztosan nyerte a futamot, Hamilton pedig tudta tartani az ötödik helyet, a vége előtt 2 körrel azonban Sebastian Vettel megelőzte, amivel visszacsúszott a 6. helyre. A Ferrari csapat már ünnepelt, azonban korai volt az öröm, hiszen a vége előtt egy kanyarral Hamilton, az immár szakadó esőben, utolérte a száraz pályára való gumikon csúszkáló Timo Glockot. Ezt kihasználva Hamilton meg tudta előzni őt, s így bejött az ötödik helyre, amivel a világbajnokságot 98 ponttal, egy pont előnnyel megnyerte.
2008-ban Lewis Hamilton lett minden idők legfiatalabb Formula–1-es világbajnoka. Csapata, a McLaren azonban alulmaradt a Ferrarival szemben a konstruktőri világbajnokságban.

#### 2009

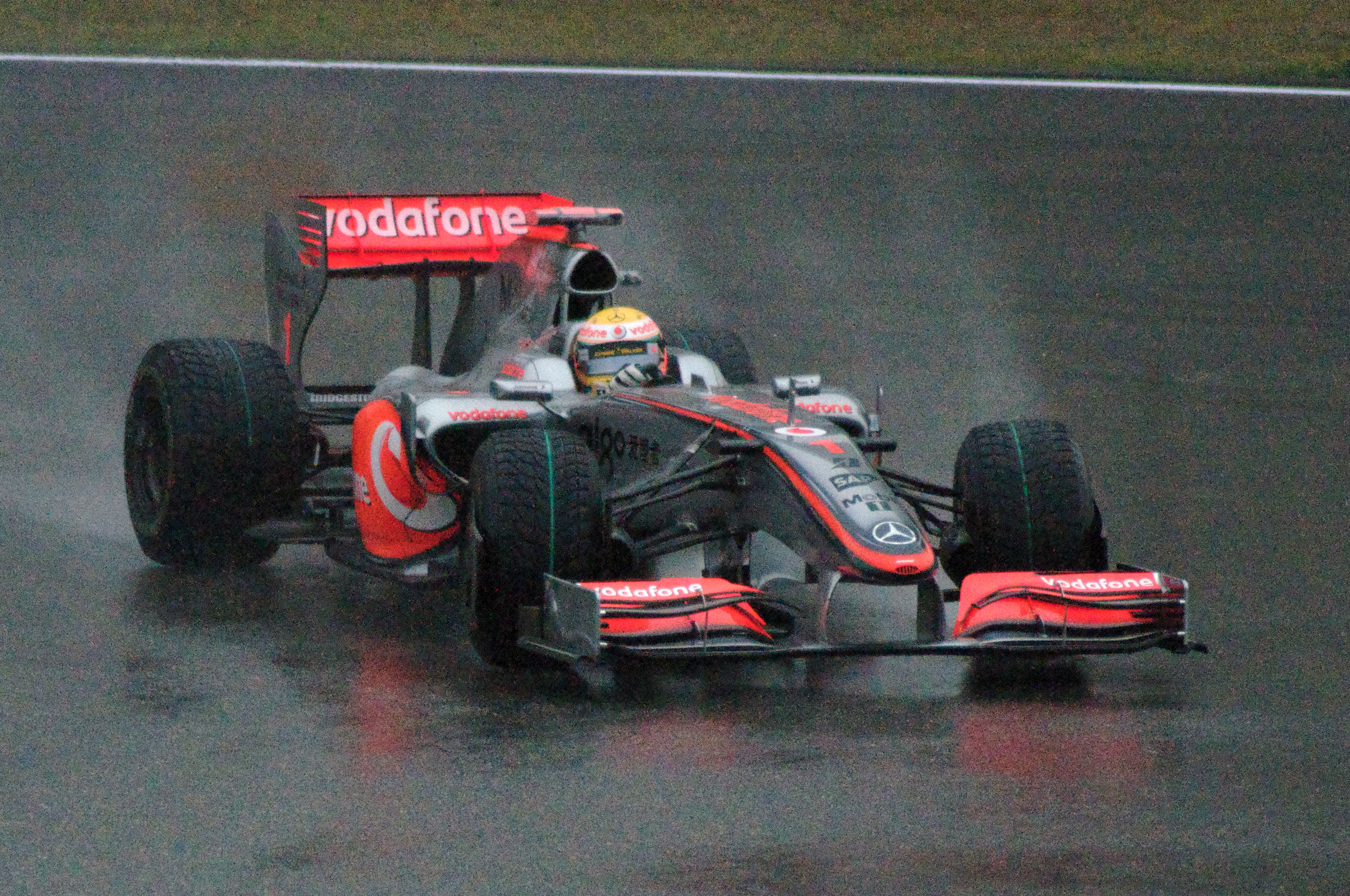
Az esős kínai nagydíjon hatodik lett

A 2009-es évben számos technikai-és versenyszabály-módosítás lépett életbe. Az idény kezdete előtt alig két héttel az FIA be akarta vezetni, hogy a világbajnoki címet a legtöbb győzelmet, nem a legtöbb pontot szerző versenyző nyerje. Az új rendszert Hamilton mellett még a Ferrari is bírálta, holott annak alapján az ő versenyzőjük nyerte volna a 2008-as vb-t, nem Hamilton. Az intézkedést végül a csapatok tiltakozására visszavonták.
Az idény előtti tesztek során a McLaren hátrányba került az új szabályokhoz való alkalmazkodásban és eredményeik elmaradtak a vetélytársakétól. Hamilton a nem túl jó teszteredmények ellenére bizakodva tekint az idény elé.
Hamilton az évad első versenyére, az ausztrál nagydíjra az előző évi futam győzteseként érkezett. Ugyan bejutott az időmérő edzés második szakaszába, de a sebességváltó meghibásodása miatt ott nem autózott mért kört. A kvalifikáció után a csapat kicserélte a meghibásodott alkatrészt, amiért öthelyes rajtbüntetést kapott. Miután a Toyotákat a rajtrács két utolsó kockájába sorolták szabálytalan hátsó szárnyak használata miatt, Lewis a 18. pozícióból kezdhette meg a versenyt. A futam alatt fokozatosan lépett előre, féltávnál pedig már pontszerző-esélyes helyen autózott. Néhány további előzésnek, illetve Sebastian Vettel és Robert Kubica ütközésének köszönhetően feljött a negyedik helyre, és ebben a pozícióban is fejezte be a versenyt. Nem sokkal később a harmadikként célba érő Jarno Trulli idejéhez a versenybírák huszonöt másodpercet hozzáadtak, mivel az utolsó körökben, a biztonsági autós szakasz alatt az olasz megelőzte Hamiltont. Ennek következtében Lewis megörökölte tőle a harmadik helyet. A bírák a futam után meghallgatták Hamiltont és a McLarent is, akik azt nyilatkozták, nem szándékosan hagyták Trullit, hogy megelőzze a britet, ám eme állításuknak ellent mondtak rádióbeszélgetéseik. Hamiltont ezután a versenybíráknak adott félrevezető bizonyítékok miatt kizárták az ausztrál nagydíjról, a csapat pedig egy évre felfüggesztett háromfutamos eltiltást kapott.
A maláj nagydíjat a heves esőzés miatt piros zászlóval megszakították, Lewis pedig a 7. helyen ért célba, de mivel a pilóták nem teljesítették a versenytáv 75%-át, ezért mindenkinek csak a pontok felét osztották ki. Ennek köszönhetően a brit egy pontot kapott.
Sanghajban szintén esett az eső a futamon, amelyen a 9. helyről rajtoló Hamilton több autót is megelőzött, de néhány kicsúszásával pozíciókat vesztett. Az egyik ilyen alkalommal csapattársa, Heikki Kovalainen és Adrian Sutil is elment mellette, de végül a 6. helyen fejezte be a futamon, mivel a német néhány körrel a verseny vége előtt kiesett.
A bahreini nagydíjon az 5. pozícióból a 4. helyen ért célba, öt egységet szerezve a végre jól teljesítő McLarennel.
Európába visszatérve hatalmas visszaesés történt a csapattal. Barcelonában csak a 14. helyre kvalifikálta magát, a versenyen pedig a kilencedikként ért célba, lemaradva a pontszerzésről.
A következő három futamon pályafutása során először, már az időmérő edzés első etapjában kiesett.
Monacóban többször is a leggyorsabb volt a pálya első szektorában a Q1-ben, de a falnak csapta az autóját. A csapat kénytelen volt váltót cserélni Hamilton autójában, így a mezőny végéről, a 19. rajtkockából várhatta a versenyt, amelyen a 12. helyen végzett.

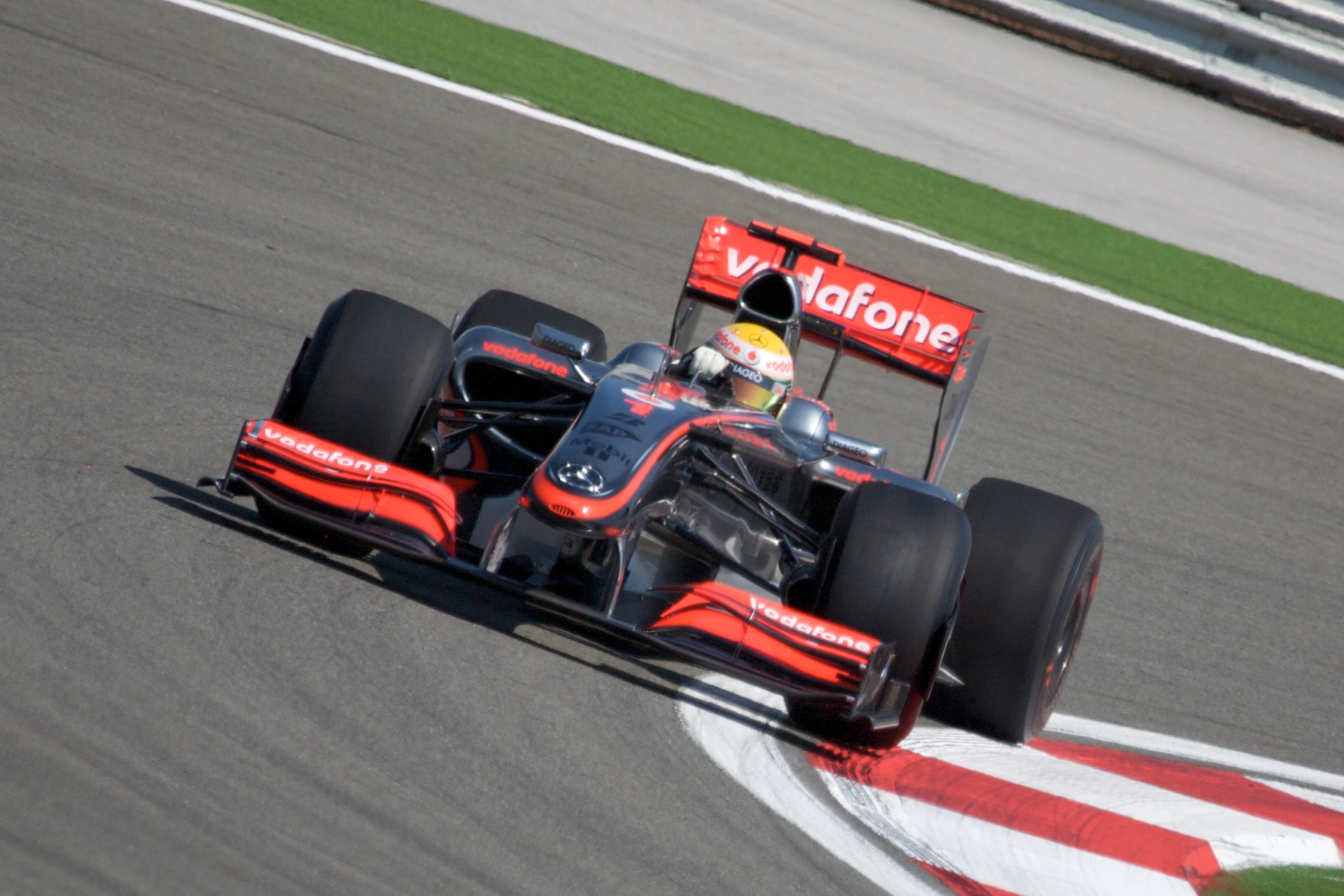
A török nagydíjon

Isztambulban ismét kiesett az első szakaszban, míg csapattársa a Q2-ig is eljutott. A futamon Lewist a 13. pozícióban intették le, Kovalainen előtt. A két McLaren közül Hamilton volt a lassabb az egész hétvége alatt.
Hazai közönség előtt, Silverstone-ban sem sikerült pontot szereznie. Mind a kvalifikáción, mind pedig a futamon az utolsók között végzett.
A Nürburgringen megrendezett német nagydíjra rengeteget javult a McLaren. A rajtnál a KERS segítségével elsőként fordulhatott be az első kanyarba, ahol azonban az első rajtkockából induló Mark Webber első szárnya kilyukasztotta jobb hátsó gumiját, így már az első körben be kellett iktatnia egy kényszerű boxkiállást, miután kénytelen volt egy teljes kört megtenni a defektes gumival. Ezek miatt – pályafutása során először – az utolsó helyen fejezte be a futamot.
A Hungaroringen a negyedik pozícióból vághatott neki a versenynek, majd lerajtolta Sebastian Vettelt, így már csak Fernando Alonso és Mark Webber állt előtte. Az ötödik körben Hamilton megelőzte az ausztrált, a spanyolnak pedig a 2006-os nagydíjhoz hasonlóan ismét leesett az első boxkiálláskor rosszul rögzített kereke, amelynek következtében Lewis átvette a vezetést. A futamot végül magabiztos előnnyel nyerte meg.
Valenciában, az európai nagydíj helyszínén ott folytatta, ahol Magyarországon abbahagyta. Az időmérőn megszerezte az első rajtkockát, de a futamot a csapat hibájának köszönhetően a második helyen fejezte be, Rubens Barrichello mögött. (A második boxkiálláskor a csapat elfelejtette kikészíteni az első gumikat, így a kiállás elhúzódott.)
A belga pálya, Spa-Francorchamps nem igazán feküdt a McLarennek. Lewisnak már a második szakaszban, a 12. helyen búcsúznia kellett az időmérőn. Futama meglehetősen rövidre sikerült, ugyanis az első körben, a Les Combes sikánban Jaime Alguersuari hátulról beleütközött, és mindketten a gumifalnak csapódtak.
Monzában ismét pole-pozíciót szerzett, ám a futamon az egy kiállással taktikázó Brawnok megfoghatatlanok voltak. Hamilton a harmadik helyen autózott, amikor a futam vége felé elkezdett jóval gyorsabb köröket futni, mint az előtte haladó Button, de az utolsó körben az első Lesmo-kanyar után megpördült, majd a szalagkorlátnak csapódva véget ért számára a verseny. Lewist a 12. helyen, körhátrányban klasszifikálták.

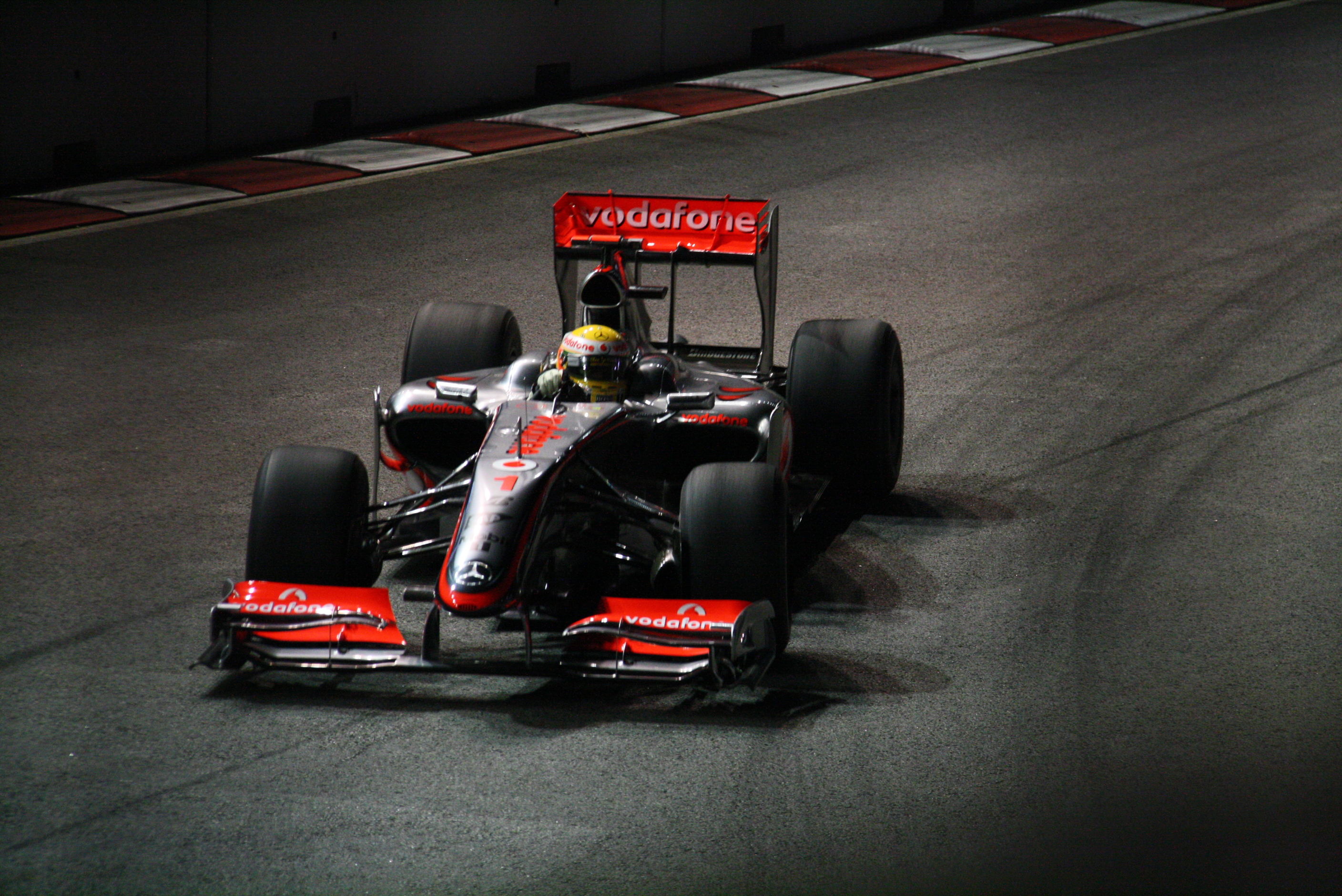
Szingapúrban a pole-pozícióból nyerte meg a futamot

A szingapúri éjszakai futam időmérő edzésének utolsó szakaszának legvégén Rubens Barrichello a falnak ütközött, ami miatt megállították a kvalifikációt, és mivel csak néhány másodperc volt hátra belőle, már senkinek nem volt lehetősége újabb köröket futni. Mivel ekkor Hamilton állt az élen, így az övé lett a pole pozíció. A futamot végül magabiztos előnnyel nyerte meg.
A két év után ismét Szuzukában megrendezett japán nagydíjon a harmadik helyet szerezte meg az időmérő edzésen, majd a rajtnál megelőzte az előle induló Jarno Trullit, aki azonban második boxkiállása után a brit elé tért vissza, így Hamilton a dobogó legalsó fokára állhatott fel. A versenyt a mind az időmérőn, mind pedig a futamon domináló Sebastian Vettel nyerte.
A brazil nagydíj időmérője rendkívüli időjárási körülmények között zajlott, ami miatt az első és a második szakaszt is hosszabb időre meg kellett szakítani. A szakadó esőben Hamiltonnak csak a 18. rajtkockát sikerült megszereznie, ugyanis – állítása szerint – a McLarent a futamra, száraz pályára állították be. Vitantonio Liuzzi váltócsere miatt kapott öthelyes rajtbüntetése után végül a brit egy pozícióval előrébb lépett a rajtrácson. A verseny első körében történt kisebb ütközések miatt hamar a pályára lépett a biztonsági autó, ami kicsit megkeverte a mezőnyt, s Lewist 71 kör után a harmadik helyen intették le.
A 2009-es versenynaptárban először kapott helyet az abu-dzabi nagydíj, amelyet a szezon utolsó versenyeként a Yas Marina Circuiten rendeztek meg. Hamilton a szabadedzéseken is kimagasló teljesítményt nyújtott, majd az időmérő mindhárom szakaszát megnyerve megszerezte az első rajtkockát, több mint hat tizedmásodperccel megelőzve a mögötte végző Sebastian Vettelt. Lewisnak sikerült megőriznie vezető pozícióját a rajtnál, ám az első boxkiállások után Vettel mögé tért vissza. Három körrel később a csapat ismét kihívta a boxba, és autójával betolták a garázsba, ugyanis a McLarennek jobb hátsó fékhibája akadt.
Az év során 49 pontot szerzett, amellyel az ötödik helyen végzett az egyéni világbajnokságban. Főleg neki köszönhetően – csapattársa, Heikki Kovalainen jóval gyengébb szereplése miatt – sikerült a McLarennek a konstruktőri pontverseny harmadik helyén végeznie, mindössze egy egységgel maga mögé utasítva a rivális Ferrarit.

#### 2010
Az FIA által a 2010-es szezonra meghatározott több szabálymódosítás közül az egyik legjelentősebb a versenyek alatti tankolás betiltása, ezáltal az autóknak nagyobb üzemanyagtartályt kellett építeni, amely a versenygép szélességét, illetve hosszúságát egyaránt megnövelte. Megváltozott a 2003 óta érvényben lévő pontozási rendszer is: a korábbi 10-8-6-5-4-3-2-1 értékelés helyett a 25-18-15-12-10-8-6-4-2-1 szisztéma lépett érvénybe. Az előző évadban néhány csapat – köztük a McLaren – által is használt KERS alkalmazását ugyan a szabályok meghagyták, de a versenyzők egyesülete (GDPA) megegyezett, hogy azt egyik csapat sem szereli be a szezon során.
2009. november 18-án bejelentették, hogy Hamilton csapattársa az előző évi világbajnok, a Brawn istállót elhagyó szintén brit Jenson Button lesz. A brit pilóta korábbi csapattársa, Heikki Kovalainen így kiszorult mellőle, és a finn az újonc Lotushoz szerződött. A szezon előtti teszteken a McLaren megbízható és versenyképes szereplést tanúsított.
Hamilton az évadnyitó bahreini nagydíjon a negyedik rajtkockából indulva harmadik lett, míg Button hetedikként ért célba.

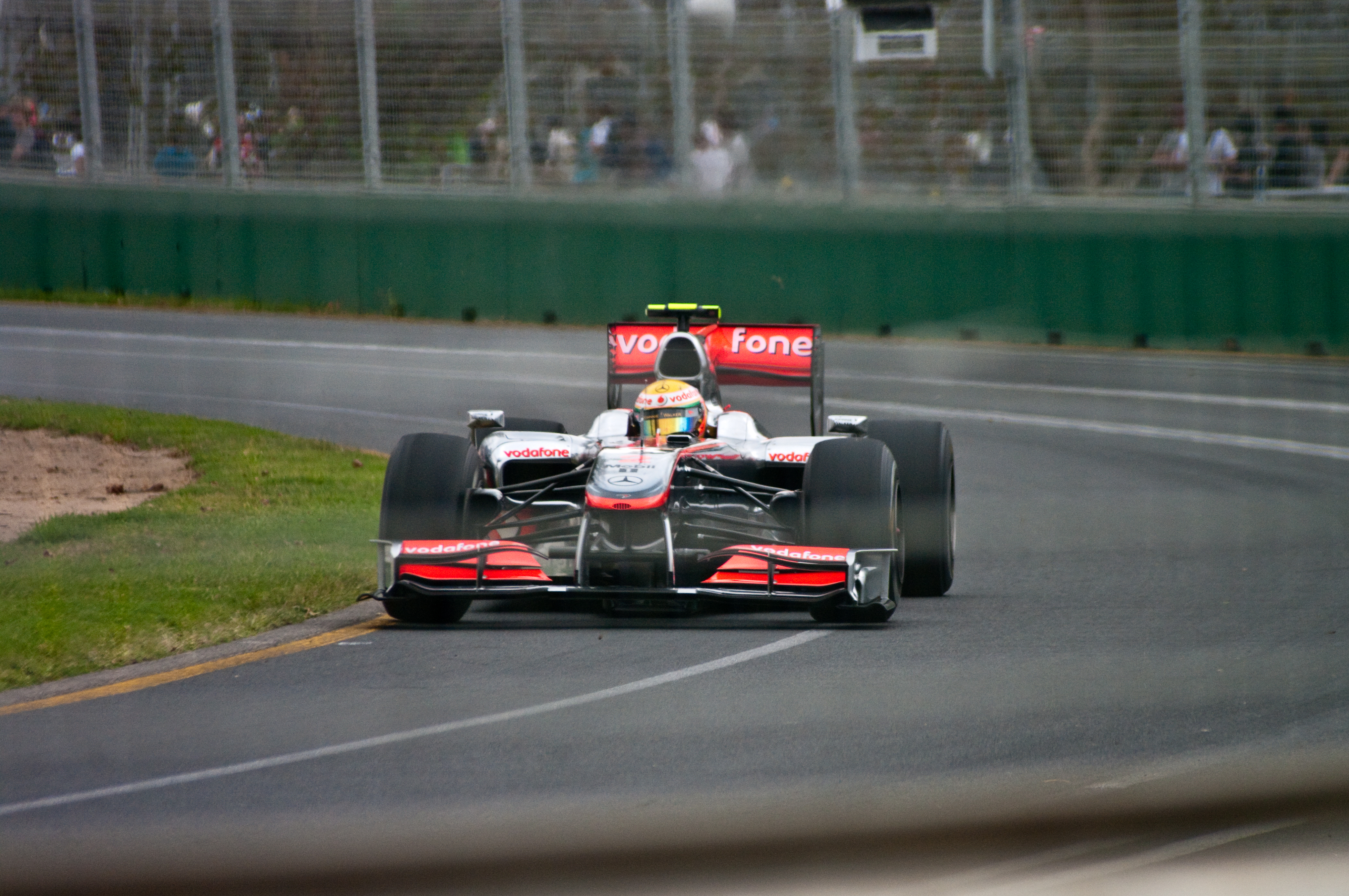
Hamilton a ausztrál nagydíjon

Melbourne-ben a tizenegyedik helyet szerezte meg a kvalifikáción, majd a futamon fokozatosan lépett előre, míg két körrel a verseny vége előtt, miközben Fernando Alonsót akarta megelőzni, Mark Webber hátulról nekiment, és mindketten a sóderágyba kerültek. A brit azonban ki tudott jönni onnan, így végül hatodikként ért célba. Webber az utolsó előtti pontszerző helyre, a kilencedikre hozta be a Red Bullt, miután kénytelen volt kiállni a boxba új első szárnyért. A futamot Button nyerte meg.
(Lewis a futamot megelőzően egy kis szórakozás ürügyén magára haragította a rendőröket, amit a rendfenntartók a Mercedes C63 AMG típusú autó lefoglalásával jutalmaztak. Az ausztrál nagydíj ideje alatt ugyanis Melbourne utcáin driftelt, és ezért bírósági eljárás is indult ellene, amit előreláthatólag augusztus 24-én tartanak meg, a belga nagydíjjal egy időben)
A maláj nagydíj senki számára sem volt egyszerű, mivel az időmérő edzésen szakadt az eső, és sem a Ferrari, sem a McLaren nem küldte ki időben autóit, így a kvalifikáció során Lewis a huszadik rajtkockából vághatott neki a futamnak, amin sok előzéssel a hatodik lett, bár vitatott manőverét sokan kritizálták, ugyanis az újonc Vitalij Petrov előtt többször is ívet változtatott célegyenesben, hogy az orosz ne tudja megelőzni. Büntetést azonban nem kapott.
A kínai nagydíj időmérő edzésén a Q1-t és a Q2-t is megnyerte, de a Q3 alatt hibázott, így csak a hatodik helyről rajtolhatott, Jenson Button mögül. A futam hihetetlen izgalmakat hozott. Az élről induló Red Bullok okán sokan feltételezték, hogy kettős Red Bull győzelem lesz, ám a rajtot követően Fernando Alonso vezette a versenyt, igaz nem sokáig, ugyanis büntetést kapott a rajtnál való kiugrás miatt. A bokszutcában is nagy volt a forgalom; sokan jöttek ki kerékcserére, Hamilton, és Vettel például egy időben. Vettel és Hamilton sokszor összeakadtak a futam során, de a legemlékezetesebb az volt, amikor a bokszban Hamilton megcsúszott, és a mögötte kifelé igyekvő Vettel kicsit befelé tolta őt; a két pilóta egymás mellett hagyta el a bokszutcát, ám Hamilton végül Vettel mögé került. Az esetet vizsgálták, de nem találták szabálytalannak, ugyanakkor megrovásban részesítették mindkét pilótát. A verseny során nem csak Vettelt, de a Mercedes színeiben visszatért Michael Schumacher-t is megelőzte, és nagyon gyors tempóval feljött a második helyre, az első helyen autózó Jenson Button mögé. A kínai nagydíj kettős McLaren győzelmet hozott, változatlan sorrendben: Button, Hamilton, a dobogó legalsó fokára pedig a Mercedes GP fiatal tehetsége, Nico Rosberg állhatott fel.
A spanyol nagydíj időmérő edzésén a verhetetlen Red Bull-ok mögötti legjobb időt autózta, így a 3. rajtkockából kezdhette meg a futamot. Bár az élen haladó Webbert nem tudta megelőzni, az első boxkiállás alkalmával Vettel elé jött vissza, és mivel az első körtől számítva szorosan rátapadt, és gyorsabb is volt Vettelnél, megtartotta 2. helyét. A verseny innentől kezdve eseménytelenül zajlott Hamilton számára, ám a leintés előtt két körrel a bal első felni hibája miatt defektet kapott, és a pályát elhagyva előbb a kavicságyba, majd a gumifalba szaladt. Hamilton itt egy pillanatig összeroppant, és csak nehézkesen hagyta el rommá tört McLarenjét. Az eset után így nyilatkozott: 
A monacói nagydíjon az ötödik helyről rajtolva ötödik lett, míg csapattársa alatt a rajt után nem sokkal megfőtt a McLaren motorja, és Button kiesett. A verseny során többször (szám szerint négyszer) gurult pályára a biztonsági autó – mialatt az élmezőny felzárkózott egymásra, de amint a biztonsági autó bement, ismét eltávolodtak egymástól – a végén azonban Trulli és Chandhok ütközött (Trulli Lotusa átrepült a Hispania fölött és kigyulladt), míg a verseny utolsó köreire ismét sárga zászló-biztonsági autós vonatozás következett – a mezőnyt az utolsó kanyarban engedték el. A brit képtelen volt közelebb kerülni az előtte végző Massához, mivel a McLaren túlmelegedett fékjei miatt óvatosabban kellett autóznia, és Hamilton mérnöke figyelmeztette, hogy bánjon finomabban a fékekkel, így a brit visszavett a tempóból, és a versenytáv nagy részében mögötte haladó Alonso is közelebb került hozzá; megelőzni, vagy veszélyesen a közelébe érni azonban nem tudott. Lewis a futam után a világbajnokság hatodik helyére esett vissza.
A török nagydíjra győzni készülő Hamilton Webber mögött, és Vettel előtt a 2. helyen zárt a kvalifikáción, s a porosabb ívről rajtolhatott. A futamra kilátogatott barátnője – és a hírek szerint menyasszonya – Nicole Scherzinger is, aki a bokszban izgulta végig a versenyt. Lewis a rajtot olyannyira rosszul kezdte, hogy a mögüle induló Vettel megelőzte, de még a csapattársa is majdnem elment mellette. Az első kör végére azonban már jóval Vettel előtt autózott, és az első Webbert támadta. Megelőzni azonban nem tudta; a bokszba is egyszerre jöttek ki az első két helyről, és így a sokkal tovább kint maradni tudó Button átvette a vezetést. Viszont a másik McLaren kerékcseréjét követően a harmadik helyre jött fel, és már Vettelt támadta, akit azután, hogy a német csapattársával együtt lekerült a pályáról, megelőzött. Innentől kezdve a 25 pontot érő első helyen, nyugodt tempóban haladt, mivel mérnöke rászólt, hogy az üzemanyagszintje kritikus szinten van. Hozzá hasonlóan Button is ilyen információkat kapott, ám ezt vagy máshogy közölték az angollal, vagy egyáltalán nem szóltak rá, ugyanis Button hirtelen – pár kör alatt – beérte Hamiltont, és megelőzte. Lewis azonban a következő kör első kanyarjában visszaelőzte honfitársát, és innen megnyerte a futamot. A szemerkélő eső nem okozott túl nagy gondot, és a török nagydíj az idei második kettős győzelemmel zárult: Hamilton első, míg Button második lett: a dobogó legalsó fokára a szerencsétlenül járt Mark Webber állhatott fel, aki vissza tudott jönni a pályára.
2008 után ismét helyett kapott a versenynaptárban a kanadai nagydíj, és Lewis, csakúgy mint 2007-ben, és 2008-ban, a pole pozícióból indulhatott. Ezúttal az időmérő mindhárom szakaszát megnyerte, de sajnálatos módon a levezető körére már nem jutott elég benzin, így a brit pilótának le kellett állítania a McLarenjét. Az autó lefelé gurult, mikor Hamilton a már lassú McLarenből kiülve, majd kiugorva "ünnepelt". Lewis tolni kezdte a McLaren-t, de kis idő után feladta, és a biztonsági autóval betért a bokszba. Emiatt a kis incidens miatt letelt az az idő, amit a levezető körre kiszabtak, és mivel Hamilton késve ért csak be a bokszba, pénzbüntetést kapott, de pole-t érő körrét megtarthatta. A futamon a második rajtkockát megszerző Webber autójában váltót cseréltek, és ezért az ausztrál öt rajthelyes büntetést kapott, Hamilton így csak Vettellel, csapattársával, és Alonsóval állt harcban az élmezőnyben. A verseny során kétszer cseréltek kereket, és Hamilton végül Button előtt megszerezte idei második győzelmét, 109 ponttal pedig átvette a vezetést a világbajnokságban.

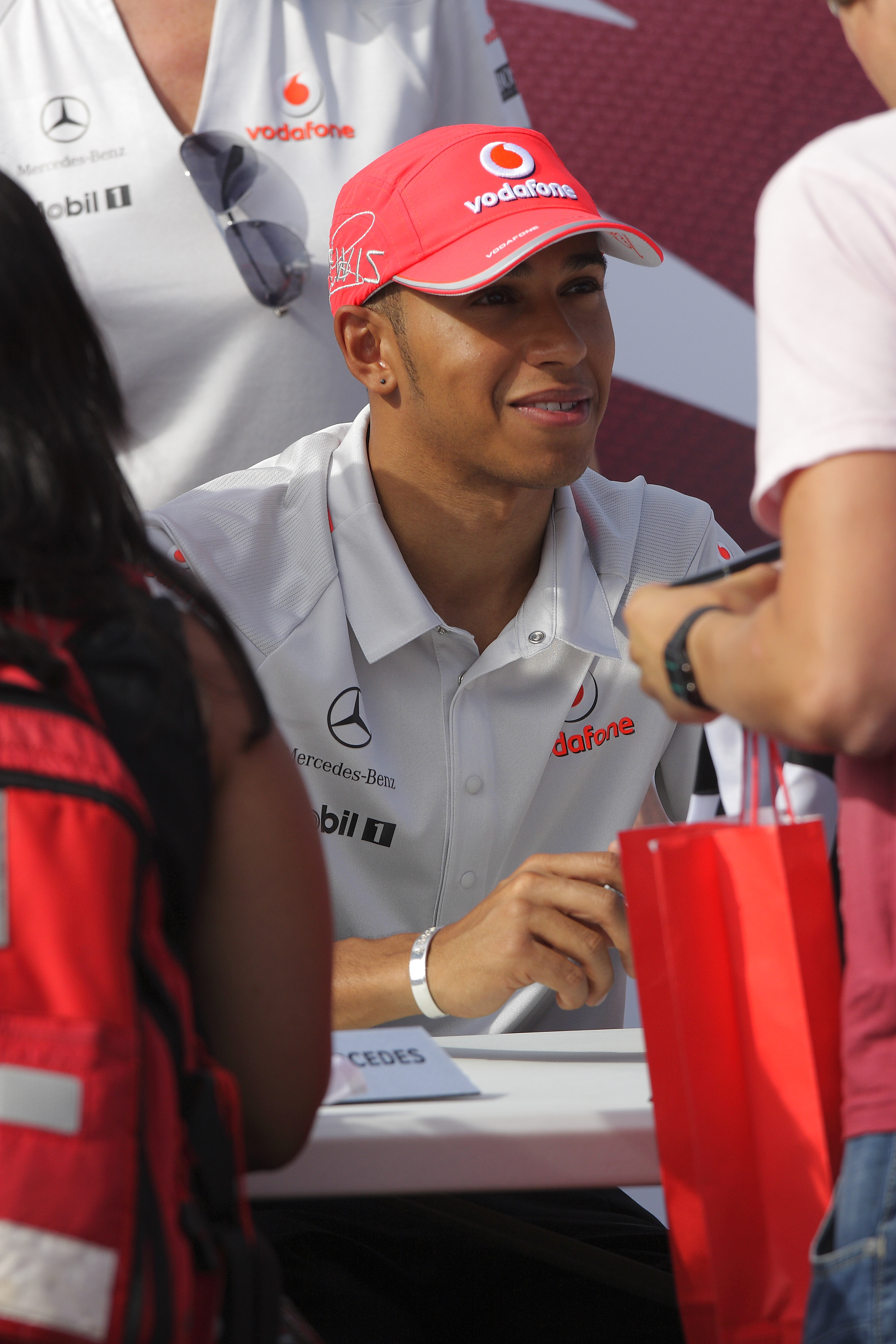
Hamilton a brit nagydíjon

Az európai nagydíjon második lett, de vitatott előzését a Ferrari mellett sokan mások is kritizálták, ugyanis szabálytalanul ment el a biztonsági autó mellett, amikor az a pályára lépett. Boxutcaáthajtásos büntetést kapott, de ettől függetlenül 2. maradt.
Hazai futamára, a módosított vonalvezetésű Silverstone Circuiten megrendezett brit nagydíjra a McLaren új fejlesztésekkel érkezett, amelyekkel azonban jelentős hátrányba került mind a Red Bull-lal, mind pedig a Ferrarival szemben, így a csapat a pénteki szabadedzések után úgy döntött, hogy visszaalakítja a két MP4-25 kódjelű autót. Az időmérőn a brit pilóta a negyedik, Jenson pedig csak a tizennegyedik helyet szerezte meg. Vasárnap a rajt után Hamilton megelőzte az előle induló Rosberget, majd miután Vettel defektet kapott, feljött a második pozícióba, amelyet a verseny leintéséig megtartott. Ennek és Button negyedik helyének köszönhetően tovább növelte a maga és csapata előnyét a világbajnokságban.
A Német nagydíjon ismét éles körülmények között tesztelték a Red Bullról mintázott fújt diffúzort, és egyéb, általuk kiötlött aerodinamikai fejlesztéseket. Hamilton és Button a pénteki első szabadedzésen már ezekkel a frissítésekkel hajtott pályára, de esős körülmények között nem nagyon tudták finomhangolni, ráadásul Hamilton az egyik kanyarban megcsúszott, és kisodródva összetörte a McLarenjét, szerencsétlen módon pont azt a részét, ahol az új újítások java (fújt diffúzor) volt. Így csak a második szabadedzés utolsó tíz percében tudott körözni a pályán. A kvalifikáción elért 6. helyével nem volt elégedett (Button 5. lett) de a futamon előrelépést várt, ami meg is történt a rajtnál: az első kanyarban megelőzte csapattársát, majd a hosszú egyenes végén a Red Bullos Mark Webbert is: így feljött a 4 helyre, mely pozíciót a verseny végéig megtartott. A futamon a feléledő Ferrari, és a Red Bull dominált; Alonso nyert csapattársa, Massa, és Vettel előtt, így kettős Ferrari siker született. A McLaren a verseny után bejelentette, hogy nem adják fel a harcot, és újabb fejlesztéssekkel készülnek, illetve a már kész alkatrészek továbbfejlesztését sem hanyagolják el. Mind Hamilton, mind a McLaren megőrizte vezető helyét a világbajnokságban.
A magyar nagydíj időmérő edzésén az 5. helyet szerezte meg, a futamon azonban (25 kör megtétele után) váltóprobléma miatt kiesett, így a spanyol nagydíjhoz hasonlóan ismét nullázott. A versenyhétvége után a világbajnokság második helyére esett vissza, de hátránya Webberhez képest minimális volt.
A belga nagydíjra új erőre kapott a McLaren, és Hamiltonnak esélye volt megszerezni a pole-pozíciót, ám a változékony időjárási körélmények miatt a száraz pályán haladó Webber jobb időt ment mindenkinél, és az esős körülmények miatt, bár az utolsó pillanatokban még így is megelőzte Kubicát, csak a 2. helyen zárt.
A futamon, kihasználva Webber beragadását, az élre tört, és nem sokkal később már McLaren 1-2 volt az állás, mivel Button is jól rajtolt. A futam is változékony időjárás között zajlott, de Hamilton végül magabiztosan nyert, bár a verseny vége felé egyszer ki is csúszott. Idei harmadik győzelmét az addig a világbajnokságot vezető Mark Webber, és a Renault-s Robert Kubica előtt szerezte. Ezzel visszavette helyét a világbajnoki tabella élén. Csapattársa kiesett, amikor Vettel előzni akarta őt, de megcsúszott, és lyukat ütött a hűtőbe. Button kiesett, Vettel pedig a hibáért bokszutca-áthajtásos büntetést kapott, és nem szerzett pontot, míg az összetettben 5. helyen álló Fernando Alonso kipördült és összetörte az autóját. Így a világbajnokság öt esélyese közül csak kettő szerzett pontot: Hamilton, és Webber.
Az olasz nagydíjon a két McLaren gyakorlatilag két különböző autóval állt rajthoz; Button F-csatornás rendszerrel a 2. helyen, Hamilton F-csatorna nélkül, az 5.-en várt a rajtra. A kvalifikáción csalódott Hamilton a rajtnál jól jött el, megelőzte Webbert, a 4. helyen haladt, amikor Roggia sikánban ütközött Massával, és a jobb első felfüggesztés eltörött. Hamilton az irányíthatatlan McLarennel a kavicságyban landolt, és csalódottan ismerte el hibáját a futam után:

A szingapúri nagydíjon Hamilton a 3. helyről indulhatott. Ebben a pozícióban haladt a verseny nagy részében, ám a 36. körben di Grassi nem engedte el azonnal Webbert, aki mögé megérkezett Hamilton, majd megpróbálta megelőzni az ausztrált, de összeütköztek. Webber folytatni tudta, Hamilton kiesett. A versenybírók versenybalesetnek minősítették az esetet. A futam után a győztes Alonso megelőzte Hamiltont a bajnokságban, aki így visszaesett 3.-nak, mögötte egy pont hátránnyal áll Vettel.
Japánban az 5. helyen intették le; a brit pilótának – bár váltót cseréltek a McLarenben, és az ezzel járó rajtbüntetéssel is kedvező pozícióban voltak – problémái akadtak a fokozatokkal, a váltó nem működött rendesen.
Az első koreai nagydíjat, amit egy ideig meg is kellett szakítani a hosszan tartó esőzés miatt, a 2 helyen zárt. Kivárásra autózott, és ennek az okos taktikának köszönhetően a futam után (a két Red Bull nullázása, és a jó eredmény hatására) 21 pontra csökkentette a hátrányát az éllovas Fernando Alonsóval szemben, aki a nagydíj megnyerése után ugrott az élre. Felipe Massa harmadik lett.
Brazíliában mind az időmérőn, mind a futamon 4. lett, ami egyben azt is jelentette hogy matematikai esélyén túl már nem sok lehetősége volt a világbajnoki cím megszerzésére. Csapattársa mögötte ért célba, 5. lett, ezzel Jenson Button kiszállt a bajnoki csatából. A bajnokság négyesélyessé vált.
Abu-Dhabiban a 2. helyről rajtolt, mindössze 31 ezred másodperccel elmaradva Sebastian Vetteltől. A futamon ugyanitt ért célba és mivel Vettel nyert Webber nyolcadik, Alonso pedig hetedik lett, így Vettel lett a világbajnok, Hamilton a 4. helyen végzett 240 ponttal.

#### 2011
A 2011-es évben újabb szabálymódosítások történtek: visszatért a KERS rendszer, illetve bevezették az állítható hátsó szárnyakat, ami az előzést segíti elő plusz sebességgel. Ennek használatát úgy kell elképzelni, hogy egy körön belül egy másodperces távolságból, a célegyenesben, állíthatják át, amivel plusz sebességre tesznek szert, és a KERS rendszerrel hatásosan segítheti a pilótát abban, hogy pozíciót nyerjen. A hátsó szárnyat csak a támadó használhatja.
A kivonuló Bridgestone helyét a Pirelli vette át, ezzel az olasz gumigyártó lett a Forma 1 hivatalos, és egyetlen gumiszállítója. A McLaren MP4-26-ost késve mutatták be, és csak az első kollektív teszt után kezdték meg vele a munkát. Az autó a teszteken megbízhatatlan volt, ám az ausztrál nagydíjon konstans eredményeket hozott. Lewis az időmérőn kisebb meglepetéssel a 2. lett, míg csapattársa, Jenson Button a 4. A Red Bullok ismét verhetetlennek bizonyultak. A rajtnál kipörögtek a kerekei, de a KERS segítségével vissza tudta verni a mögüle induló Webber támadásait. A futamon a 2. lett a címvédő Sebastian Vettel mögött, és a második szezonját kezdő Vitalij Petrov előtt.

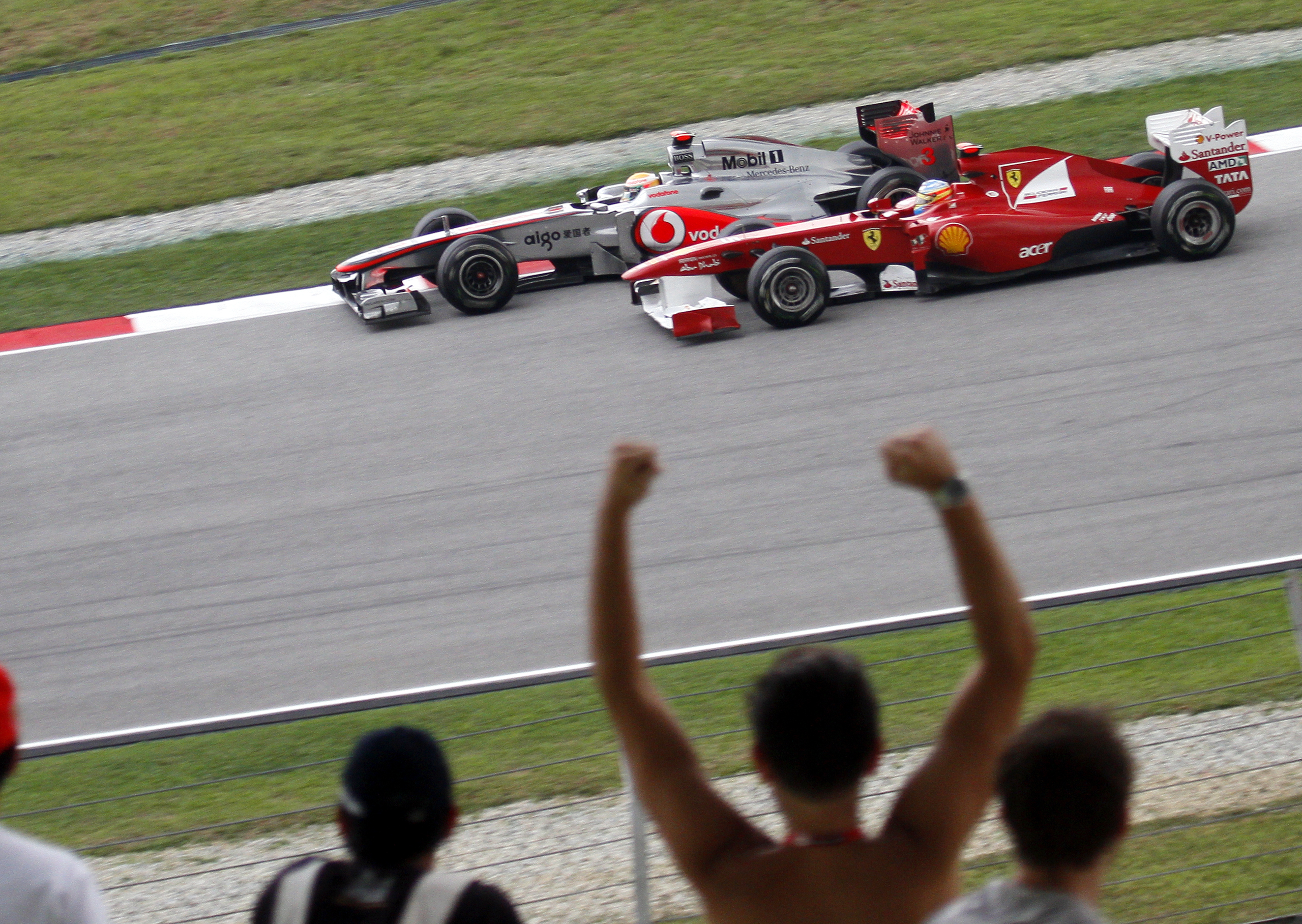

A maláj nagydíjon a második rajtkocából indulva rossz taktikával, és utólagos időbüntetéssel (+20 másodpercet adtak hozzá az idejéhez) csak a 8. lett. A kemény keveréken annyira lelassult, hogy Alonso váratlanul hozzáért a McLarenhez, megrongálva azt.
A Kínai nagydíjat csak a második sorból kezdhette meg, de a rajtnál feljött a második helyre, megelőzve az addig verhetetlen, és a pole-ból induló Sebastian Vettelt. A futam izgalmasnak bizonyult. Három kiálláson volt: két lágy keverékes etap után következett a kemény keverék, amivel közelebb kerülhetett Vettelhez. A verseny vége felé a KERS rendszernek, az állítható hátsó szárnynak, és nem utolsósorban, a frissebb gumiknak köszönhetően elment a német címvédő mellett, idei első győzelmét aratva. A második győzelme 6 futammal később érkezett, a német nagydíjon; ahol az első sorból rajtolhatott. A Magyar nagydíjon ismét 2. lett az időmérőn, a futamon az 5. körben elment az első rajtkockából induló Vettel mellett, és egészen a 46. körig vezetett, majd megpörgött, amiért később büntetést kapott. Végül a hibás gumitaktika, és a büntetés miatt csak a negyedik lett.
A belga nagydíj időmérőjén esős körülmények fogadták a pályára guruló autókat. Hamilton számára a Q2 utolsó köre jelentett izgalmakat, amikor gyorsulni kezdett a felszáradó pálya, és az előtte gyors körön lévő Pastor Maldonaldót a buszmegállónál hirtelen beérte. Mivelhogy kieső helyen volt, mennie kellett, és agresszívan bevetette magát a Williamses mellé, majd megelőzte, megnyerve ezzel a Q2-t. A Q3-ban az utolsó körben szintén átvette a vezetést, de a mögötte jövő Vettel 4 tizeddel gyorsabbnak bizonyult. A versenyen száraz pályán rajtolt a mezőny, és az egész futamon szárazok voltak a körülmények. Rosszul rajtolt, de vissza tudott kapaszkodni a 3. helyre. A boxkiállások után többek között Kobajasit is megelőzte, de a Les Combes-hez érve balra húzódott, és ütközött a már megelőzött japán versenyzővel. Ez a verseny 12. körében történt. Nagy sebességgel csapódott a szalagkorlátba, majd a lendület egészen a gumifalig vitte, ahol az összetört McLaren megállni kényszerült. Hamilton pár másodpercig ájultan ült az autóban, majd sértetlenül elhagyta azt. A futam után elismerte hibáját:

2011-ben sikertelen futamok következtek a brit versenyző számára. Az Olaszországban szerzett negyedik, majd két ötödik helyével elégedetlen volt. Koreában ereje teljében volt, és az évben először és utoljára megszerezte a pole-pozíciót. Indiában 7. lett, míg Abu Dhabiban hatalmas versenyzést bemutatva győzelmet szerzett. A szezonzáró brazil nagydíjon azonban váltóhiba miatt kiesett.

#### 2012
A 2012-es év az időmérők tekintetében remekül kezdődött: a szezonnyitó ausztrál, majd a maláj nagydíjon is a pole-pozícióból rajtolt, de meglepő módon egyik rajtelsőségét se tudta győzelemre váltani.

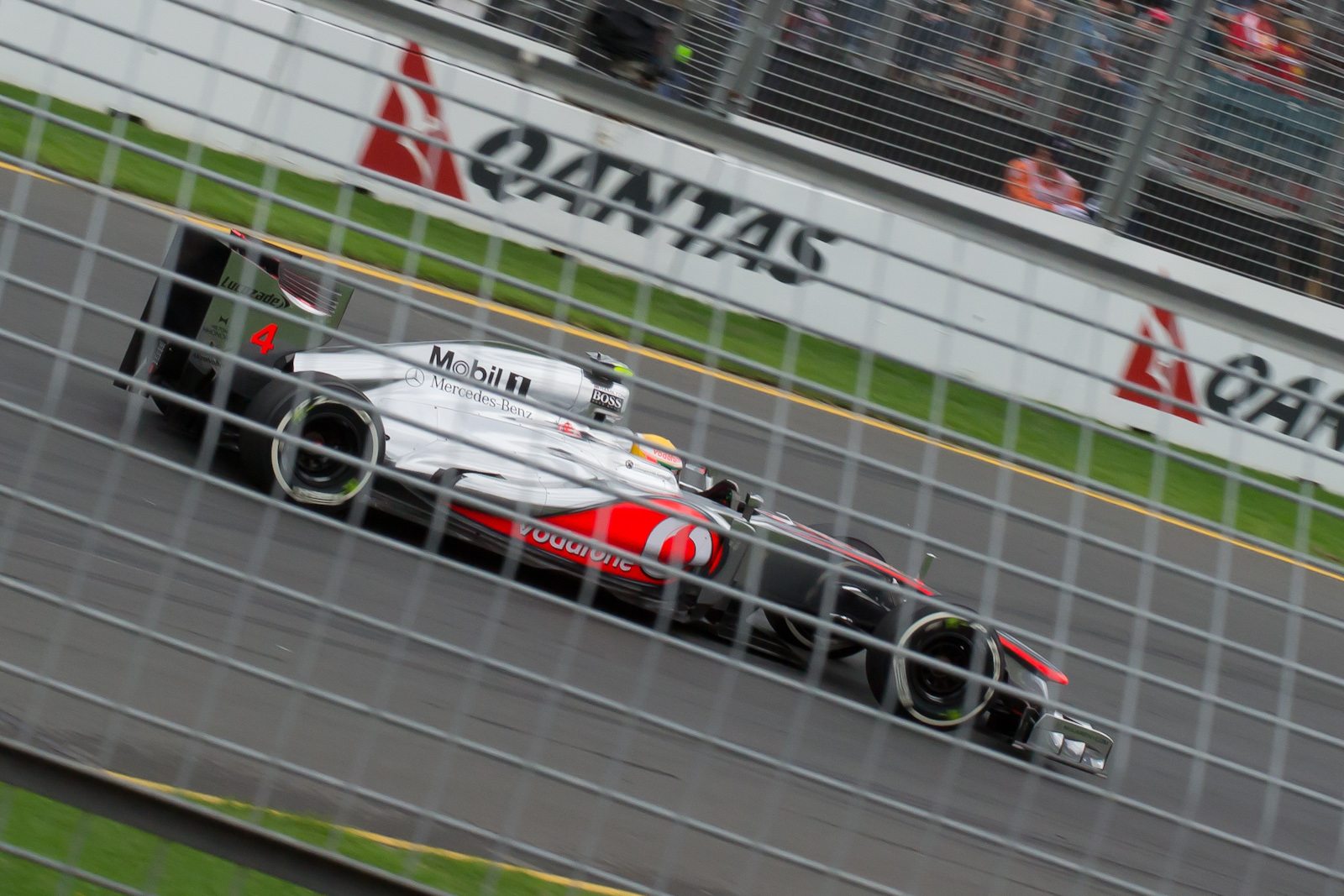
Az Ausztrál nagydíjon

Csapattársa Button egy győzelmet aratott, míg ő két futamon két harmadik helyet szerzett.
Hamilton folyamatos pontszerzőként versenyben maradt a vb címért, egészen az ázsiai futamokig. Eddig megnyerte a kanadai és a magyar nagydíjat. A McLaren autói remekül mentek és tartotta a lépést a többiekkel. Közben megnyerte az olasz nagydíjat is, de ezek után technikai gondok miatt kicsúszott a kezéből a szingapúri győzelem. Majd 2 futam is a technika rovására úszott el. A szezon alatt 4-szer győzött, és hétszer esett ki az 1. helyről. Többször is állt az első rajtkockában, de végül lecsúszott az összetettbeli 3. helyről.

#### 2013

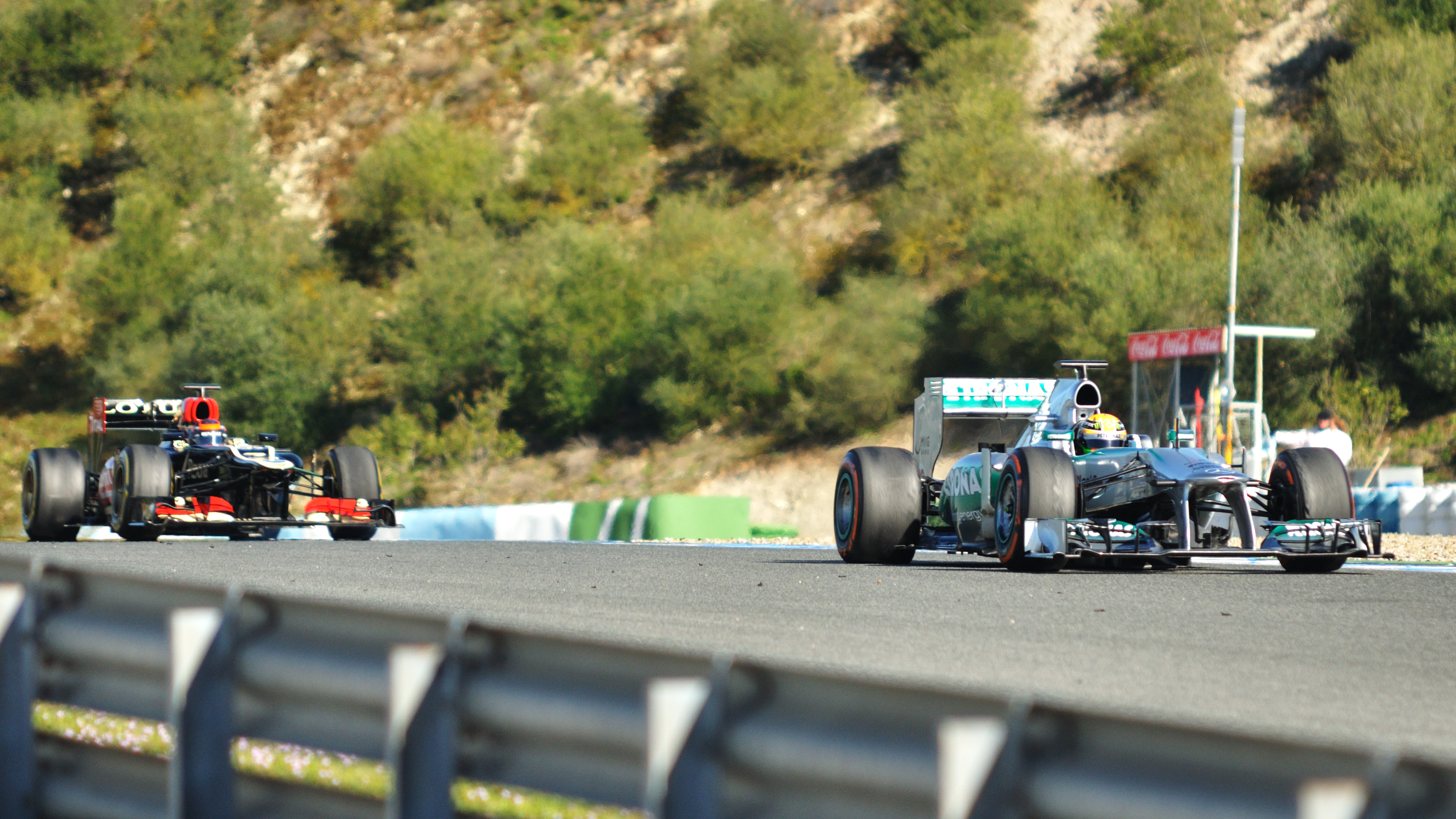
A jerezi teszten, először vezetve a Mercedes autóját

Hamilton 2013-ra a Mercedeshez szerződött Michael Schumacher helyére. Csapattársa Nico Rosberg, főnöke Ross Brawn. A téli felkészülés során először megbízhatatlannak tűnt, majd egyre több kört tettek meg, és Barcelonában már a leggyorsabbaknak tűntek. Ausztráliába érkezve sokan őket tartották a legesélyesebbnek. Időmérőn Hamilton a 3. helyet szerezte meg, csapattársa a 6. lett. Versenyen a gumikopás jelentős problémát jelentett, az 5. helyet mégis őrizni tudta a verseny végéig. A szezon elején nehezen ismerte ki magát új csapatánál, nem érezte kényelmesen magát az autóban, de jó pár futam után már fel tudta venni a versenyt német csapattársával.

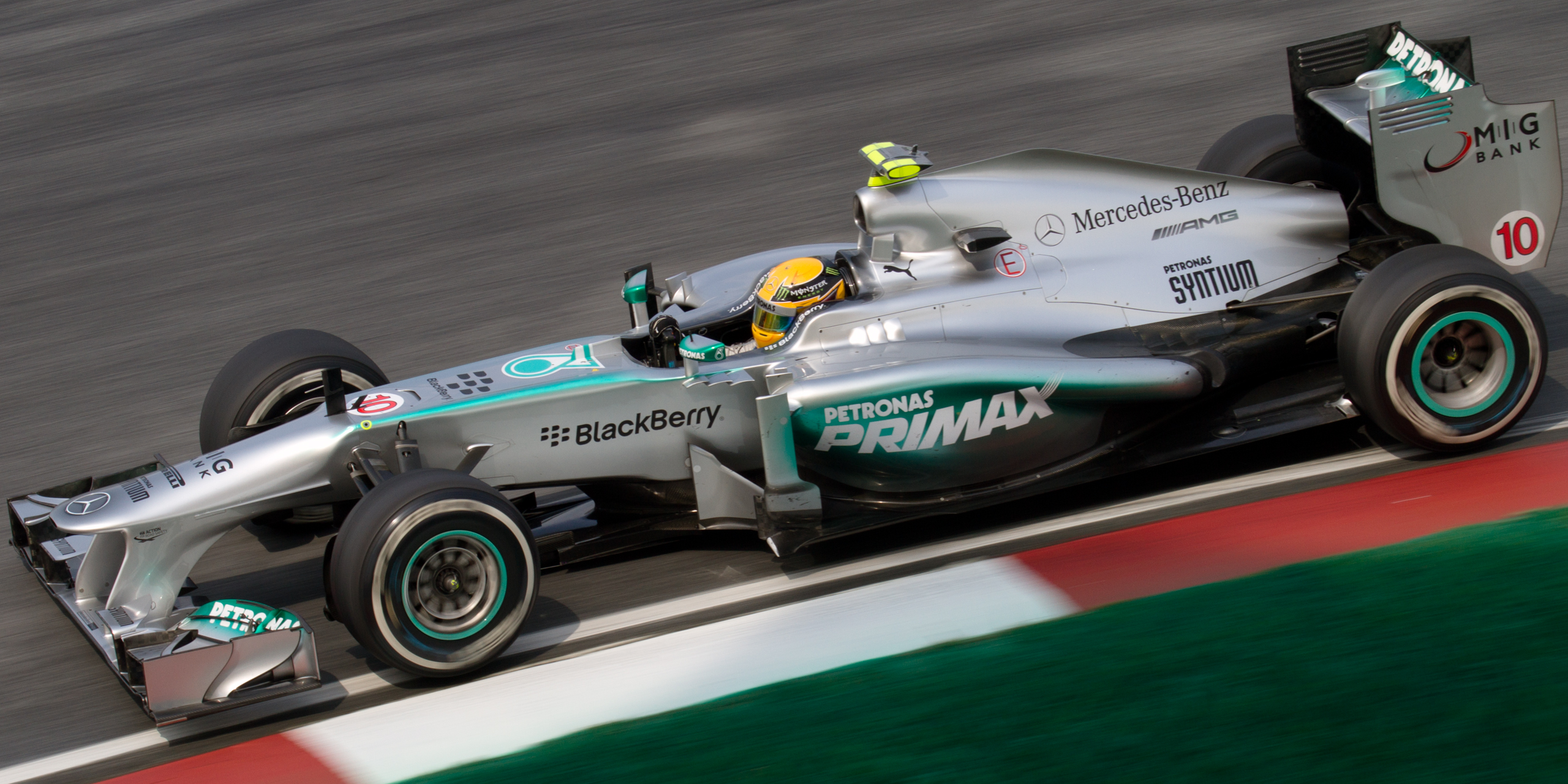

Malajziában harmadikként intették le. A kínai időmérőn mercedeses első pole-ját szerezte, de a gumikopás miatt végül csak harmadik lett a futamon. Majd jött egy ötödik hely Bahreinben, egy 12. hely Spanyolországban, végül Monacóban egy szerény, de erős 4. pozíciót fogott. Kanadában 87 ezred választotta el a pole-tól. A versenyen 3. lett. Hazai futamán nagyon domináns volt, meggyőző, fölényes első rajtkockát szerzett, és a futamon a 11. körig vezetett, mikor sajnálatos módon a Pirelli bal hátsó abroncsa – elsőként nála – defektet kapott. A verseny hátralévő részében a 4. helyig zárkózott fel. Németországban és Magyarországon is az első rajtkockából rajtolhatott, ezzel sorozatban háromszor hódította el az első rajtkockát, amely eddig nem sikerült neki. Michael Schumacher mellett ő az egyetlen pilóta, aki 4 alkalommal nyert, és az utóbbi 8 év alatt ő az egyetlen versenyző, aki pole-pozícióból nyerni tudott a Hungaroringen.

#### 2014

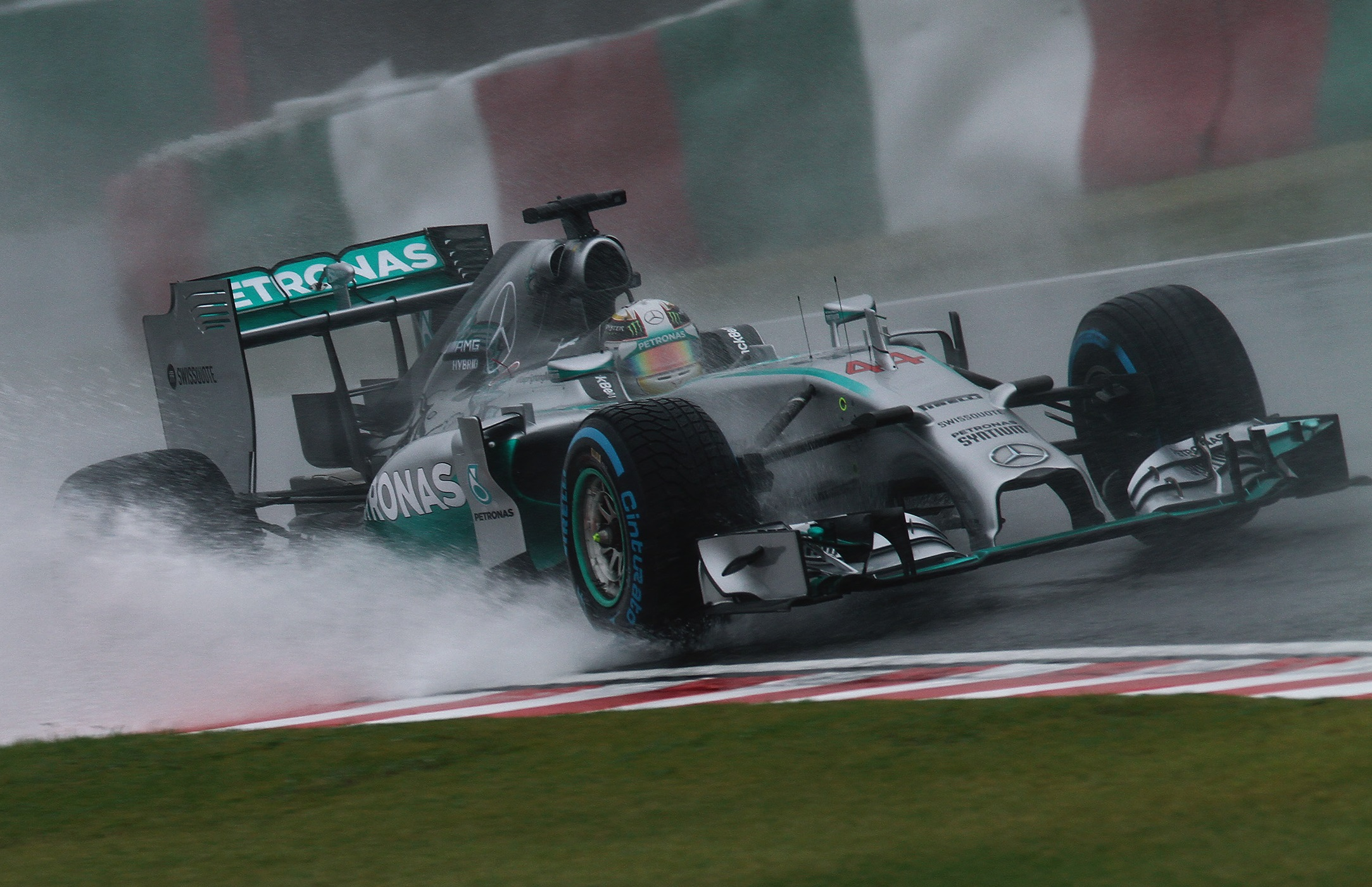
Az esős Japán Nagydíjon

A 2014-es szezonban rengeteg jelentős szabálymódosítás történt, az egyik ilyen a motorokat, illetve az üzemanyag-fogyasztást érintette: a V6-os turbómotorok váltották az eddig használt V8-asokat, valamint a V8-as érában megszokott 18 000-es percenkénti fordulatszámot 15 000-re csökkentették. Az üzemanyag szabályok is megváltoztak, maximum 100 kilogramm üzemanyaggal kellett teljesíteniük a versenytávot. A szezonban 5 erőforrást használhatnak el a pilóták, minden további motor büntetést von maga után.

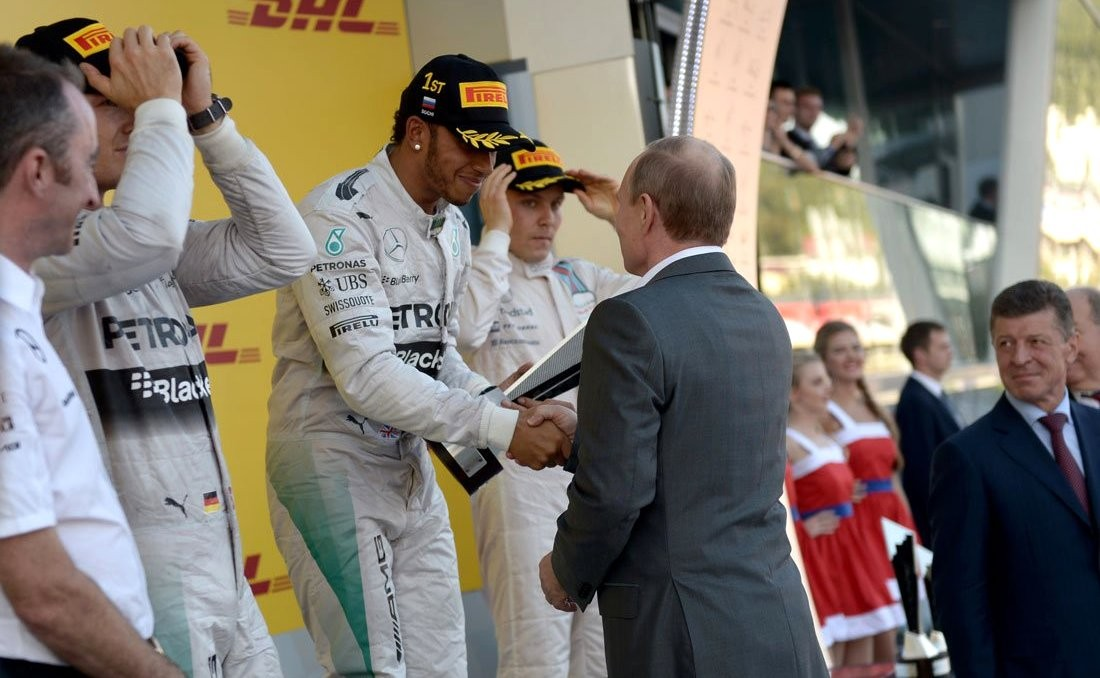
Oroszországban szerzett futamgyőzelme után, a dobogó tetején

A Mercedes téli felkészülése jól sikerült, gyorsnak, és megbízhatónak tűnt az autó.
Melbourne-be érkezve a csapatok többsége a Mercedes-t tartotta esélyesnek nemcsak a futamra, de a világbajnokságra is. Hamilton Ausztráliában rögtön pole-t időt autózott, míg csapattársa, Rosberg a 3. rajthelyet szerezte meg. Kettejük közé a téli teszteken szenvedő Red Bull furakodott be, Daniel Ricciardo személyében. A futamon már a felvezető körben tudták, hogy Hamiltonnak problémái vannak, és a versenyen mindössze 4 kört tudott megtenni. Ám bizakodásra adott okot Rosberg fölényes győzelme.
Malajziában is esős időmérő fogadta a mezőnyt, és a végeredmény ugyanaz lett mint Ausztráliában, egy apró különbséggel, Riccardo helyett most Sebastian Vettel került az első sorba. A futamon Hamilton végig őrizte az első helyet, és fölényes győzelmet aratott csapattársa előtt, a leggyorsabb kört is megfutotta.
A mindent eldöntő Abu Dhabi szezonzáró futamon (ahol az F1 történetében először – és vélhetően utoljára – osztottak dupla pontot) a második helyre kvalifikálta magát, de a világbajnoki cím elhódításához még ez a második hely is elég lett volna. Azonban mesteri rajttal az első kanyarban elment az élről induló csapattársa mellett, akinek versenyét, és világbajnoki esélyeit technikai probléma nehezítette. Rosberg folyamatosan esett vissza a mezőnyben, és míg Hamiltonra a végén már csak a frissebb gumikon érkező Felipe Massa jelentett veszélyt, Lewis német márkatársa végül a pontszerzésre is esélytelenné vált, így a brit 2008 után ismét világbajnoki címet ünnepelhetett. A szezonban 7 pole pozíciót, 11 futamgyőzelmet, és 384 pontot szerzett.

#### 2015

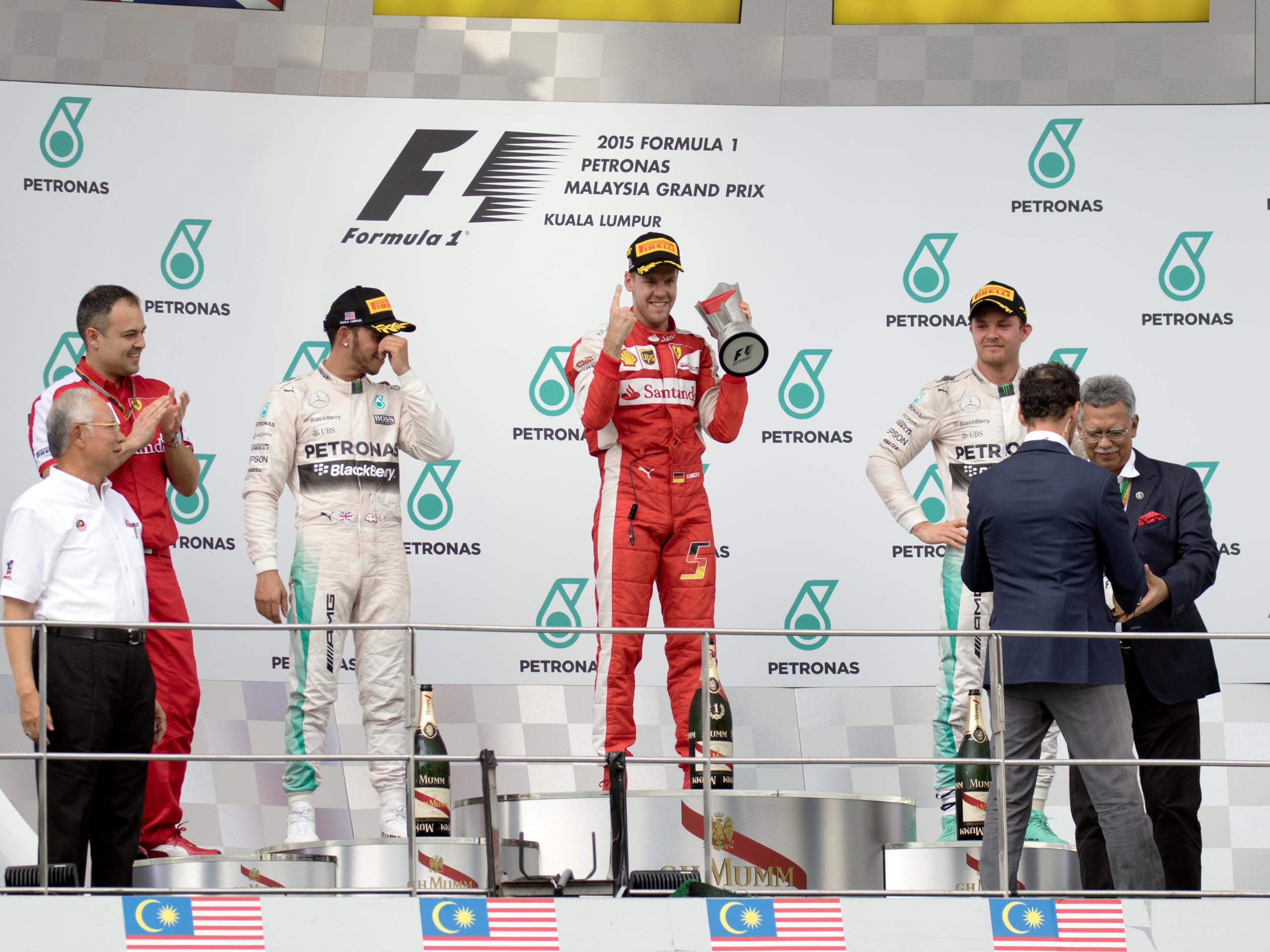
A maláj nagydíj pódiumán. Sebastian Vettel mögött a második

A szezonnyitó Ausztrál Nagydíjon mesterhármassal nyitott, a folytatásban pedig egy újabb pole-t, és egy második helyet szerzett. Kínában ismét a legjobb helyről várhatta a rajtot, és sima futamgyőzelemmel készülhetett az éjszakai bahrein-i nagydíjra. Bahreinben újabb pole-pozíciót szerzett, amit futamgyőzelemre is váltott, ám Spanyolországban mind az időmérőn, mind pedig a futamon alulmaradt csapattársával, Rosberggel szemben, és a második helyen ért célba. Barcelona után 111 ponttal áll a világbajnoki tabella élén, 20 pont előnnyel csapattársa előtt.
2015. május 20-án bejelentették, hogy Hamilton újabb három évre szerződést kötött a Mercedesszel. Fizetése évi 100 millió dollár lesz, amivel ő lesz a legjobban fizetett pilóta a teljes mezőnyben.

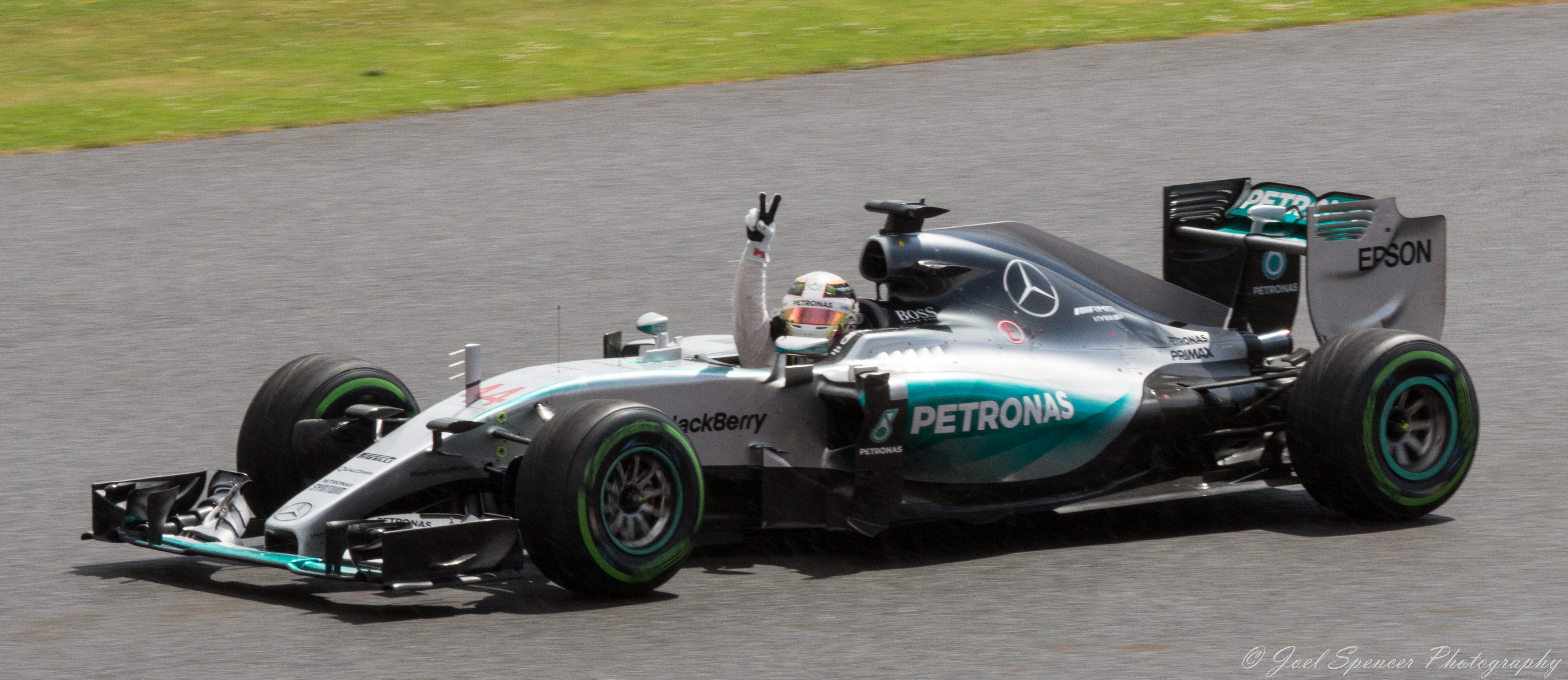
Győzelem hazai közönség előtt

Monacóban megszerezte a pole-pozíciót, pályafutása során először, majd a verseny nagy részében az élen is autózott. Ám a 64. körben Max Verstappen és Romain Grosjean balesete miatt beküldték a biztonsági autót, a csapat pedig eltaktikázta magát, és kihívták Hamiltont kerékcserére, aminek következtében Rosberg és Vettel is elé került. A brit nem is tudta a verseny hátrelévő köreiben megelőzni egyiküket sem, és végül csupán a dobogó legalsó fokára állhatott fel. A következő kanadai futamon azonban újra győzni tudott. Ausztriában az időmérőn az utolsó mért körén kicsúszott, ám a jó körön lévő Rosberg ugyanígy járt, így Hamilton megszerezte a pole-t.

#### 2016
Az első futamon Hamilton rögtön nagy mérföldkőhöz érkezett: megszerezte 50. pole pozícióját, Ausztráliában pedig 5. alkalommal indulhatott az első rajtkockából. A rajtnál a két Ferrari a Mercedesek elé került. Hamilton a hatodik helyre esett vissza. A verseny vége felé Hamilton az élen álló Rosberg mögé került. A szezon második versenye a bahreini nagydíj volt, ahol a pole pozíciót megintcsak Hamilton kaparintotta meg. Egy ütközés miatt a brit hátrébb került, de a végére sikeresen visszaküzdötte magát a harmadik helyre. Kínában Rosberg szerezte meg a pole pozíciót, míg Hamilton az utolsó rajtkockából indult. Míg Rosberg az ausztrál Ricciardoval csatázott, addig Hamilton egyre jobb helyeken autózott. A 41. körben a brit már az 5. helyet tudhatta magáénak, hisz megelőzte Valtteri Bottast. Valamivel később kialakult egy csata az 5. helyért Massa, Hamilton és Räikkönen között. Az izgalmas küzdelemből a finn került ki győztesen. Oroszországban Hamiltonnak megint nem jött össze a tiszta időmérő, a pole pedig Rosbergé lett. Hamilton csak az utolsó körökre került közelebb Rosberghez, megelőzni azonban már nem tudta. Ennek ellenére viszont megint elért egy mérföldkövet: a pályafutása 90. dobogóját szerezte meg. Ugyanakkor Rosberg már zsinórban 4. győzelmét aratta. A brit már 43 pontos lemaradásban volt a 100 ponttal rendelkező Rosberghez képest.
A spanyol nagydíjon már az első körben megelőzte Rosberg az élről rajtoló Hamiltont, aztán mindketten kisodródtak, majd ütköztek Hamilton visszaelőzési kísérlete után. A két Mercedes így kiesett, és Ricciardo került az élre. A futamot végül a fiatal Max Verstappen nyerte.
A világbajnokság 7. futama Hamiltonnak már komoly téttel rendelkezett, hiszen meg akarta állítani a rivális Rosberget. Viszont a monacói hétvége sem indult jól neki. A pole pozíciós Ricciardo a rajt után is megtartotta első pozícióját. A Mercedes kérte Rosberget, hogy engedje el Hamiltont, mivel az angol sokkal gyorsabb tempóra volt képes. Az ekkor már 2. helyezett brit az esős pályán végül sikeresen megelőzte az ausztrált, így összesen 44., Monacóban pedig a 2. futamgyőzelmét ünneplő háromszoros világbajnok megnyugodhatott: már sikerült diadalmaskodnia az évben. Nem különb statisztika, hogy a Mercedes 50. győzelmének örülhetett e alkalommal.

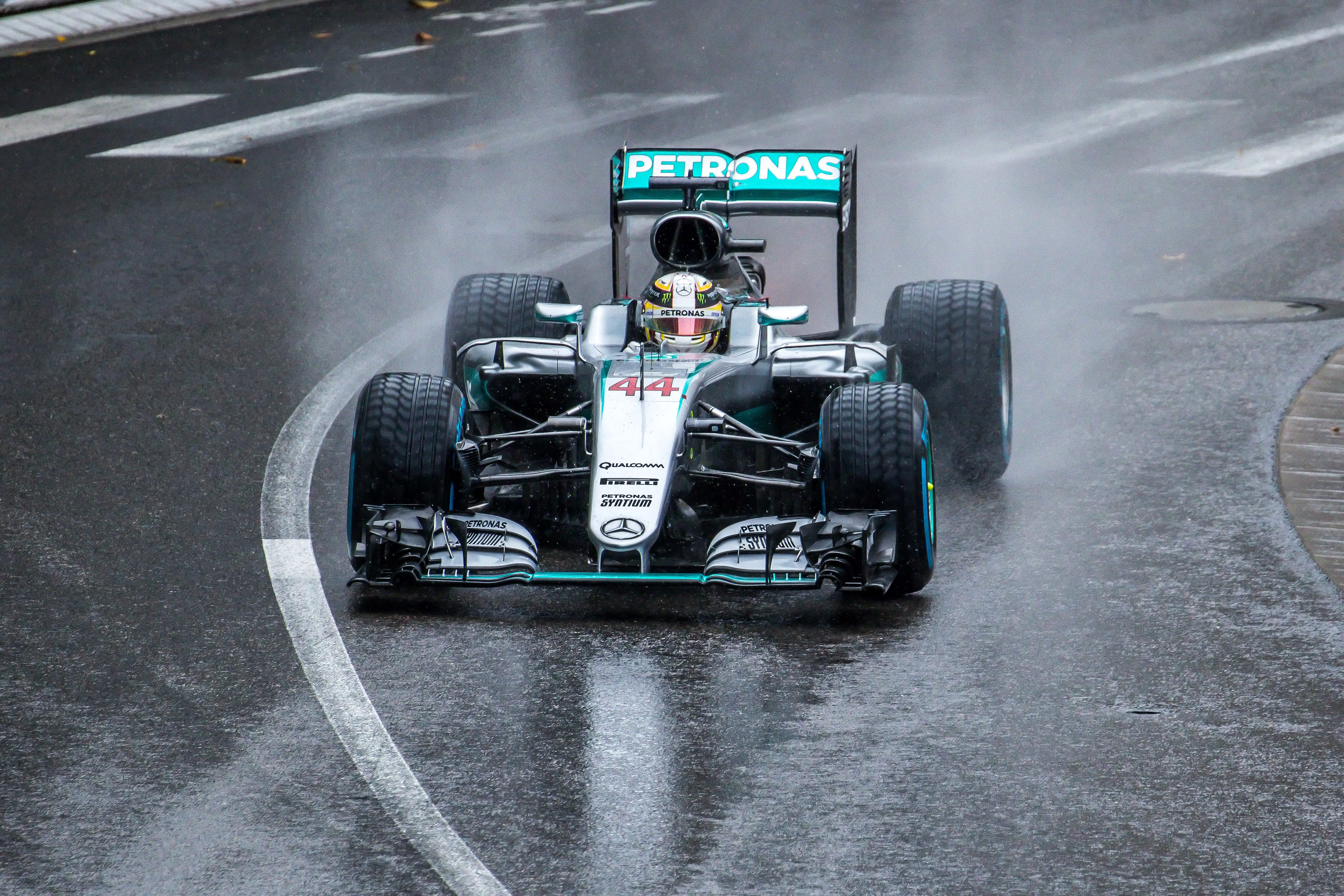
Hamilton az esős monacói nagydíjon

Kanadában a rajtnál Vettel megelőzte a két Mercedest, akik néhány másodperccel később összeértek, így Rosberg visszaesett a 10. helyre. Hamilton a verseny második felében már a magáénak tudhatta a vezető helyet. Lassú defektet észlelt csapata Rosbergnél, aki kerékcsere után visszatért a pályára. Az utolsó körökben Verstappen és Rosberg között alakult ki egy csata a 4. helyért, de a holland pilóta ügyesen tartotta a pozícióját az utolsó körig, amikor a német megelőzte, de megpördült, így elvesztette a frissen megszerzett 4. helyet. Bakuban Rosberg pole+győzelmet ünnepelhetett, Hamilton csak az ötödik helyet szerezte meg.
A brit Mercedes-pilótáé lett a pole pozíció Ausztriában, megint nagy csatákra lehetett számítani. Bár Rosberg sokáig vezetett, de Hamiltonnal kétszer is összeért az utolsó körben, emiatt a 4. helyre csúszott vissza az elsőről. A brit pilóta itt ünnepelhette 10. mesterhármasát is.

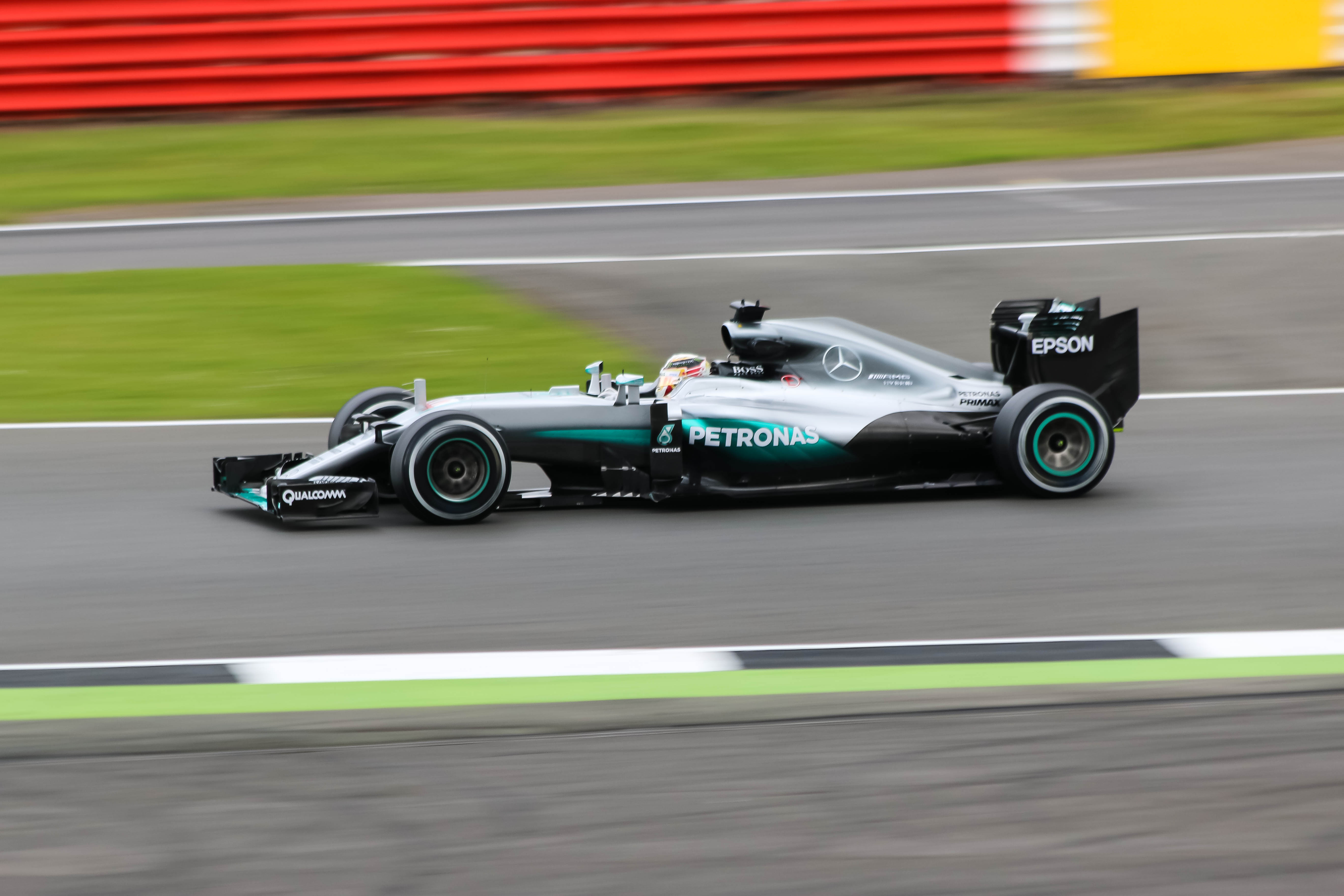
Hamilton a hazai nagydíján

Nagy-Britanniában Hamilton sima pole+győzelmet aratott, Rosberg pedig a 3. helyen végzett. Ekkorra a két éllovas között már csak 1 pont volt a különbség. A magyar nagydíjon a pole pozíciós Rosberg nem sokáig tudta megtartani az első pozícióját, csapattársa ugyanis az első kanyarban átvette a vezetést. A Red Bullok is jól rajtoltak, de csak Ricciardónak sikerült egy rövid időre Rosberg elé kerülnie. A futamot Hamilton nyerte meg, második lett Rosberg, harmadik Ricciardo. A brit – a szezonban először – átvette a vezetést a tabellán a csapattársától. Németországban Rosberg indult az első rajtkockából, de Hamilton és a két Red Bull azonnal megelőzte a németet. A brit nyert, Rosberg csak a 4. helynek örülhetett. A félévi forduláskor Hamilton 19 ponttal vezetett Rosberg előtt, győzelmekben 6-5 arányban szintén Lewis nyert.
Belgiumban, a második félév első versenyén Rosberg pole+győzelmet aratott, Hamilton csak a harmadik helyet tudta megszerezni. Olaszországban szintén rosszul kapta el a rajtot, így négy helyet esett vissza. Rosberg az élre került, mögötte pedig a két Ferrari loholt, de őket végül sikeresen maga mögé utasította Hamilton. Szingapúrban Hamilton Ricciardóval kezdett el csatázni. Räikkönen megelőzte a 2. helyen autózó Hamiltont. Räikkönen és Hamilton párosa egymáshoz hangolta a kiállásokat. Hamilton így a 3. helyen végzett.
Lewis Hamilton az élről esett ki motorhiba miatt a maláj nagydíjon, ez döntően befolyásolta a pilóták világbajnokságának kimenetelét. Rosberg így 23 pontos előnyhöz jutott, amiből már kellően tudott gazdálkodni.
Japánban Hamilton a rajtnál kissé lassan indult, így 6 pilóta megelőzte őt. Hamilton és Verstappen az utolsó körökben csatáztak a 2. helyért, de Hamiltonnak nem sikerült az előzés. Kárpótolta őt valamelyest, hogy megszerezte 100. dobogóját. Viszont így is 33 pontos hátránya volt az éllovashoz képest. Emellett matematikailag is a Mercedes lett a konstruktőri világbajnok.
A kocka tett egy fordulatot, és így megint Hamiltonnak kedvezett. Amerikában egy jó rajtttal, Mexikóban és Brazíliában pedig pole+győzelemmel sikerült közelebb kerülnie riválisához, de Rosberg mindháromszor megszerezte a második helyet. Ezek közül a brazil nagydíj lett a legemlékezetesebb. Max Verstappen az év egyik legszebb előzését bemutatva már a második helyen haladt Hamilton mögött, miután megelőzte Rosberget. Az újabb repülőrajt után a német visszakerült a második helyre, miután Verstappent a Red Bull elhamarkodottan a bokszutcába hívta kerékcserére. A holland a futam utolsó harmadában nagyszerű versenyzést mutatott be az esőben és végül visszaküzdötte magát a dobogóra. Hamilton győzelmével életben tartotta világbajnoki reményeit a második Rosberggel szemben. Viszont a britnek nemcsak az első hely volt kötelező, hanem Rosbergnek a 4. helyen kellett végeznie. Ez alapvetően befolyásolta az abu dhabi versenyt. Az időmérőn a két Mercedes sajátította ki az első két rajtkockát Hamilton–Rosberg sorrendben, és a rajt után ez is maradt a helyzet kettőjük között. Innentől kezdve feszült taktikai játék kezdődött, Hamilton az élen próbálta úgy diktálni a tempót, hogy Rosberget esetlegesen több riválisa is beérhesse, megelőzhesse. A futam hajrájára csapata nagyobb sebesség diktálására utasította Hamiltont, aki ezt figyelmen kívül hagyva Rosberg nyakára húzta Vettelt és a Ricciardo-Verstappen párost. Végül előzés nem történt, a versenyt Hamilton nyerte, mögötte Rosberg futott be, aki ezzel megszerezte a világbajnoki címet, mindössze 5 ponttal. Hamilton az év végén 10 futamgyőzelemmel, 12 pole pozícióval és 17 dobogóval végzett a második helyen.

#### 2017
2016 decemberében, a FIA díjátadóján derült ki, hogy Nico Rosberg mint 2016 világbajnoka fog visszavonulni. Így Lewis Hamilton új csapattársa Valtteri Bottas lett.

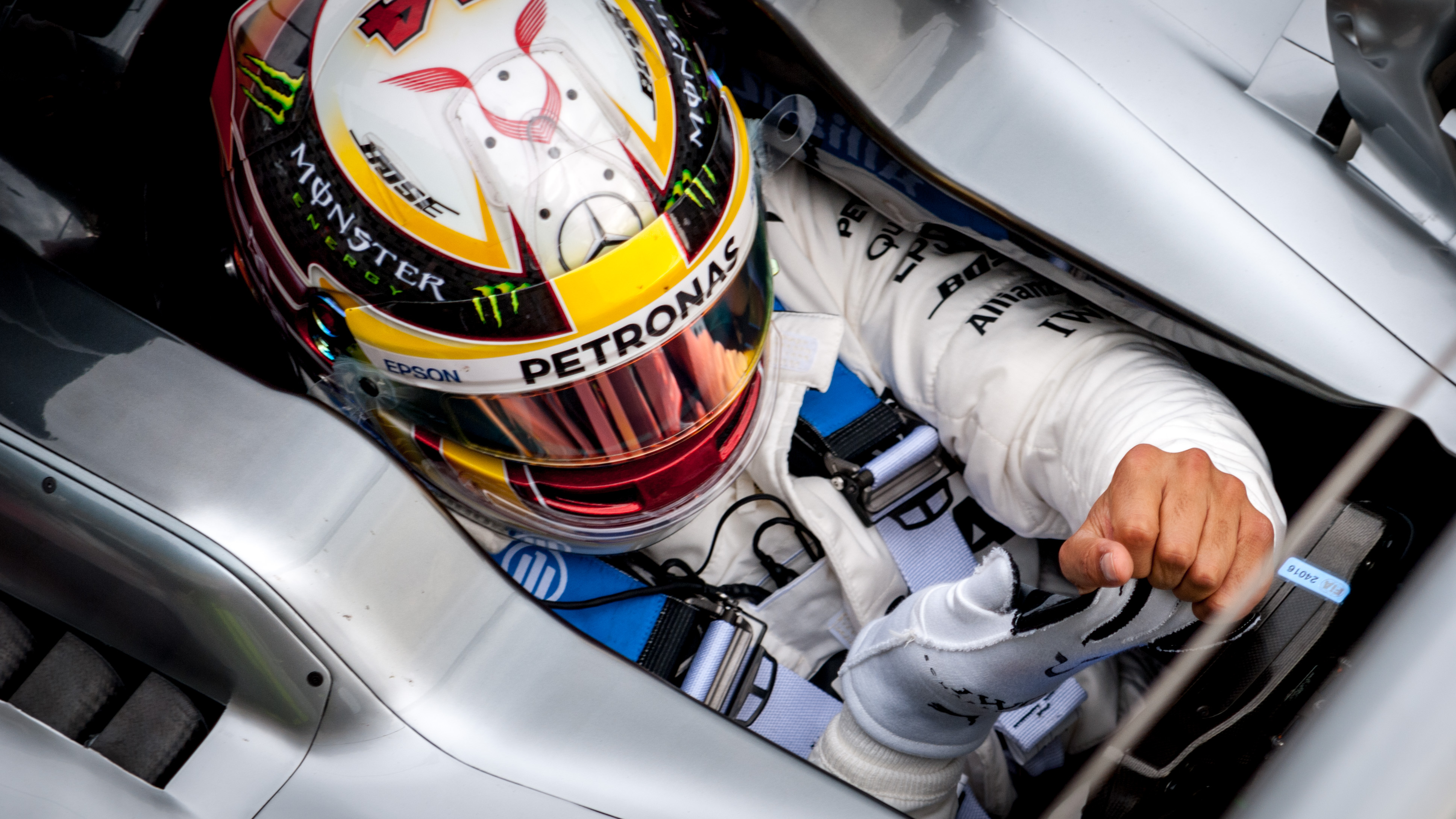
Lewis Hamilton az ausztrál nagydíjon

Ausztráliában a pole pozíciót Hamilton szerezte meg, amit a rajtnál meg is tudott tartani. A 14. körre az élen autózó Hamilton és Vettel hat és fél másodperccel leszakította a harmadik helyen autózó Bottast. A kiállt brit pilótát Verstappen tartotta fel és miután az angol nem tudott előzni, Vettel az első helyre állt vissza. A hátralevő körökben már nem történt változás, az idénynyitó ausztrál nagydíjat Vettel nyerte Hamilton és Bottas előtt. Kínában az eső az egész versenyhétvégén esett, de a futam előtt elállt, így vizes, de folyamatosan száradó pályán kezdődhetett a verseny. Az élről rajtoló Lewis Hamilton megtartotta pozícióját Sebastian Vettel előtt. A 22. körben Vettel nagyszerű előzést bemutatva utasította maga mögé Ricciardót, majd Verstappen elfékezte magát a célegyenesben, így Vettel lépett fel Hamilton mögé a 2. pozícióba. A későbbiek során Vettel pedig nem tudott közelebb kerülni Hamiltonhoz, így a 2017-es kínai nagydíjat Hamilton nyerte Vettel és Verstappen előtt. Ami a pláne, hogy Hamilton 2. Grand Chelem-ét aratta. A bahreini nagydíj rajtjánál a harmadik helyről rajtoló Sebastian Vettel megelőzte Lewis Hamiltont, míg Valtteri Bottas megtartotta az 1. helyét. Hamilton és Ricciardo egyszerre hajtottak friss gumikért, de a brit feltartotta az ausztrált, amiért 5 másodperces büntetést kapott. A kiállások során Vettel nagy előnnyel vezetett a két Mercedes előtt. Hamilton a frissebb gumijain egymás után futotta a gyors köröket, de csak csapattársát tudta megelőzni, Vettel túl messze volt. Végül az idény harmadik nagydíját Vettel nyerte Hamilton és Bottas előtt. Oroszországban Valtteri Bottas nagyszerűen kapta el a rajtot, majd a verseny végéig megőrizte vezető pozícióját annak ellenére, hogy Vettel nagyon gyorsan dolgozta le a hátrányát. Túlmelegedési problémák miatt Hamilton végül a 4. helyen végzett a Ferrarik mögött.

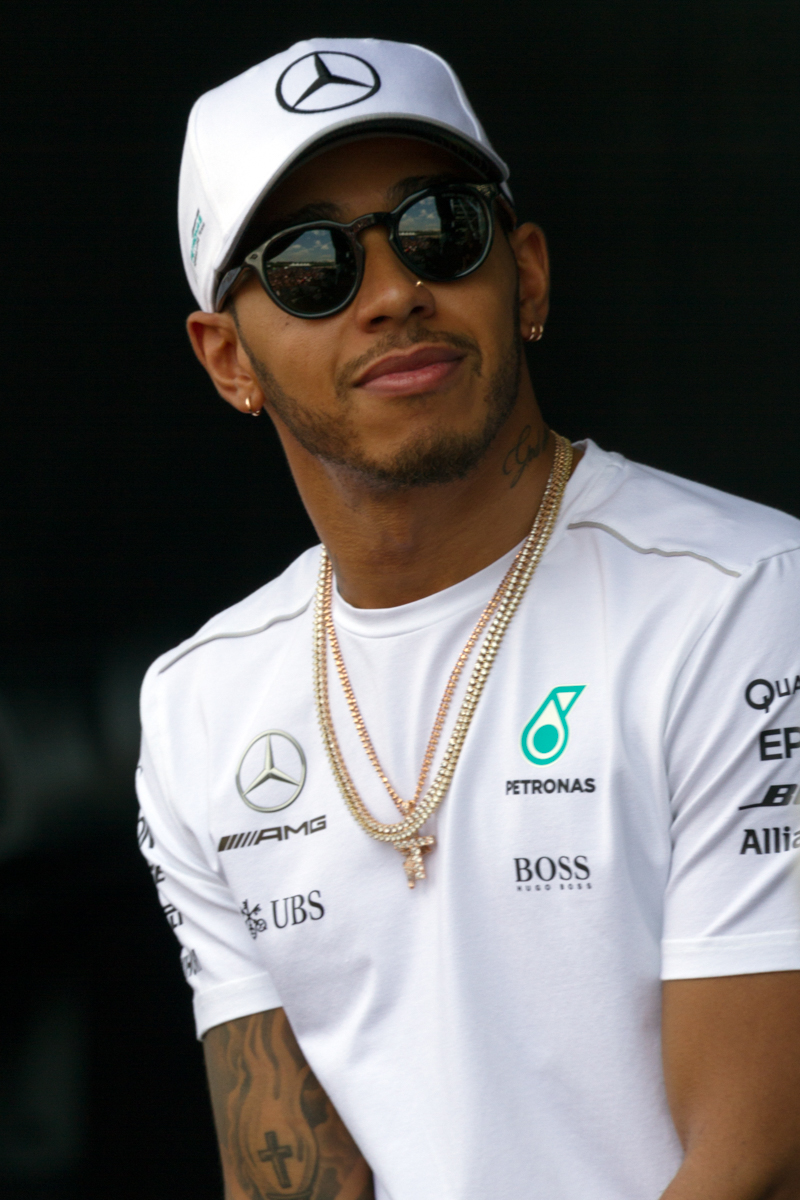
Lewis Hamilton

A spanyol nagydíjon az élről rajtoló Lewis Hamilton a rajtot követően elvesztette vezető helyét, a második rajtkockából induló Sebastian Vettel jobban kapta el a rajtot és megelőzte riválisát. A futam első harmadában a német pilóta 2-3 másodperces előnyre tett szert és ezt tartani is tudta a Mercedes brit versenyzője előtt. Vettel, majd Hamilton is megelőzte a – még kerékcserére váró – Bottast. Egy virtuális biztonsági autó miatt Vettel kiállt a bokszba, de így éppen hogy Hamilton elé jött vissza a pályára, miközben a harmadik helyen autózó Bottas kiállt motorhiba miatt. A 44. körben Hamilton megelőzte a Ferrari versenyzőjét, majd a gumijai állapotának dacára be is húzta a futamot. Ekkorra a britnek már csak 6 pontos hátránya volt a 104 egységgel vezető Vettelhez képest. Monacóban Hamilton a 14. helyről feljött egy helyet, megelőzve Stoffel Vandoorne-t. Räikkönen magabiztosan őrizte 2-3 másodperces előnyét Vettellel szemben, de Vettelt úgy hozták ki a bokszba, hogy azzal Räikönnen elvesztette az 1. helyét. Hamilton végül a 7. helyen végzett. A kanadai nagydíj  időmérőjén Hamilton szerezte meg a pole pozíciót, így e tekintetben beérte Ayrton Sennát, a brazil legendát. A különleges alkalomra Senna családja még annál is különlegesebb ajándékkal készült: nem sokkal az időmérő után Hamilton megkapta példaképe egyik, 1987-es sisakját. Hamilton megtartotta vezető helyét, azonban Vettelt a nagyszerűen rajtoló Verstappen és Bottas is megelőzte. Hamar beküldték a biztonsági autót, majd a 4. körben Vettel a bokszutcába hajtott kereket és orrkúpot cserélni, utóbbit Verstappen törte le a rajtnál való előzésekor. A német az utolsó, 18. helyről folytatta a versenyt. A futamot végül Hamilton nyerte Bottas és Ricciardo előtt, Vettel a 4. helyre küzdötte vissza magát. Ekkor a brit pilóta hátránya 12 pont volt Vettellel szemben.

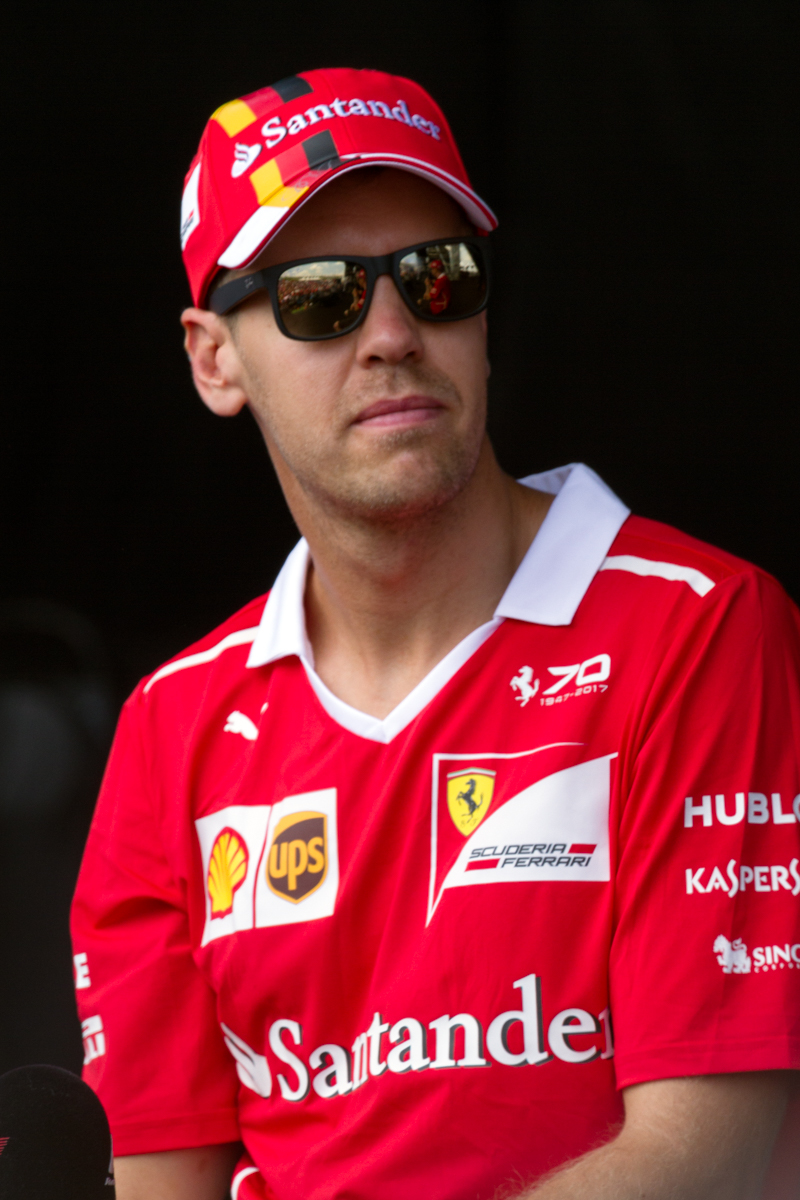
Sebastian Vettel, a nagy rivális

Az azeri nagydíjon a megint élről rajtoló Hamilton megtartotta első helyét, azonban mögötte Bottas és Räikkönen összeütköztek, Bottas defektet kapott, Räikkönen Ferrarijának pedig az első szárnya sérült meg, így Vettel lett a második, de őt hamar lerázta a brit. Az újraindítás előtt Vettel nekiment az élen lassan haladó Hamiltonnak, majd hirtelen felindulásból a brit mellé vágott és ráhúzta a Ferrarit annak autójára. Ezért 10 másodperces stop-and-go büntetést kapott. Viszont Hamilton autójára rosszul rögzítették a fejvédő keretet, ezért a bokszba kellett hajtania, míg Vettel 10 másodperces stop-and-go büntetést kapott a brit elleni manőveréért. Ricciardo állt az élre, Vettel pedig pont Hamilton elé jött ki. Köztük nem változott az eredmény, azonban Bottas a célegyenesben megelőzte Strollt, aki így is élete első dobogós helyezését érte el. Vettel 4., Hamilton 5. lett.
Ausztriában a rajtot követően Bottas maradt az élen úgy, hogy egy óriási villámrajtot mutatott be a közönségnek. Mögötte Vettel is megtartotta második helyét. A Mercedes finn pilótája magabiztosan őrizte előnyét Vettel előtt. A kerékcserék után Hamilton a gumijaira kezdett panaszkodni. Hamilton Ricciardót, Vettel pedig Bottast kezdte egyre jobban megközelíteni, de előzni egyikőjük sem tudott, így ebben a sorrendben haladtak át a kockás zászló alatt. Hamilton a 8. helyről negyedik lett és a leggyorsabb kört is megfutotta, de már 20 pontos hátránnyal kellett szembenéznie. Nagy-Britanniában az élről induló Hamilton megőrizte vezető helyét, azonban Vettelt nagy csatában megelőzte Verstappen. A brit mögött Räikkönen autózott. Vettel továbbra is az ifjú holland tehetséggel csatázott, miközben Hamilton alaposan elhúzott a finntől. Vettel a bokszban megelőzte Verstappent, aki visszaesett az 5. helyre. Bottas végül a 43. körben támadta meg Vettelt, aki ekkor még előtte maradt, de egy körrel később a finn már előzni tudott. Négy körrel a futam vége előtt előbb Räikkönen, majd két körrel később Vettel abroncsai is megadták magukat, mindketten kereket kellett hogy cseréljenek. A futamot Hamilton nyerte Bottas előtt, Räikkönen visszajött a 3. helyre, Vettel pedig a 7. pozícióban ért célba. Hamilton ezzel 5., sorozatban 4. győzelmét aratta hazai pályán és mindkét mutatóban utolérte a csúcstartó Jim Clarkot. Az év második, élete 3. Grand Chelem-ét is összehozta. A brit ekkor már csak 1 pontos lemaradással rendelkezett.
Magyarországon az első sorból induló két Ferrari pilóta az első két helyen maradt, a két Mercedes közé azonban bejött Verstappen, akit ugyan támadott Hamilton, de előzni nem tudott. Verstappen a csapattársa elleni manőverért tíz másodperces büntetést kapott. A 17. körben Bottas megpróbált felzárkózni az élen haladó két Ferrarira, akik ekkorra már több másodperces előnyre tettek szert. A finn ekkor hét másodperces hátrányban volt, miközben Vettelnek folyamatosan gondjai voltak a balra húzó kormányával, Räikkönen pedig megközelítette csapattársát. A két Mercedes versenyző ezt követően egyre jobban felzárkózott az élen haladó párosra. Verstappen a kerékcseréje és a büntetése letöltése után az ötödik helyre állt vissza. Húsz körrel a vége előtt Bottas elengedte gyorsabb csapattársát, Hamilton pedig megpróbálta megelőzni a Ferrari versenyzőit. A kormánnyal bajlódó Vettel feltartotta csapattársát, de a Ferrari nem utasította, hogy engedje el a gyorsabb finnt. A futam hátralevő köreiben Hamilton nem tudott előrébb kerülni, így Vettel nyert Räikkönen előtt, a brit pedig az utolsó kanyarban maga elé engedte Bottast, így visszaadva neki a harmadik helyet. Hamilton emiatt 14 pontos hátránnyal rendelkezett az első félév végén.

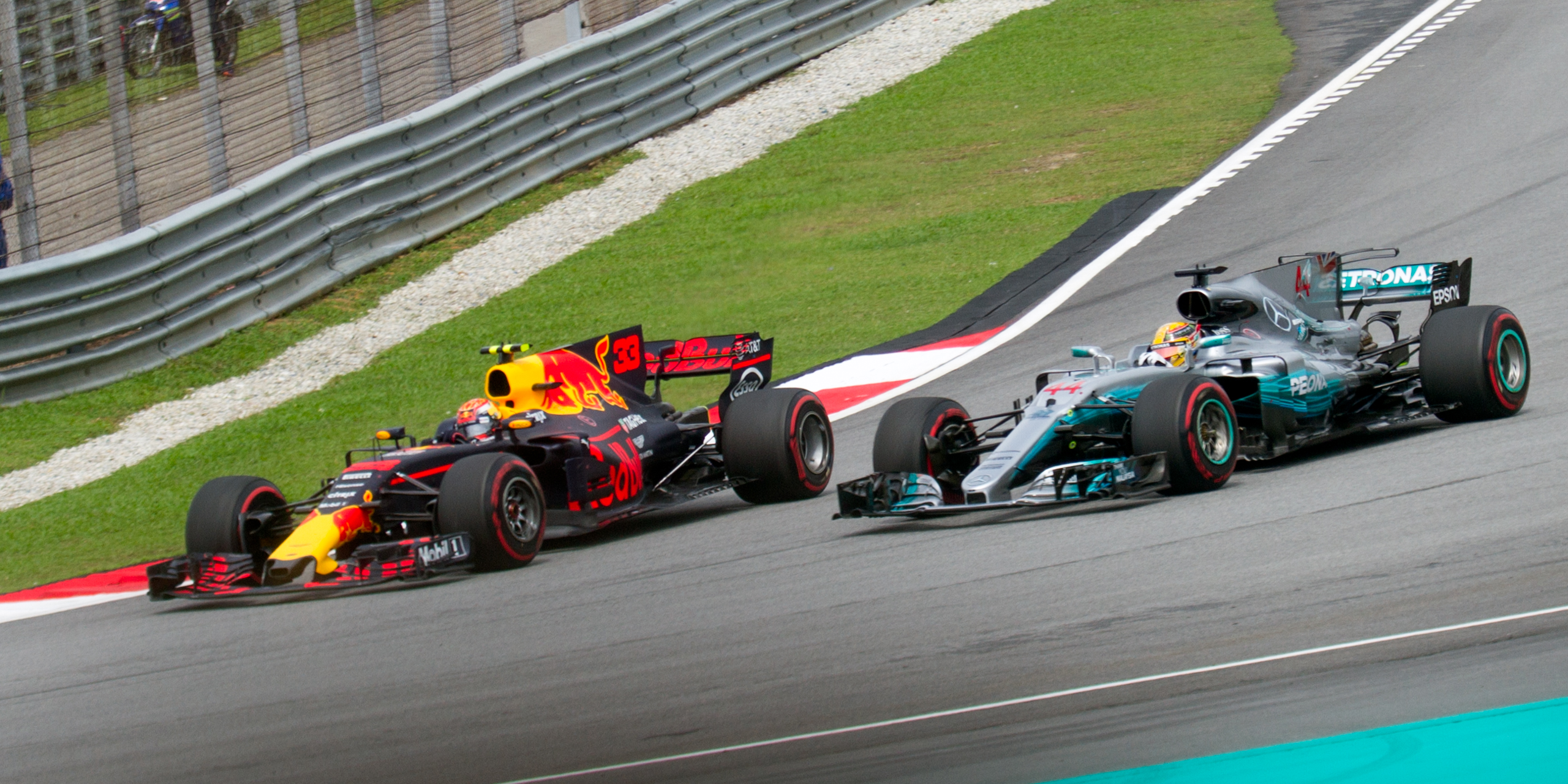
Max Verstappen és Lewis Hamilton csatája, maláj nagydíj

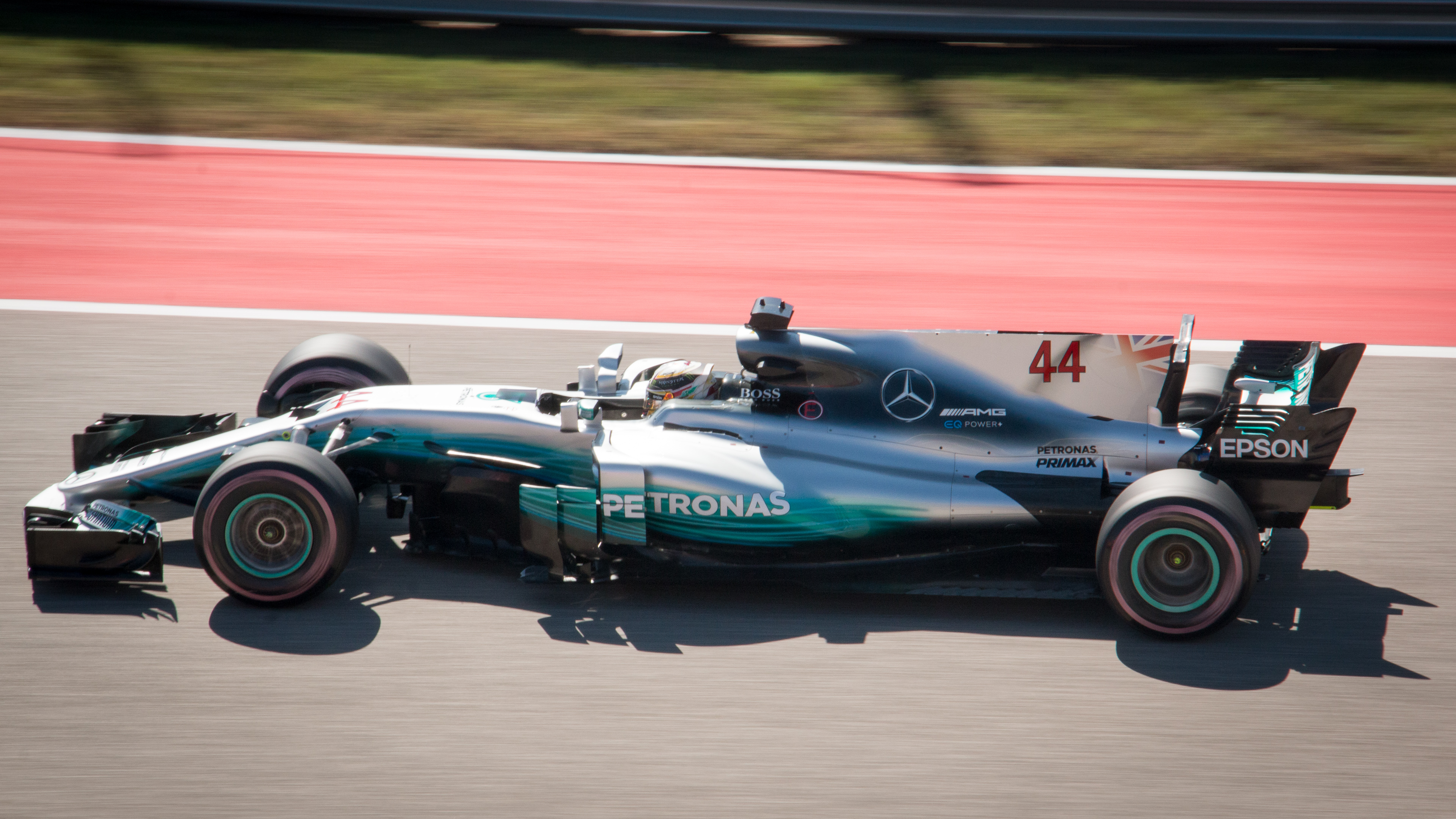
Lewis Hamilton az Amerikai Nagydíjon

A belga pályán Hamilton szerezte meg a pole pozíciót, amivel beérte az eddigi rekorder Michael Schumachert. A rajtot követően pedig meg is tartotta vezető helyét. Räikkönen büntetést kapott, miközben az élen minden ugyanúgy maradt. A verseny vége felé beküldték a biztonsági autót, ezt többen kihasználva a bokszba mentek újabb kerékcserére. 12 körrel a vége előtt a német sokkal előnyösebb gumistratégiával támadhatott az újraindításnál, de Hamilton megvédte a pozícióját. A brit pilóta győzelmével hét pontra csökkentette hátrányát a pontversenyben. Az év harmadik Grand Chelem-ét is megszerezte, ami rekordbeállítást jelentett. Olaszországban Hamilton megint pole pozíciót szerzett, a rajtnál is simán eljött. Bottas is felzárkózott a második helyre. A két Mercedes pilóta fokozatosan elszakadt a mezőnytől, miközben Vettel a 3. helyen autózott. Ricciardo végül nem érte utol a Ferrari világbajnokát, Hamilton nyert Bottas és Vettel előtt, ezzel pedig átvette a vezetést a világbajnoki pontversenyben. A Szingapúrban hagyományos esti rajt, és az esős időjárás ellenére a mezőnyt elindították, aminek következtében az amúgy remekül rajtoló Räikkönen az első kanyarban összeütközött a mellette lévő Verstappennel és Vettellel. A finn és a holland pilóta azonnal kiesett a versenyből, ráadásul magukkal sodorták a szintén nagyszerű rajtot vevő Alonsót is. Vettel ugyan tovább tudott menni, de súlyosan sérült autója irányíthatatlanná vált és az oldalfalnak ütközött, majd fel kellett adnia a versenyt. Így Hamilton potyagyőzelmet szerzett, amely az időlimit miatt rövidebb lett a kelleténél. A brit 28 ponttal vezetett német riválisával szemben.
A maláj futam rajtja előtt a második rajtkockába kvalifikáló Räikkönen Ferrarijának meghibásodott a motorja. A csapat szerelői a bokszutcában azonnal elkezdték az autó javítását, de a finn nem tudott elrajtolni a futamon. Az időmérő edzésen Sebastian Vettel Ferrarijának hasonló problémái voltak, a világbajnoki pontversenyben második német csak az utolsó helyről kezdte meg a versenyt. Verstappen bátor előzéssel ment el a pole pozíciós Hamilton mellett. Végül a holland nyert, Hamilton lett a második, Vettel pedig a 4. helyre zárkózott fel. Japánban az élről induló Hamilton megtartotta vezető helyét, csak úgy, mint Vettel, Még az első körben Verstappen Vettelt is megelőzte, a német Ferrarija ezt követően lassulni kezdett és sorban veszítette a pozíciókat, majd a bokszba hajtott és feladta a versenyt. Hamilton az újabb győzelmével 59 pontra növelte előnyét Vettellel szemben a pontversenyben. Az amerikai rajtot követően a második helyről induló Vettel megelőzte az élről rajtoló Hamiltont, aki ugyan megpróbált védekezni, de a német versenyző agresszívabb volt és átvette a vezetést. A 6. körben Hamilton visszavette a vezetést Vetteltől, majd folyamatosan elszakadt német riválisától. A végén Verstappen Räikkönent üldözte a dobogós helyért. Az utolsó körben a finn megcsúszott a 16-os kanyarban, de Verstappen előzés közben szabálytalanul mind a négy kerekével elhagyta a pályát, így utólag 5 másodperces büntetést kapott és maradt a negyedik helyen. Hamilton győzött Vettel előtt, a Mercedes pedig megnyerte a konstruktőrök világbajnokságát, sorozatban negyedik alkalommal. Ezzel a győzelemmel a brit pedig hatalmas lépést tett a 4. világbajnoki címe felé. Ha Vettel nem nyer Mexikóban, Hamilton a világbajnok.

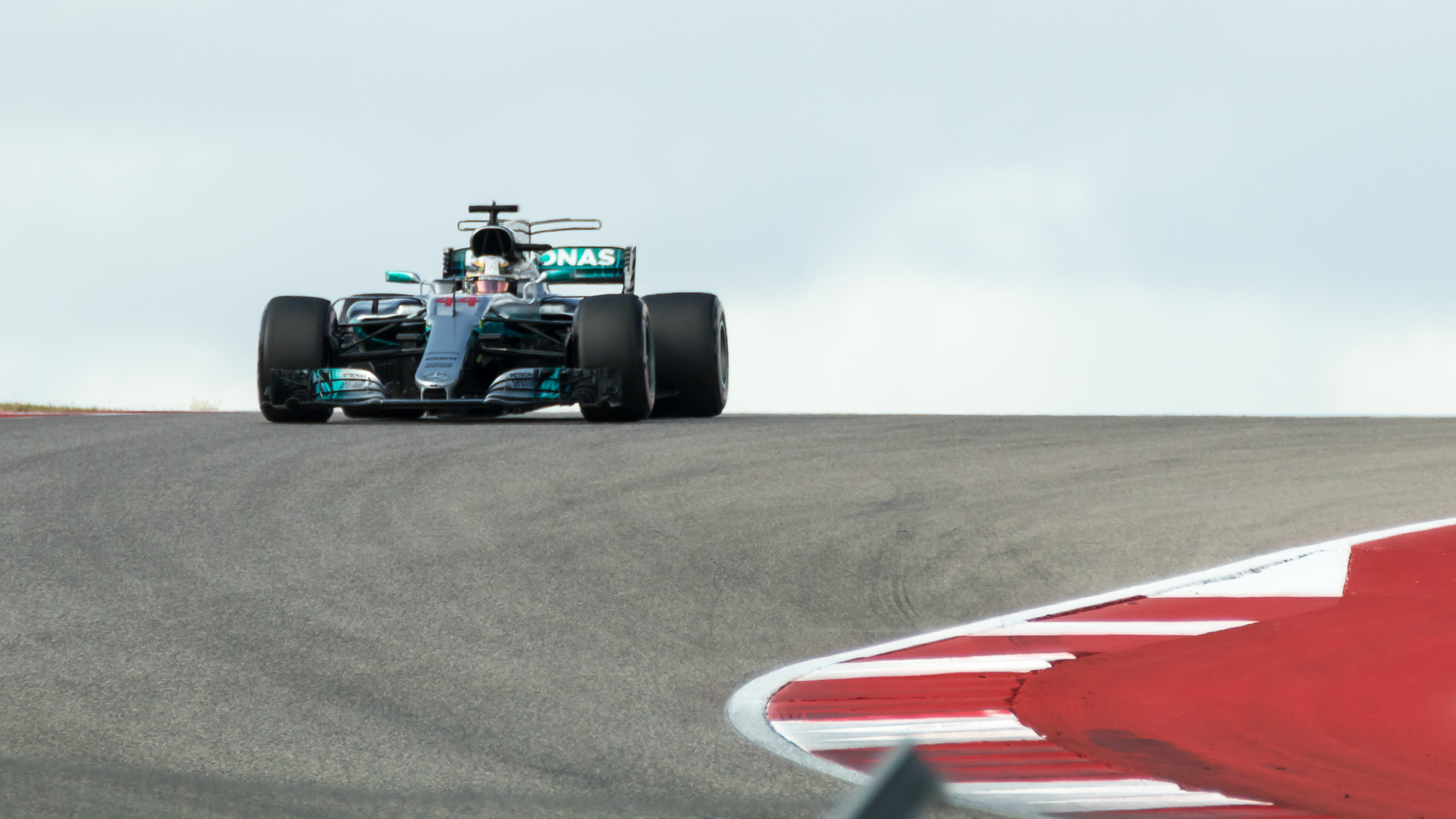
Lewis Hamilton az Amerikai Nagydíjon (2)

A mexikói nagydíjon a második helyről induló Verstappen az élre állt, miután agresszívan megelőzte a gyengébb rajtot vevő, majd Hamiltonnal csatázó Vettelt. A német a második kanyarban összeért a holland Red Bulljával, aminek következtében sérült az első légterelő szárnya, majd a mellé bevágó Hamiltonnal is koccant, defektet okozva a brit pilótának. A két világbajnoki esélyes eközben megkezdte a felzárkózást, Vettel a 14.-ről, Hamilton pedig a 19.-ről. Három körrel a vége előtt Hamilton nagy csatában előzte meg Alonsót és zárkózott fel a 9. helyre. Max Verstappen magabiztosan nyerte meg élete harmadik futamát Bottas és Räikkönen előtt. Vettel negyedik lett, de így is a kilencedikként célba érő Lewis Hamilton lett a világbajnok, két futammal a szezon vége előtt, pályafutása során negyedszer.
A brazíliai rajtot követően az élről induló Valtteri Bottast megelőzte a mellőle rajtoló Vettel. Az időmérő edzésen falnak csapódó, motort cserélő és ezért a bokszutcából induló Hamilton a mezőny végéről kezdte meg a felzárkózást. Vettel nyert, Hamilton pedig a 4. helyet szerezte meg. Abu Dhabiban az élről induló Bottas megtartotta vezető helyét a mellőle rajtoló csapattársa, Hamilton előtt. A futam hajrájában a Mercedes brit pilótája megközelítette csapattársát, de a finn tudott reagálni, így megőrizte vezető helyét. Végül Bottas nyert Hamilton és Vettel előtt. A négyszeres világbajnok brit 46 ponttal verte a második helyezett Vettelt. Hamilton az év végén 9 futamgyőzelemmel, 11 pole pozícióval, 7 leggyorsabb körrel és 17 dobogóval végzett az első helyen.

#### 2018
Az ausztrál startot követően a pole pozícióból induló Hamilton megtartotta vezető helyét, míg Räikkönen is maga mögött tartotta csapattársát, Vettelt. A biztonsági autó alatt Vettel kereket cserélt és a sebességkorlátozás miatt lassan haladó Hamilton elé, az élre állt vissza. Vettel megtartotta első helyét Hamiltonnal szemben, bár a brit pilóta a futam végéig üldözte. Bahreinben Hamilton öt rajthelyes büntetést kapott, mert autójában váltót kellett cserélni. Az indulás során Vettel megtartotta vezető helyét, Bottas azonban feljött a második helyre. A 2. körben a Hamiltonnal harcoló Verstappen autója megsérült. Hamilton megkezdte a felzárkózást az élmezőnyhöz. Räikkönen második kerékcseréje közben a bal hátsó abroncsát nem cserélték le, a finn pedig túl korán indult el, elsodorva a szerelőjét, akit lábtöréssel kellett kórházba vinni. A Ferrari versenyzője ezért a 3. helyről kellett hogy feladja a versenyt. A futam hajrájához közeledve Bottas elkezdte ledolgozni hátrányát az élen álló Vetteltől, de a német megvédte pozícióját és megnyerte a versenyt, Hamilton 3., Pierre Gasly pedig 4. lett.

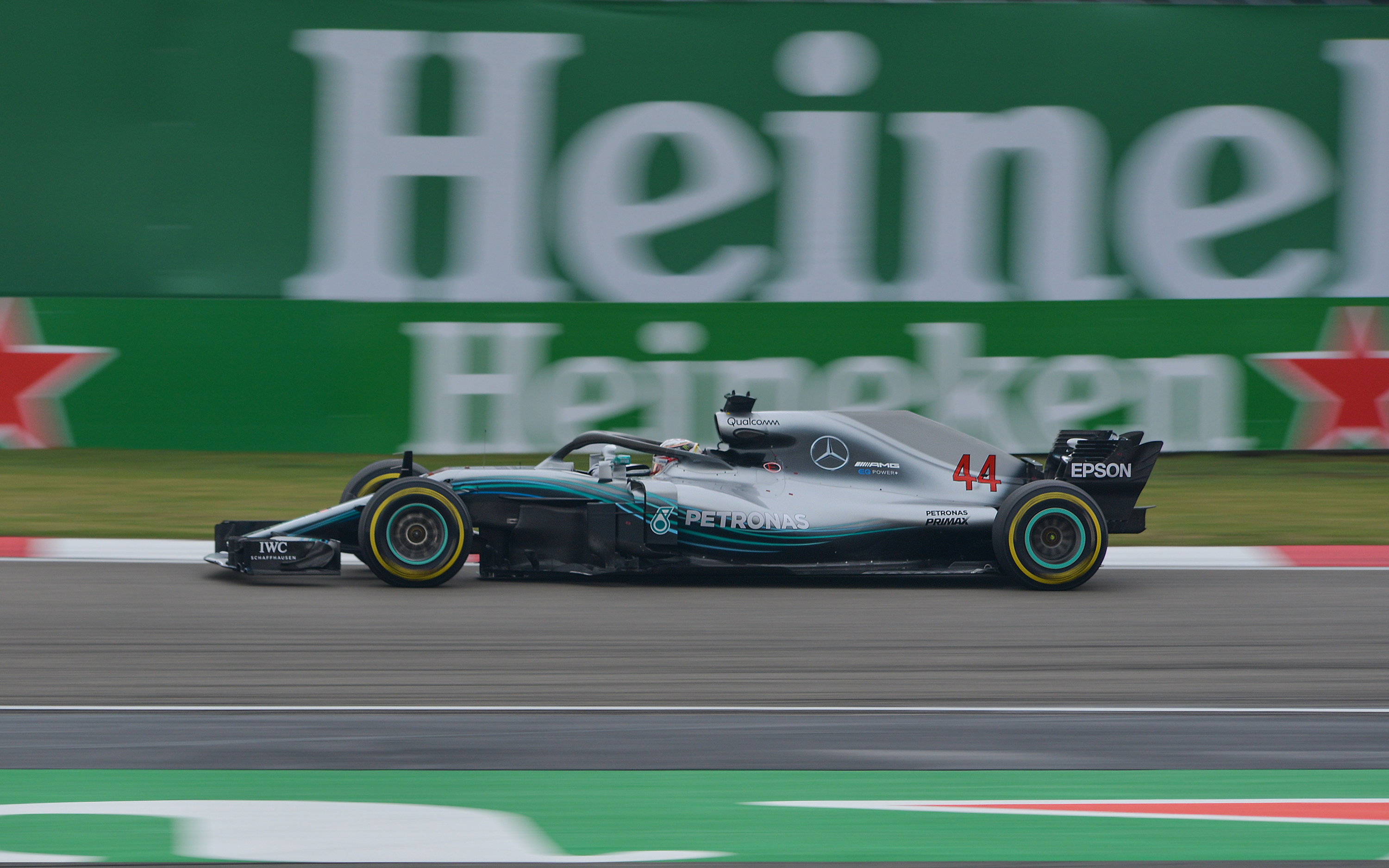
Hamilton a kínai nagydíjon

Kínában a rajtot követően az élről induló Vettel megtartotta vezető helyét, Hamilton pedig – nem sokkal a rajt után – az ötödik helyen az autójára panaszkodott, amely szerinte egy törmelék miatt megsérülhetett. Egy biztonsági autós fázisra reagálva a két Red Bull versenyző ismét egymást követően cserélt kereket, majd a biztonsági autó kiállása után a friss lágy gumikon sokkal gyorsabb versenytempóban közeledtek az élen állókra, majd meg is előzték őket. Viszont a 44. körben Verstappen túl agresszíven próbálta támadni Vettelt, így a két versenyző összeért és kiforgott, igaz mindketten folytatni tudták a futamot, annak ellenére, hogy a Ferrari sérülést is szenvedett, viszont mindketten pozíciókat veszítettek. A futamot Riccirado nyerte, Hamilton 4. lett, Vettel a 8. helyen végzett. Bakuban az élről induló Vettel megtartotta vezető helyét, a verseny további kétharmadát pedig a Red Bull-csata alakította. Ez a 40. körig eldöntetlen maradt, de akkor Ricciardo újra megpróbált elmenni Verstappen mellett, aki elé került a bokszkiállását követően, de az ausztrál versenyző elfékezte magát, aminek következtében mindkét versenyző kiesett a versenyből. Újra pályára küldték a biztonsági autót. A biztonsági autó kiállása után Vettel egy előzési kísérlet közben elfékezte az első kanyart és visszaesett a negyedik helyre, majd Pérez is megelőzte, egy körrel később pedig az élen haladó Bottas kapott defektet, miután ráhajtott egy törmelékre, és kénytelen volt feladni a versenyt kevesebb mint két körrel annak vége előtt. A futamot végül Hamilton nyerte Räikkönen, Pérez és Vettel előtt.

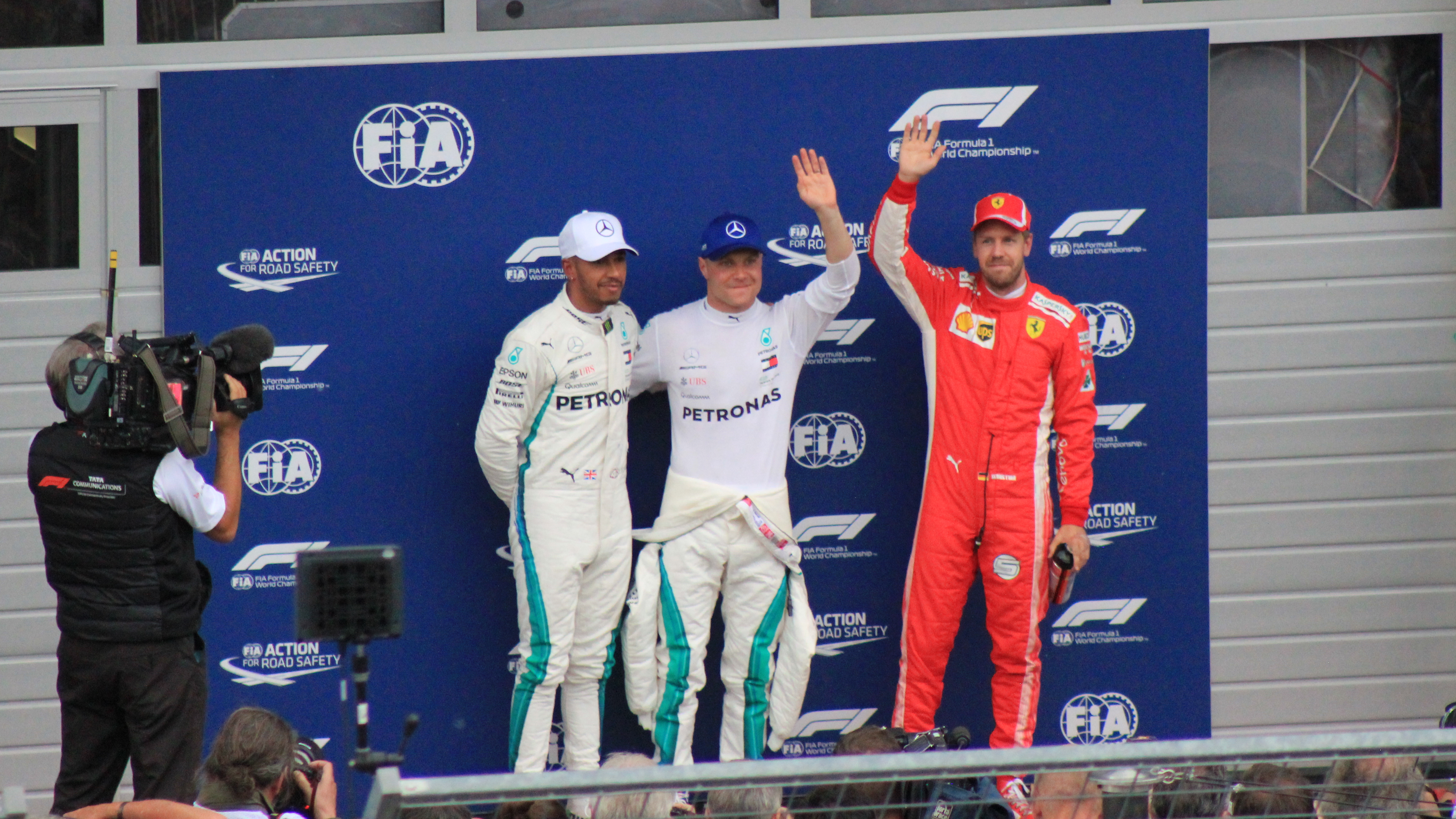
2018 3 világbajnoki esélyese

A spanyol nagydíj időmérő-edzésén Hamilton lett a pole pozíciós, majd a versenyen is megtartotta a helyét. Az ezt követő körökben Hamilton egyre nagyobb előnyt autózott ki az élen, majd magabiztosan a győzelmet is megszerezte. Valtteri Bottas a második lett, Vettelnek csak a 4. helyre futotta. Ekkorra a britnek 17 pontos előnye lett. A monacói pályán a pole pozíciós Ricciardo megtartotta első pozícióját Vettel és Hamilton előtt. A cél az volt, hogy a mezőnyt feltartva az egyik szabadedzésen a kocsiját összetörő Verstappen minél jobb helyet érjen el. A leintéskor ez a 9. helyet jelentette, a győztes Ricciardo mögött Vettel és Hamilton futott be a célba. A kanadai rajtot követően az élről induló Vettel megtartotta vezető helyét, míg mögötte Valtteri Bottas és Verstappen kemény harcot vívtak a második pozícióért, de a Mercedes finn versenyzője is megtartotta második helyét a hollanddal szemben. Vettel pole+győzelmet aratott, a versenyt is végig vezette, a rivális brit viszont csak az 5. helyet szerezte meg.
Franciaországban az első helyről induló Hamilton megtartotta pozícióját, de mögötte csapattársa, Bottas és a harmadik rajtkockából induló Vettel ütköztek, miután a német versenyző későn fékezett az egyik kanyarban és nem tudta elkerülni az ütközést a Mercedes finn pilótájával. Végül Hamilton lett a győztes, Verstappen a második, Vettel pedig az 5. helyen végzett. Az osztrák rajtot követően a nagyszerűen induló Räikkönen beszúrt az első két helyről induló Mercedes-pilóta közé és feljött a második helyre, de aztán egy elfékezés miatt a finn visszaesett a 4. helyre. A harmadik körre Hamilton állt az élen. A 14. körben Bottas váltóhiba miatt a második helyről volt kénytelen kiállni. Ezt követően az élmezőnyből többen kiálltak kereket cserélni, azonban a Mercedes késlekedése miatt az élen álló Hamilton taktikai hátrányba került.  A brit versenyző a 26. körben állt ki az élről a bokszutcába és a negyedik helyre tért vissza, az élen a két Red Bull-pilóta állt ekkor. Hamilton gumijai állapotának következtében egy újabb kerékcserét kellett megejteni. Az 54. körben Ricciardo váltóhiba miatt adta fel a versenyt, míg a 64. körben Hamilton autója is meghibásodott, a címvédő is feladta a versenyt. A versenyt Verstappen húzta be, mögötte a Ferrarikkal. Vettel egy ponttal vette át a vezetést a tabellán.

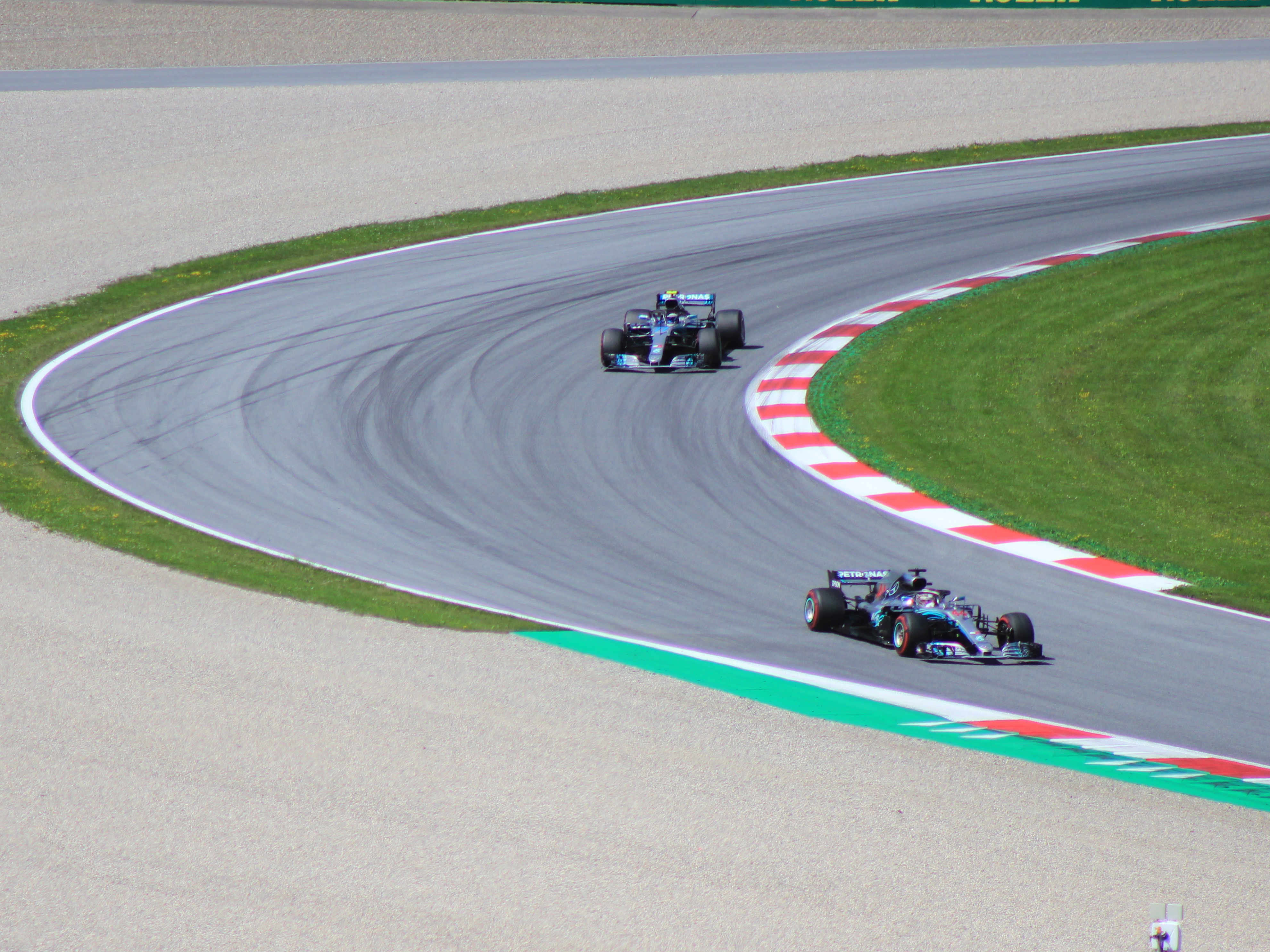
A két Mercedes Ausztriában

Hamilton a brit időmérőn is épphogy csak szerezte meg a pole pozíciót, de a versenyen a gyorsabban rajtoló Vettel megelőzte, Räikkönennel pedig ütközött. A Mercedes brit versenyzője ezt követően a mezőny végéről kezdte meg a felzárkózást. A címvédő a 6. körben már a pontszerző 10. helyen autózott, miután megelőzte Alonsót és Magnussent. A következő körökben Sainzot, Ocont és Leclercet is megelőzte, így a kilencedik körben már a 8. volt, 26 másodperces hátrányban a versenyt vezető Vettel mögött. Räikkönent a versenyfelügyelők hibásnak találták a Hamiltonnal való ütközésért és 10 másodperces büntetést róttak ki a finnre. A 41. körben – a biztonsági autós fázis után – újraindították a versenyt és tíz körrel a vége előtt Vettel támadta Bottast az első helyért, míg Räikkönen Hamiltonhoz és Verstappenhez került egyre közelebb. A 43. körben sikerült megelőznie a hollandot. Az élen eközben Vettel és Bottas nagy és látványos harcot vívott a vezető helyért, végül a német a 47. körben vette át a vezetést. A Mercedes finn pilótája egy körrel később elengedte Hamiltont, a 49. körben pedig Räikkönen is megelőzte. Az utolsó körre Vettel 2,5 másodperces előnyét megtartotta Hamilton előtt, és Räikkönen sem tudta már támadni a britet. Bottas végül a 4. helyen végzett.
Németországban Vettel megőrizte vezető helyét Bottas és Räikkönen előtt. Hamilton csak a tizennegyedik helyről rajtolhatott autójának az időmérő edzés második szakaszában történt technikai meghibásodása miatt. A brit a 6. körben már 9. helyen, a 14. körben már az ötödik helyen autózott, miután megelőzte Hülkenberget is, eközben Vettel az élen már 3,6 másodperccel vezetett Bottas előtt. A 33. körben Räikkönen, Vettel, Hamilton, Bottas, Verstappen, Magnussen, Hülkenberg, Grosjean, Pérez és Ericsson volt a pontszerzők sorrendje. A 39. körben a Ferrari csapatutasításának köszönhetően az élen autózó Räikkönen elengedte Vettelt, miközben több csapat előrejelzése szerint eső közeledett a pálya fölé. A 43. körben kezdett el annyira vizes lenni a pálya, hogy többen a bokszutcába hajtottak köztes esőgumikért. Az 52. körben az élen álló és hazai pályán versenyző Vettel hibázott és csúszott ki a pályáról, bele az azt körülvevő gumifalba. Ekkor Räikkönen állt az élre, azonban a kereket nem cserélő Hamilton csak 5 tizedmásodperces hátránnyal követte. A Vettel kicsúszásakor beküldött biztonsági autó az 58. körben állt ki a mezőny elől, és ekkor már a Bottas–Hamilton páros vezetett, miután a Ferrari kihívta Räikkönent kerékcserére. Az újraindítást követően a brit többször támadta, majd meg is előzte csapattársát, akit a csapata rádióutasításban megkért, ne támadja az élre kerülő címvédőt a verseny hátralevő köreiben. A végén Hamilton nyert, Bottas pedig második lett. A brit éllovasnak 17 pontos előnye lett. A futamot követően a britet a sportfelügyelők beidézték meghallgatásra a bokszutca bejáratánál, és az onnan való visszatérés közbeni manővere miatt – elhagyta a pálya nyomvonalát – de végül csak megrovásban részesítették.
A magyar nagydíjon a pole pozícióból rajtoló Hamilton megtartotta vezető helyét. A brit pilóta már az elején ellépett a mezőnytől, míg Bottas a Ferrarikat tartotta fel. Végül a verseny 65. körében Vettel megpróbálkozott az előzéssel, és egy látványos manőverrel Bottas elé került, a két autó összeért, aminek következtében mindkét versenyző sérült autóval folytatta, Bottas mellett pedig Räikkönen is elment. A 68. körre Ricciardo is utolérte Bottast, aki az ausztrál előzésekor nem hagyott elég helyet, aminek újbóli ütközés lett a következménye. Mindketten tudták folytatni és Ricciardo az utolsó körben maga mögé utasította a finnt. A futamot Hamilton nyerte Vettel és Räikkönen előtt. Ekkorra a győztesnek már 213 pontja volt, mögötte Vettel állt 24 pontos hátránnyal.

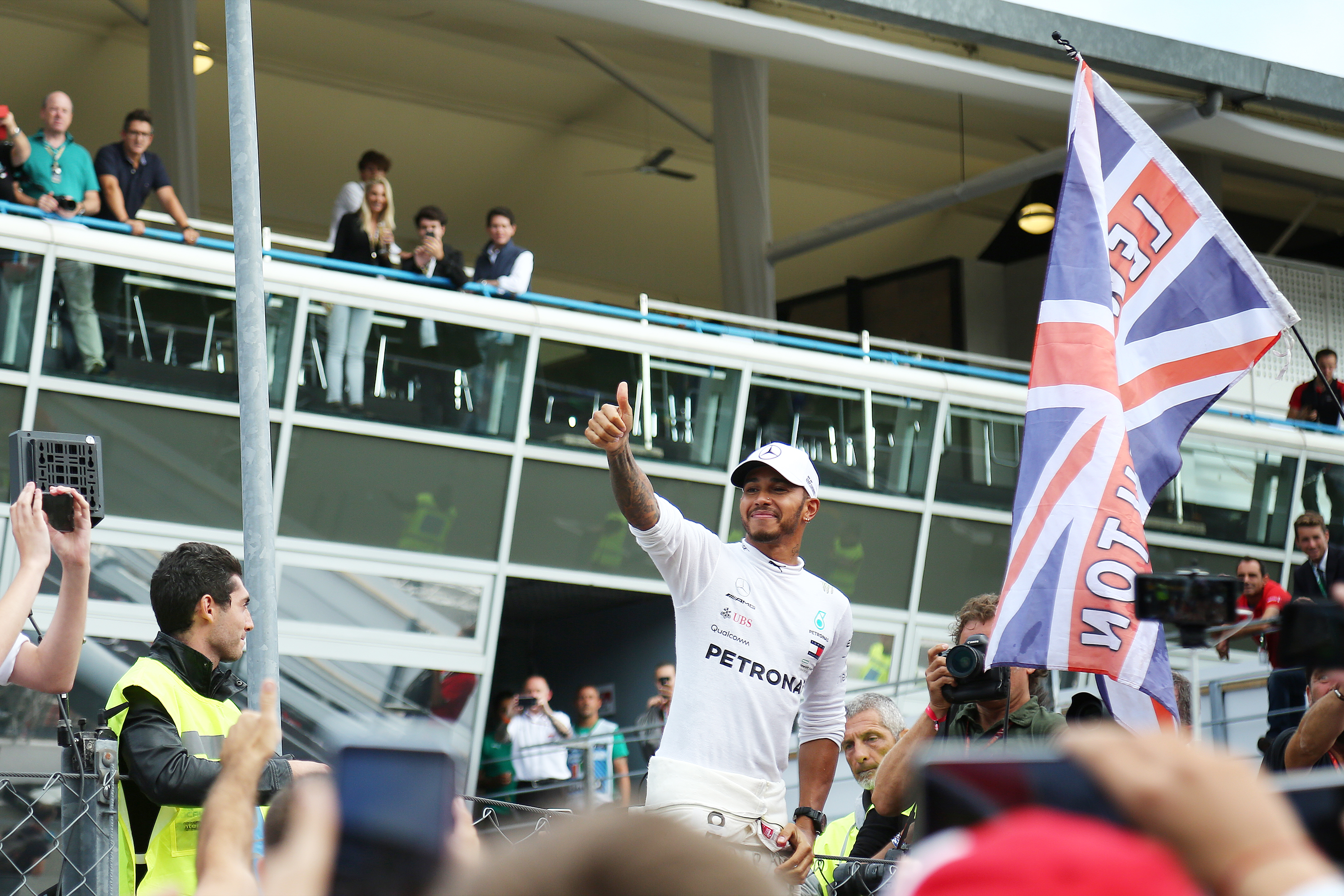
Lewis Hamilton ünneplése Olaszországban

Belgiumban az élről induló Hamiltont megelőzte a második rajtkockából induló Vettel. A beküldött biztonsági autó a 4. körben állt ki a mezőny elől és bár Hamilton majdnem visszavette az első helyet, Vettel kivédekezte a támadást, majd fokozatosan ellépett riválisa elől. A futamot végül Vettel nyerte Hamilton és Verstappen előtt. Olaszországban az első rajtkockát új pályacsúccsal és minden idők leggyorsabb Formula–1-es körével megszerző Räikkönen a rajtot követően megtartotta pozícióját, azonban a mögüle induló csapattársa, Vettel és bajnoki riválisa, Hamilton összeértek a négyes kanyarban, aminek következtében a német versenyző a mezőny végére esett vissza. A 18. helyről kellett kiállnia, miután autója első vezetőszárnya is megsérült, valamint új gumikat is kapott, miközben beküldték a biztonsági autót. Hamilton és Vettel esetét a sportfelügyelők versenybalesetnek minősítették, így egyik versenyző sem kapott büntetést. Hamilton egy manővere után azonnal visszaelőzte a Mercedes versenyzőjét a finn. A Mercedes kerékcsere-stratégiája nem sikerült, a brit csak Räikkönen mögé tudott visszatérni kerékcseréjét követően. A 24. körben Vettel már az ötödik volt, miután Ocont is megelőzte. A következő körökben Verstappen és Bottas csatázott a harmadik helyért és a 43. körben össze is ért a két autó. A szabálytalannak vélt védekezési manőver miatt Verstappent később 5 másodperces időbüntetéssel sújtották a sportfelügyelők. Az élen haladó Räikkönen gumijai a futam utolsó köreire teljesen elfogytak és bár a finn hősiesen védekezett, Hamilton egy látványos manőverrel a 45. körben átvette a vezetést és megnyerte a nagydíjat Räikkönen és Verstappen előtt. A holland a büntetése miatt végül az ötödik helyre esett vissza, Bottas és Vettel mögé. Hamilton előnye 30 pontosra nőtt a pontversenyben Vettellel szemben. Ez fontos lépés volt az ötödik világbajnoki cím megszerzése felé.
A szingapúri nagydíjon Hamilton csodakörrel szerezte meg a pole pozíciót. (lásd: idézet) A rajtot követően az élről induló Hamilton megtartotta vezető helyét, a második helyről rajtoló Verstappent azonban megelőzte Vettel. A 37. körben azonban Verstappen felzárkózott Hamiltonra, ami részben a lekörözendő versenyzők által okozott forgalomnak is köszönhető volt. A holland megpróbálta ugyan az előzést, de a brit megvédte pozícióját. A versenyt Hamilton nyerte meg Verstappen előtt, ezzel 40 pontra növelte előnyét összetettben a versenyben harmadik helyezett Vettel előtt.
Az orosz nagydíjon Bottas indult az élen, mögüle csapattársa, Hamilton rajtolt, akit Vettel megpróbált megelőzni, de a brit versenyző visszaverte az előzési kísérletet. A brit versenyző kiállása után ugyan Vettel mögé ért vissza a pályára, azonban szinte azonnal megelőzte riválisát és visszavette a pozícióját. A 25. körben Bottas csapata kérésére elengedte a mögötte autózó csapattársát, akit Vettel egyre jobban megközelített. Az élmezőnyben végül semmi sem változott, a versenyt Hamilton nyerte Bottas és Vettel előtt. Bár a Mercedes finn pilótája azt akarta, hogy visszaadja neki Hamilton az első helyet, ez végül nem történt. A brit itt szerezte meg a 70. futamgyőzelmét és a 130. dobogós helyét, emellett pedig már 50 pontos előnye volt. Japánban Hamilton megszerezte az élete 80. pole pozícióját, majd a vezető helyét is megőrizte. A hátrábbról rajtoló Vettel túl optimistán mérte fel helyzetét és egy elhamarkodott előzési kísérlet végén ütközött Verstappennel, aminek következtében a mezőny végére esett vissza a negyedik helyről. A futam hajrájában Verstappen a harmadik helyen autózva egyre jobban megközelítette a második Bottast, de támadni nem tudta a finn versenyzőt. A futamot Hamilton nyerte Bottas és Vertappen előtt.

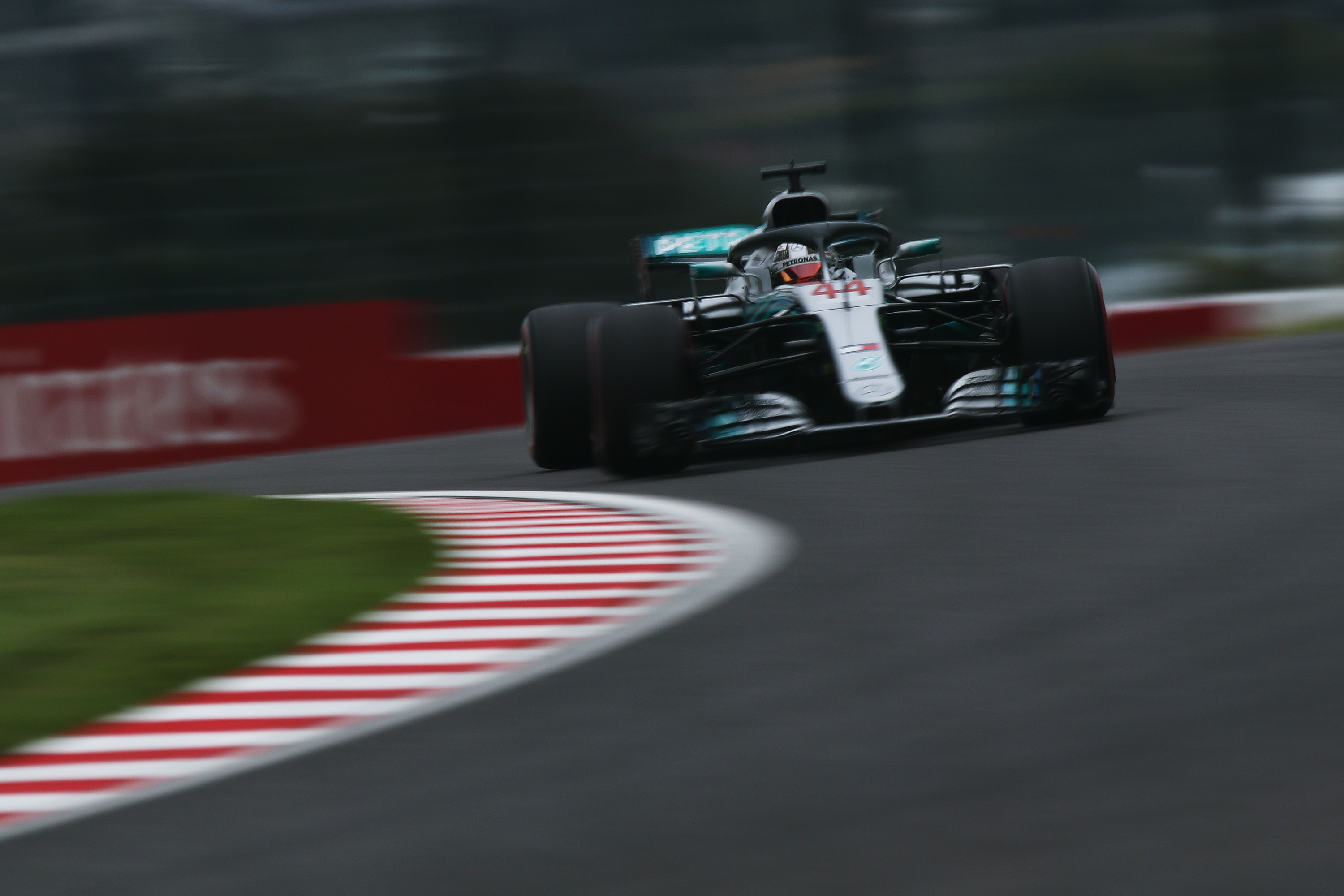
Lewis Hamilton a japán nagydíjon

Az amerikai nagydíjon az élről induló Hamiltont megelőzte Räikkönen, míg az ötödik helyről startoló Vettel összeütközött Ricciardóval és visszaesett a mezőny végére, a 15. helyre. A német és Verstappen is megkezdte a felzárkózást. Hamilton a 12. körben állt ki először kereket cserélni, miközben Räikkönen továbbra is a pályán maradt egyre jobban elhasználódó gumijain. A brit versenyző a friss szett abroncsain egyre jobban visszazárkózott a finnre, és miután utolérte, többször is megpróbálta előzni a Ferrari versenyzőjét, aki azonban nagyszerűen védekezett és megtartotta pozícióját, egészen a 21. kör végéig, amikor ő is a bokszutcába hajtott friss abroncsokért. Mindeközben a mezőny összerázódott, a kerékcseréket követően pedig Verstappen megelőzte Bottast, miközben Vettel elengedte maga mellett a győzelemért harcoló, ekkor második, ám taktikai előnyben lévő Räikkönent. A 36. körre az élen haladó Hamiltonnak kezdtek elhasználódni a gumijai, emiatt pedig előnye is egyre inkább csökkent Räikkönen előtt. A címvédő a 37. körben állt ki másodszor is a bokszutcába, majd a 4. helyre állt vissza a versenybe. Bottas hamarosan elengedte csapattársát. Végül az 55. körben, miután Verstappen elfékezte az egyik kanyart, Hamilton megpróbálkozott az előzéssel, de nem tudta maga mögé utasítania a hollandot, miközben Vettel megelőzte Bottast. A futamot Räikkönen nyerte Verstappen és Hamilton előtt, Vettel negyedik, Bottas ötödik lett. Bár Vettelnek még maradt matematikai esélye, de Mexikóban mindenképp nyernie kellett volna. A mexikói időmérőn Verstappen előtt egy hajszállal szerezte meg Ricciardo a pole pozíciót. Viszont az ausztrál elrontotta a startot, autója majdnem lefulladt, így a második helyről induló Verstappen és a harmadikról rajtoló Hamilton is megelőzte. A verseny közepén Vettel megelőzte a gumijaival küszködő Hamiltont. Ricciardo motorhiba miatt a második helyről kellett hogy feladja a futamot. Verstappen nyerte a mexikói nagydíjat Vettel és Räikkönen előtt. A világbajnok Hamilton lett, de a konstruktőri világbajnoki cím még nyitott volt.
Brazíliában a Mercedes 100. pole pozícióját megszerző Hamilton megtartotta vezető helyét a rajtot követően. Verstappen az ezt követő körökben is gyors tempót diktált és a 10. körben Bottast is megelőzve már a második helyen haladt. A két Mercedes után Verstappen állt ki a bokszutcába és bár ezt követően a második helyre állt vissza, mindössze négy körön belül utolérte és megelőzte a vezetést ideiglenesen átvevő Hamiltont. A Red Bull mindkét versenyzője jó tempót autózott, ekkor ők voltak a leggyorsabbak a mezőnyben. Viszont a vége felé Verstappen összeütközött a lekörözött Oconnal, aminek következtében megpörgött és elveszítette vezető helyét. Így Hamilton nyerte meg a brazil nagydíjat Verstappen, Räikkönen és Ricciardo előtt. A Mercedes sorozatban ötödször szerezte meg a konstruktőri bajnoki címet. Abu Dhabiban az élről rajtoló Hamilton megtartotta vezető helyét, csakúgy, mint a mellőle induló csapattársa és a mögüle rajtoló két Ferrari-versenyző. A győztes végül Hamilton lett. Hamilton a szezon folyamán összesen 408 világbajnoki pontot gyűjtött, ez új rekord a sportág történetében (a korábbi csúcsot Sebastian Vettel tartotta 397 ponttal, 2013-ból). Az évet végül 11 győzelemmel és pole pozícióval, illetve 17 dobogós hellyel zárta.

#### 2019
A 2019-es idényre a FIA úgy változtatta meg az autók karakterisztikáját, hogy azzal jobban lehessen előzni. Mint annyi más efféle változtatás, ennek is felemás lett az eredménye. Fontos változtatás ezen kívül, hogy a versenyen futott leggyorsabb körért ettől a szezontól kezdve újra pont jár, de csak akkor, hogyha a pilóta a top 10-ben végez.*
Ausztráliában, a szezon első versenyén a címvédő Lewis Hamilton indulhatott az első rajtkockából. Az időmérőn 8. ausztráliai pole pozícióját szerezte meg, ami rekordbeállítás egy pályán szerzett pole pozíciók tekintetében. 2012 óta egy év kivételével (2013) minden évben ő indulhatott az első rajtkockából. Ugyanakkor pole pozícióból legutóbb 2015-ben tudott győzedelmeskedni. A rajtnál szinte azonnal megelőzte őt csapattársa, Valtteri Bottas. Hamilton autója ekkor megsérült, ezért nagyon lemaradt a finntől. A győzelmet és a leggyorsabb körért járó pontot is Bottas zsebelte be. Az év Mercedes 1-2-vel indult, ami nem kecsegtetett izgalmas folytatással. Bahreinben Charles Leclerc pályafutása során először indulhatott az első rajtkockából, azonban a rajtot követően csapattársa, Vettel és a két pozíciót is javító Bottas is megelőzte. A Hamilton és Vettel újabb látványos csatát vívott a 2-3. helyen, Hamilton elment a német mellett, Vettel azonban hibázott, aminek következtében megpördült, visszaesett a mezőny középső felébe, majd sérült orrkúpja is letört, így ki kellett állnia a bokszutcába. Csakhamar az élen álló monacói egy rádióbeszélgetés során közölte versenymérnökével, hogy a motorral problémák adódtak, miközben folyamatosan több másodpercet vesztett a mögötte haladókkal szemben körönként, és nyolc körrel a vége előtt Hamilton, majd Bottas is megelőzte a Ferrari versenyzőjét, akire Verstappen is felzárkózott. Viszont pályára küldték a biztonsági autót, a mezőny így a biztonsági autó mögött fejezte be a versenyt. A futamot Hamilton nyerte meg, megint csak Mercedes 1-2 jött.

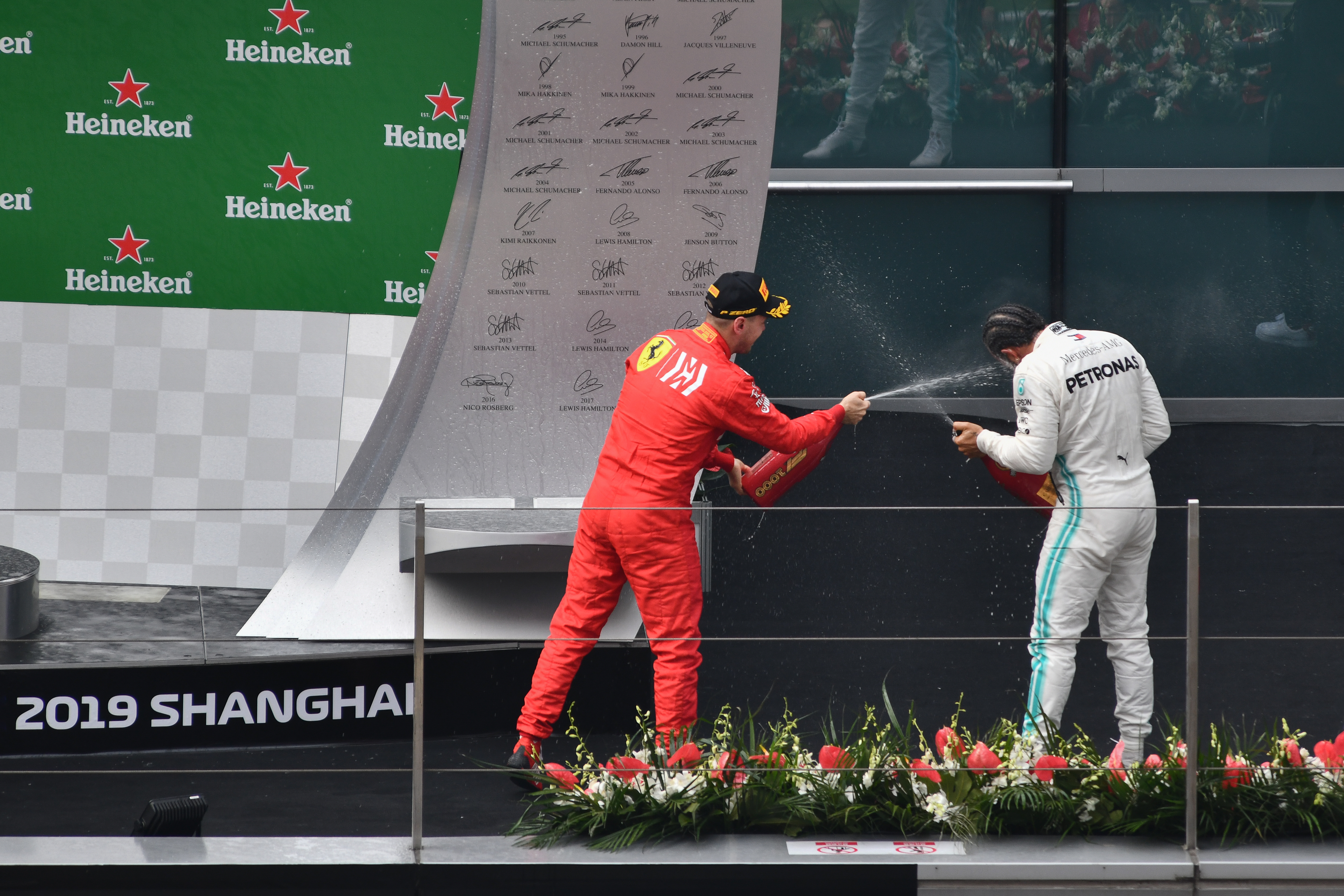
A két világbajnok pezsgőzik a 1000. futamon

A Formula–1 1000. versenyén, a kínai nagydíjon Bottas szerezte meg a pole pozíciót, de a lámpák kialvása után Hamilton lerajtolta őt, majd a verseny végéig vezetett is. A futam újra Mercedes 1-2-t hozott. Az azeri nagydíj időmérőjén úgy tűnt, hogy a Ferrarik lesznek a befutók, de miután Leclerc összetörte a kocsiját és az ezüstnyilak átverték az egész mezőnyt a taktikájukkal, az első sorból ők rajtolhattak. Bottas és Hamilton a rajtot követően több kanyaron át harcolt az első pozícióért, azonban végül a pole-pozícióból rajtoló finn megtartotta vezető helyét Hamiltonnal szemben, majd fokozatosan ellépett csapattársa elől. A futam utolsó köreiben ugyan a brit támadta az élen autózó Bottast, de előzni nem tudott, így a versenyt Bottas nyerte csapattársa és Vettel előtt. A spanyol nagydíjon Hamilton simán lerajtolta Bottast, majd a verseny végéig vezetett is. Vettel és Verstappen között zajlott – csak időnként fellángoló – csata a 3. helyért, amit végül a holland nyert meg. Érdekes, hogy a teszteken ugyanezen a pályán a Ferrarik tűntek a legjobbnak, míg most csak a harmadik erő helyét foglalták el. A futamot Hamilton nyerte, ráadásul a leggyorsabb körért járó pontot is megszerezte, miáltal egyenlően állt ezután Bottassal szemben. A Mercedes rekordot döntött, mert még egy csapat sem tudott az első 4 futamon 1-2-vel végezni. Monacóban a versenyt Hamilton kezdhette az élről, mellőle csapattársa, Bottas rajtolt. A biztonsági autó alatt az élmezőny a bokszba hajtott. Verstappen itt erőszakos volt, Bottassal az autója összeért, amitől a finn pilóta defektet kapott, és a következő körben ismét kerékcserére kényszerült, így Verstappen és Vettel mögé esett vissza a 4. pozícióba. Verstappent később vétkesnek találták a sportfelügyelők, és 5 másodperces időbüntetést róttak ki a holland versenyzőre. 5 másodperces büntetése tudatában a második helyen haladó Verstappen támadta a versenyben vezető Hamiltont, aki a verseny féltávja környékén egyre inkább panaszkodni kezdett gumiabroncsai állapotára. A futam után Hamilton Niki Lauda emlékének ajánlotta győzelmét, ahogyan Vettel is megemlékezett a háromszoros osztrák világbajnokról.

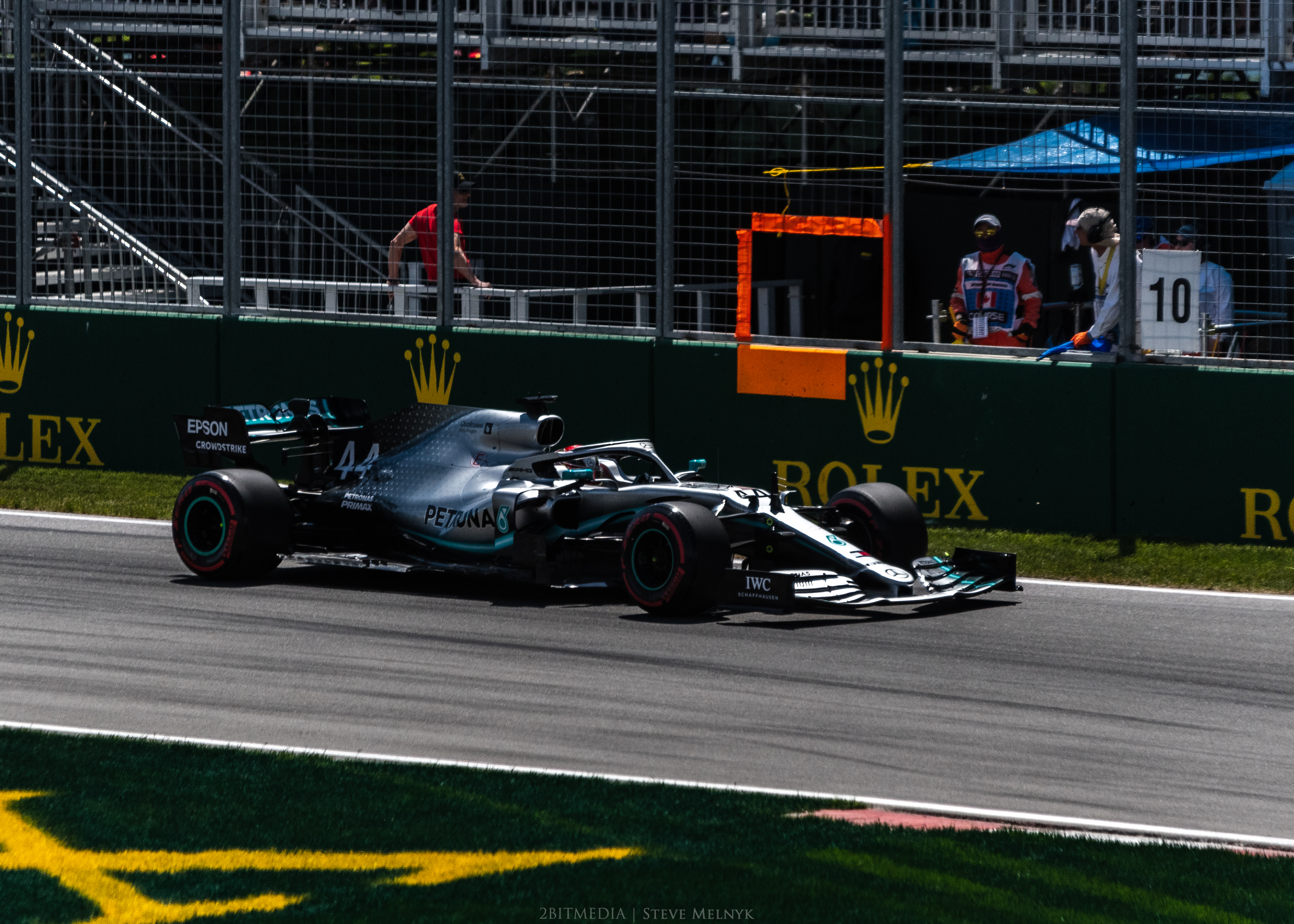
A címvédő Kanadában

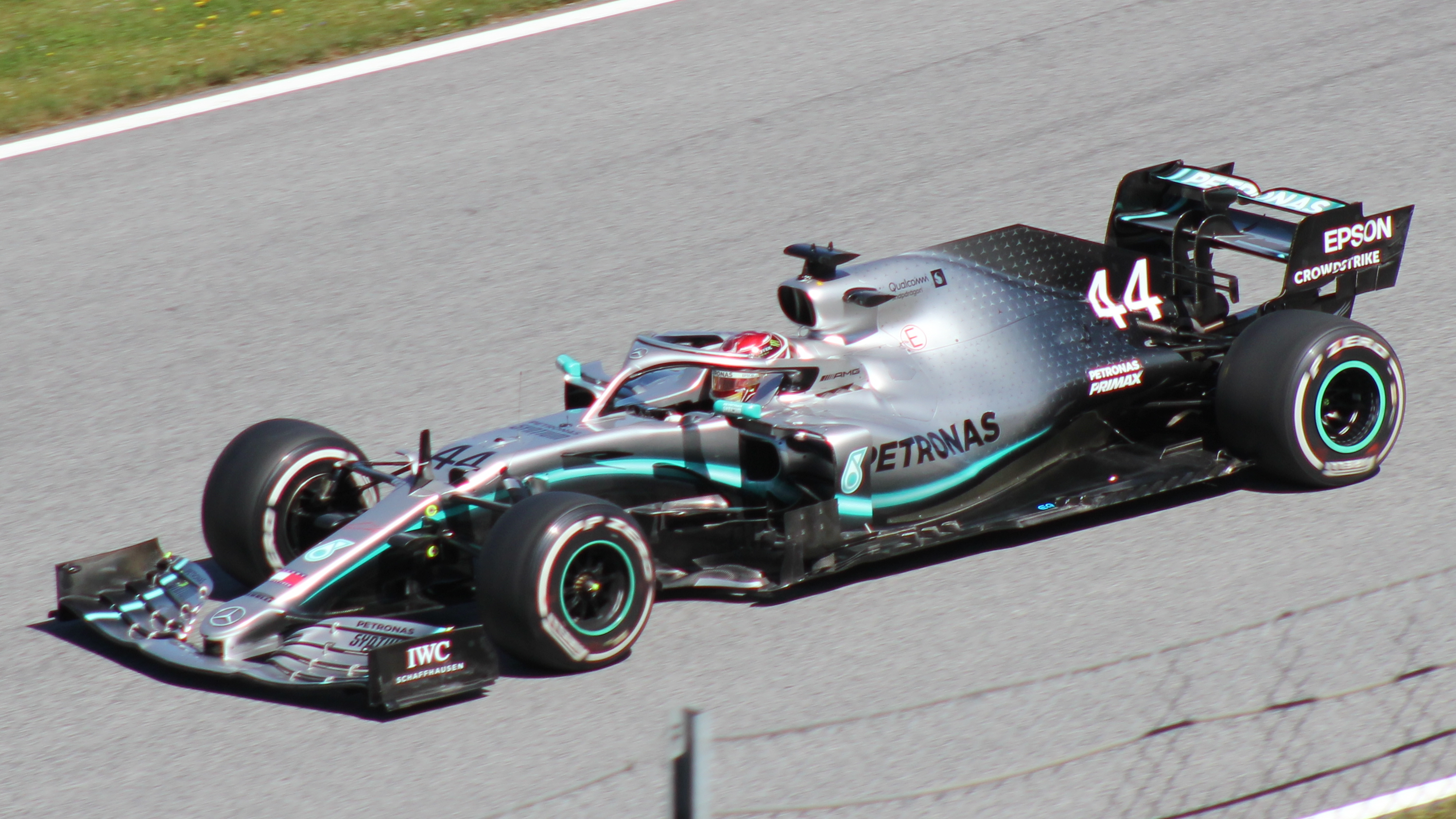
Az osztrák nagydíjon

A kanadai nagydíjon az élről rajtoló Vettel megtartotta pozícióját a rajtot követően, csakúgy, mint a mellőle rajtoló Hamilton. A brit versenyzőt ugyan Leclerc egy alkalommal megpróbálta megelőzni, azonban a címvédő előnyösebb pozícióban volt, így nem történt helycsere. A kerékcserénél a Mercedes egy mögévágással próbálkozott, ám ez nem jött be. A futam középső harmadában Vettel és Hamilton között érdemben nem változott a távolság, a brit a 46. körben azonban egy másodpercen belülre ért a némethez, akit így DRS-sel támadhatott. A 48. körben Vettel nagyot hibázott amikor lesodródott a pályáról a 4-es kanyarban, és miközben visszatért a pályára, majdnem összeakadt Hamiltonnal, akit kevés híján nekiszorított a pályát szegélyező betonfalnak. A sportfelügyelők azonnal vizsgálni kezdték az esetet, majd az 58. körben 5 másodperces időbüntetést róttak ki a Ferrari versenyzőjére. Így a kanadai nagydíjat, bár Vettelt intette le elsőként a kockás zászló, Hamilton nyerte meg, Kanadában immár hetedszer. A futamot követően a Ferrari fellebbezést nyújtott be a Nemzetközi Automobil Szövetséghez, de a verseny végeredménye nem változott, miután az FIA elutasította azt. Franciaországban a pole pozíciót Hamilton szerezte meg, majd vezető helyét a futam végéig meg is tartotta. Az osztrák pályán a pole-pozíciós Leclerc megtartotta első helyét, azonban a második rajtkockában Verstappen autója lefulladt, és többen is megelőzték, a holland a hetedik helyre esett vissza. Hamilton a későbbiek folyamán többször is panaszkodott a csapatrádión egy sérülésre, amit a csapat végül nem tudott orvosolni. A befutó előtt előzte meg őt Vettel, így végül az 5. helyen zárt. Az izgalmas futamot pedig Verstappen nyerte meg, ami visszaküzdötte magát a második helyre, majd egy vitatható manőverrel Leclerc-t is maga mögé utasította.
Nagy-Britanniában a pole-pozícióból rajtoló Bottas az indulást követően is megtartotta vezető helyét csapattársával,
Hamiltonnal szemben, ahogy a 3-4. helyen sem történt változás. A 4. körben Bottas és Hamilton vívott látványos csatát az élen, és bár a hazai pályán versenyző brit megelőzte csapattársát, a finn egyből vissza is vette a pozícióját. A 11. körre a harmadiktól a hatodik helyig a Leclerc, Verstappen, Vettel, Gasly négyes tagjai érték utol és támadták egymást. A holland versenyző többször is megpróbált elmenni a monacói mellett, aki azonban látványos manőverekkel védte pozícióját. A 12. körben Gasly megelőzte Vettelt, míg Leclerc és Verstappen egyszerre hajtott ki a bokszutcába, ahol Verstappen megelőzte Leclerc-t a gyorsabb kerékcseréjének köszönhetően. Utóbbi egyből visszatámadt, és meg is előzte riválisát, visszavéve a harmadik helyet. Bottas a 17. körben állt ki kerékcserére az élről. Három körrel később Giovinazzi csúszott ki a kavicságyba, aminek következtében a szervezők beküldték a biztonsági autót. Hamilton ekkor állt ki, miáltal jelentős előnyre tett így szert, és átvette a vezetést Bottastól, míg Leclerc visszaesett a hatodik helyre. A biztonsági autós fázis után Hamilton fokozatosan ellépett az élen, miközben Leclerc a 36. körben megelőzte Gaslyt, és előrelépett az 5. helyre. Vettel és Verstappen több körön át tartó látványos csatát vívtak egymással, a 38. körben a holland megelőzte a németet, aki azonban visszatámadáskor belehajtott hátulról a Red Bull versenyzőjébe. A Ferrari több helyen sérült, letört az orrkúpja is, emiatt Vettel a bokszutcába hajtott, és visszaesett a 17. helyre. Verstappen az ötödik pozícióban haladva kevésbé sérült autóval folytatta a futamot. Vettel nem sokkal később 10 másodperces időbüntetést kapott a sportfelügyelőktől. A futamot Hamilton rekordot jelentő hatodik alkalommal nyerte meg, összesítésben 80. futamgyőzelmét ünnepelhette, megelőzve Bottast és Leclerc-t. A leggyorsabb kör is a brité lett. Ekkor a címvédő 39 ponttal vezetett.
Németországban a két Mercedes megőrizte a vezetést a vizes pályán, Räikkönen egy erős rajtnak köszönthetően a harmadik helyre zárkózott fel. Verstappen a vizes körülmények között egy rossz rajtot követően több pozíciót is vesztett. Ezek után Bottas és Verstappen többször is csatázott egymással. A bokszkiállások sokaságából Leclerc jött ki a legjobban, és Verstappen kipörgését követően már a második helyen haladt. A monacói hibázott az utolsó előtti kanyarban, ezzel a kavicságyba elásva Ferráriját, újabb biztonsági autós periódust előidézve. Hamilton ugyanott forgott ki pár körrel később, ő azonban visszatért a pályára, és szabálytalanul a bokszutcába hajtott, ahol rengeteg időt vesztett az elő nem készített abroncsok és a sérült autója miatt. A szabály megsértéséért később öt másodperces időbüntetést kapott. A versenyt vezető Bottas rengeteg időt vesztett azáltal, hogy nem tudott csapattársa miatt azonnal a bokszba hajtani, ezzel a harmadik helyre esett vissza a kiállásokat követően. Hamilton a letöltött büntetését követően a 12. helyre esett vissza. A verseny utolsó köreiben hibázott mindkét Mercedeses versenyző, az első kanyarban először Hamilton, körökkel később pedig Bottas csúszott ki. Utóbbinak fel kellett adni a küzdelmet, előbbi folytathatta a versenyt, de hibáját követően az utolsó helyen találta magát. Vettel a 20. helyről rajtolva a második helyen végzett, őt követte az orosz Kvjat, aki pályafutása során harmadik dobogós helyét szerezte meg. A két Alfa Romeót az FIA vizsgálat alá helyezte a futamot követően. A szövetség elmondta, a vizsgálat mindkét versenyzőt érinti, mivel úgy látják, a csapat véthetett a Sportszabályzat 21.1 cikkelye, valamint a Technikai Szabályzat 9. cikkelye ellen. A két versenyző 30 másodperces időbüntetést kapott, így Hamilton és a Williams első pontját szerző Kubica lépett előre pontszerző helyre.

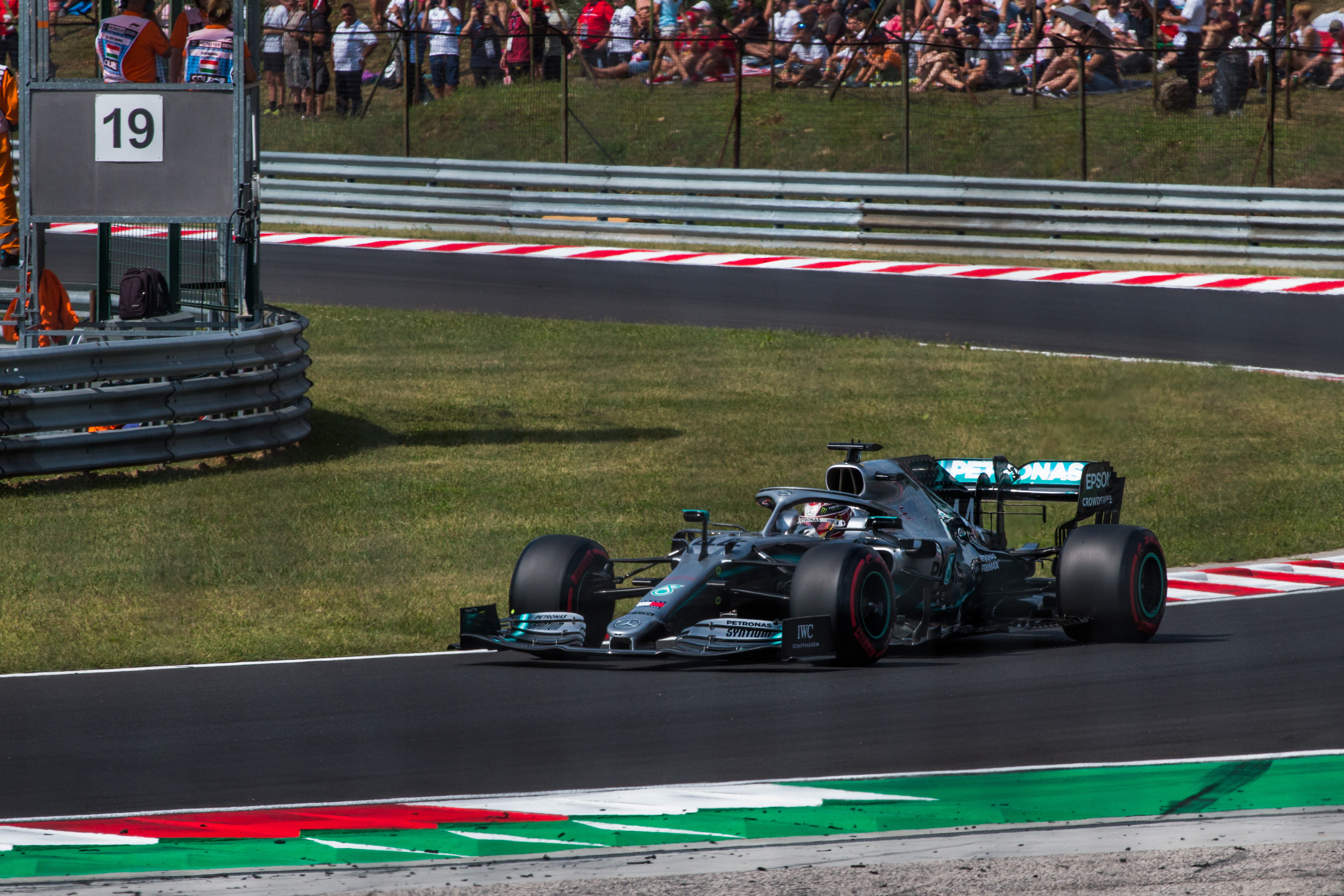
Lewis Hamilton dolgozza le a hátrányát Verstapennel szemben, magyar nagydíj

Magyarországon a pályafutása során először az első rajtkockából induló Verstappen a rajtot követően megtartotta vezető helyét, Hamilton azonban megelőzte csapattársát, Bottast. A finn versenyző még egy pozíciót veszített, miután Leclerc is megelőzte. A két versenyző autója egy pillanatra összeért, aminek következtében Bottas Mercedesének első vezető szárnyának jobb eleje megsérült, ennek következtében pedig a 6. körben ki kellett állnia a bokszba és visszaesett a mezőny végére. Verstappen és Hamilton hamar előnyt autóztak ki a Ferrarikkal szemben, majd a brit a 24. körre DRS-távolságra közelítette meg Verstappent, de a holland kivédekezte a több körön át tartó támadást, majd a bokszutcába hajtott friss abroncsokért. A brit versenyző öt körrel később, a 32. körben kapott új gumikat, majd a 37. körre újra utolérte Verstappent, akinek újra védekeznie kellett a címvédővel szemben. Hamilton a 39. körben nagyon közel került az előzéshez. Mivel nem sikerült előrébb lépnie, újból kereket cseréltek a britnek, aki a verseny utolsó húsz körére kapott friss lágy keverékű gumikat. Ezzel a Mercedes versenyzője jelentős előnybe és sebességbeli fölénybe került, több másodperccel volt gyorsabb körönként az élen autózó Verstappennél. Hamilton a 67. körre utolérte, majd megelőzte Verstappent, aki ezt követően a bokszutcába hajtott, és új lágy abroncsokon megfutotta a verseny leggyorsabb körét, ami új versenyben futott pályacsúcsot is jelentett egyben. Hamilton és Verstappen mögött Vettel és Leclerc ért be a 3-4. helyen, a német két körrel a vége előtt előzte meg csapattársát. Bottas a 8. helyen futott be. A félévi forduláskor Hamilton már 62 pont előnyt autózott ki magának, 250 pontot szerzett.

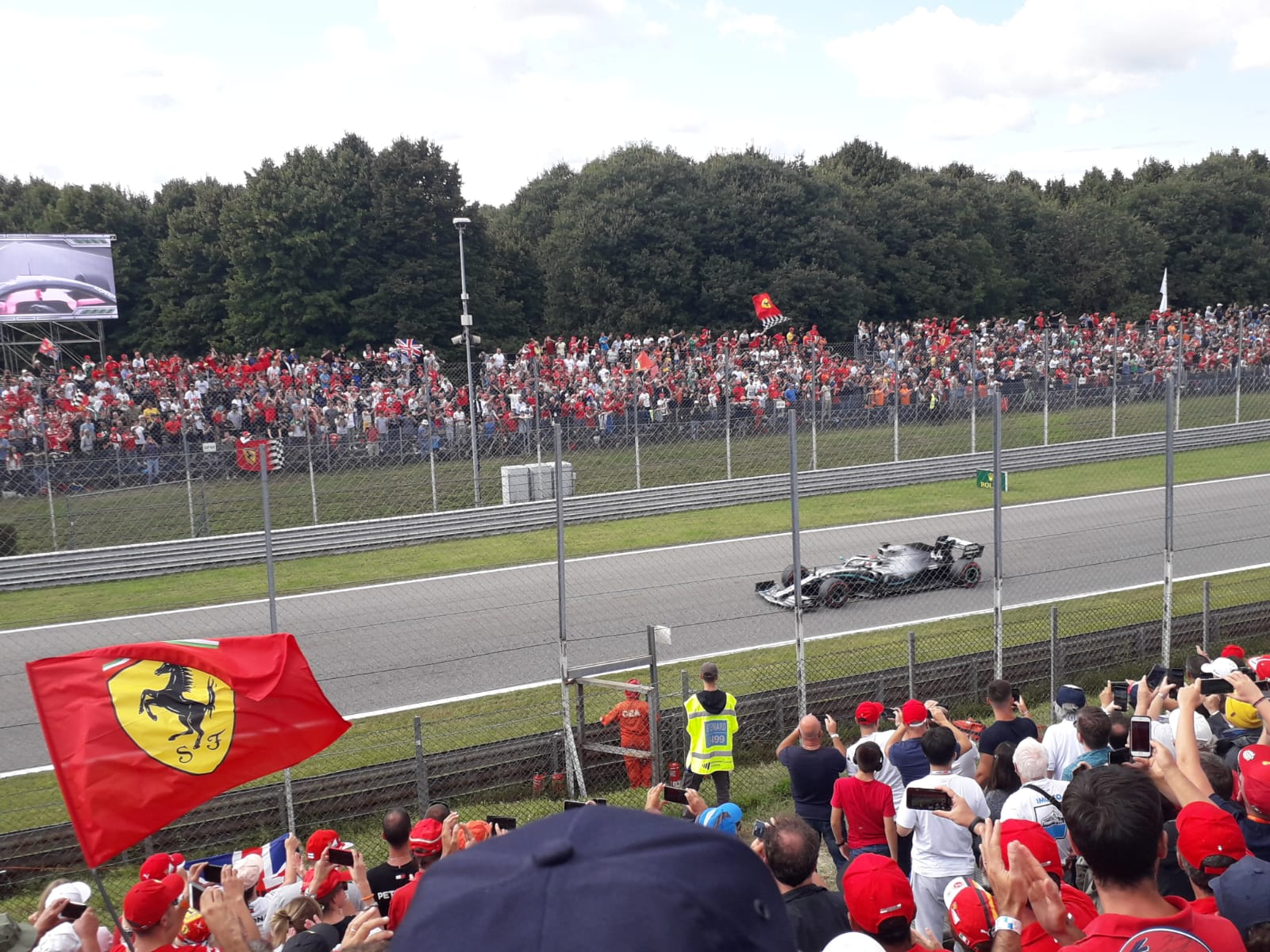
Hamilton az olasz nagydíjon

A belga nagydíjon az első rajtkockából induló Leclerc megőrizte vezető helyét, mögötte pedig Vettel és Hamilton vívott pozícióharcot, de a német maradt a második helyen. A két Mercedes-versenyző az új gumikon sokkal gyorsabb volt, mint az előttük álló két ferraris, az olasz csapat pedig utasította az élen haladó Vettelt, hogy engedje el a jobb tempót diktáló és frissebb abroncsokon versenyző Leclercet. A 30. körben Hamilton utolérte Vettelt, majd két körrel később megelőzte a németet, és elkezdte csökkenteni hátrányát az éllovas monacóival szemben.  A brit az utolsó körben egy másodpercen belülre is felzárkózott, azonban a Ferrari versenyzője megtartotta vezető helyét, és megszerezte pályafutása első győzelmét a királykategóriában. Olaszországban Leclerc megtartotta első helyét, csakúgy, mint mögötte Hamilton, akit csapattársa, Bottas támadott az első kanyarokban. A 7. körben Vettel megforgott az Ascari-sikánban, majd veszélyesen tért vissza a pályára, kis híján összeütközve Lance Strollal, aki pedig majdnem Gasly autójába ment bele. Később mindkét versenyzőt büntették a sportfelügyelők, a 10 másodperces stop and go következtében Vettel a mezőny végére esett vissza. Hamilton és Leclerc a bokszkiállásukat követően a pályán vívott látványos csatát, a monacói egy alkalommal eléggé kétes módon tartotta maga mögött a Mercedes versenyzőjét, de a sportfelügyelők csak figyelmeztetésben részesítették a manőver miatt. Leclerc és Hamilton továbbra is 1-2 másodpercen belül autóztak egymáshoz az első két helyen, de a brit nem tudott előzni, és Bottas is utolérte az élen álló párost. Hamilton a 42. körben hibázott, kicsúszása után Bottas vette át a második helyet. A finn az utolsó körökben a frissebb gumijain támadhatta Leclerc-t, azonban a monacói versenyző megvédte pozícióját, és egymást követő második versenyét nyerte meg, 2010 óta az első Ferrari-győzelmet aratva Monzában. Bottas és Hamilton állhatott még fel a dobogóra.
A szingapúri pályán Leclerc és Hamilton csatázott az első helyért. Amikor Leclerc is kiállt az élről, az így az első helyre kerülő Hamilton pedig próbált minél tovább kint maradni a pályán. A brit végül Bottas lassítása miatt a 4. helyet szerezte meg. Az orosz nagydíjon Leclerc sorozatban negyedik alkalommal indulhatott a pole-pozícióból, azonban a rajtot követően a harmadik helyről induló csapattársa nemcsak Hamiltont, hanem őt is megelőzte. A német versenyző annak ellenére növelte előnyét csapattársával szemben, hogy a csapatrádióban többször is arra tettek számára utalást, várja be Leclerc-t, és ha lehetősége van rá, engedje el az előnyösebb pozícióból rajtoló és taktikán lévő monacóit. A Ferrari négyszeres világbajnoka bokszkiállását követően a gumistratégiáját elnyújtó Hamilton és Bottas, valamint csapattársa mögé állt vissza a versenybe, azonban a 28. körben KERS-ének meghibásodása miatt fel kellett adnia a futamot. Virtuális biztonsági autós szakasz lépett életbe, ezt kihasználva pedig több versenyző, így az élen álló két Mercedeses is jelentős időt spórolva cserélhette le kerekeit, aminek köszönhetően ezt követően Hamilton és Bottas is Leclerc előtt maradt a versenyben. Az ezt követő körökben Hamilton egymást követően futotta meg a verseny leggyorsabb köreit a mezőny élén, míg Leclerc nem tudta támadni a második helyen autózó Bottast. A futamot is a brit versenyző húzta be. Oroszországgal a címvédő a 18. helyszínen szerzett már leggyorsabb kört. Ekkorra már 73 pontos előnye volt.

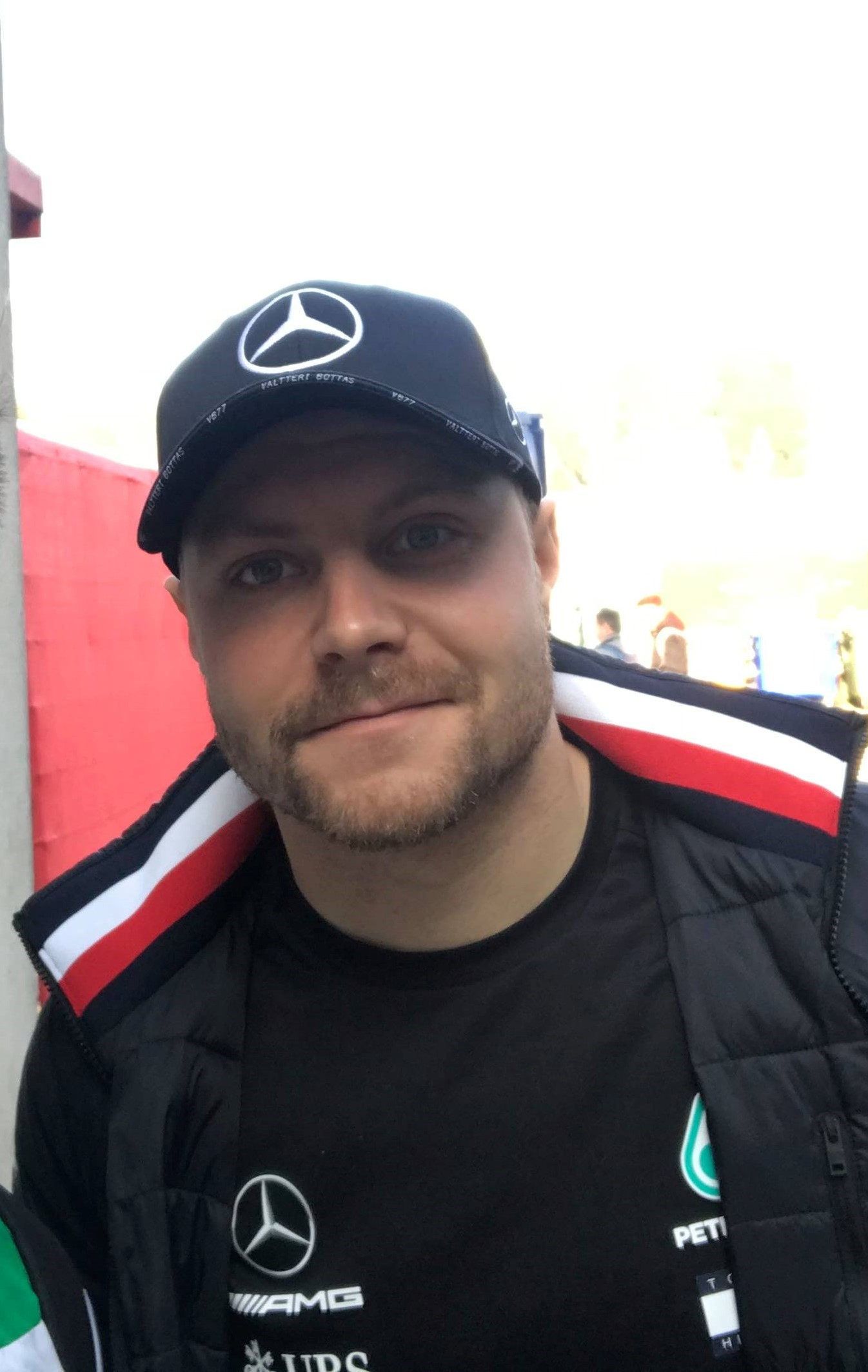
Rivális és csapattárs: mindkét megállapítás igaz Bottasra

Bár Japánban a Mercedes számított a favoritnak, a Ferrarik az időmérőn épphogy eléjük jöttek be. A pole pozíciós Vettelt és Leclerc-t a rajtot jól elkapó Bottas megelőzte. A monacói Verstappennel ért össze, amivel mindketten pórul jártak. Hamilton és bokszkiállások után is üldözte a négyszeres világbajnok Vettelt, de végül csak a 3. helyen futhatott be. Viszont így is a Mercedes a konstruktőri világbajnok, és az is eldőlt már, hogy csak a két Mercedes-pilóta közül kerülhet ki a világbajnok is. Mexikóban az első rajtkockából Leclerc indulhatott, miután az időmérő edzésen a leggyorsabbnak bizonyuló Verstappent megbüntették, amiért figyelmen kívül hagyta a sárga zászlós figyelmeztetést Valtteri Bottas baleseténél. A holland versenyző ennek következtében a negyedik rajtkockából kezdhette meg a versenyt, és közvetlen a rajtot követően össze is ért egy pozícióért folytatott harc során Hamiltonnal, ezzel pedig mindkét pilóta több helyet is veszített. Az élen Leclerc és Vettel megtartotta az első két helyet, miközben a Bottasszal csatázó Verstappen defektet kapott, és egészen az utolsó helyig esett vissza. A bokszkiállások által élre kerülő Vettel a Ferrari stratégiájának köszönhetően próbálta elnyújtani kerékcseréjét, így taktikai előnybe kerülve az őt követőkkel szemben. Vettel kiállása után Leclerc és Hamilton ment az első két helyen. A futam utolsó harmadához érve a Mercedes versenyzői sokkal jobb állapotban tartották autóik abroncsait, az 53. körben Bottas egyre közelebb zárkózott Vettelre, majd az első három pilótára visszazárkózott a friss abroncsokon autózó Leclerc is. Az utolsó öt kör megkezdése előtt Hamilton 2,5 másodperccel vezetett Vettel előtt, de a német nem tudott közelebb kerülni a brithez, aki eggyel kevesebb kiállással is végig tudta csinálni a versenyt, ezzel jelentős taktikai előnye szert téve a Ferrari versenyzőivel szemben. Így Hamilton nyerte meg a versenyt, Mexikóban 2., pályafutása 83. és a Mercedes 100. futamgyőzelmét ünnepelhette. Márcsak mindössze 4 pont hiányzott ahhoz, hogy hatodik világbajnoki címét ünnepelhesse, Bottasnak Amerikában már kötelezően győznie kellett.
A Red Bull kidolgozott egy olyan megoldást, amellyel ki lehet játszani az üzemanyag áramlását, és szerintük a Ferrari ezzel machinált az előző versenyeken, ezért volt annyisozr versenyben a győzelemért. A FIA betiltotta ezt a módszert, de a Ferrari tagadott.
Az USA nagydíjon az első helyről induló Bottas megtartotta vezető pozícióját, Verstappen pedig előrelépett a második helyre. Vettel beragadt a rajtnál, őt Leclerc és Hamilton is megelőzte, A Ferrari német versenyzője autója alulkormányzottságára panaszkodott a csapatrádióban, majd a nyolcadik körben fel is adta a futamot, miután autójának eltört a hátsó futóműve. Az élen Bottas kisebb előnyt autózott ki az őt követőkkel szemben. Míg Bottas és Verstappen a kétkiállásos stratégiát választotta, addig az egykiállásos stratégiát választó Hamilton az első helyen autózott 18 körrel a futam befejezése előtt. Bottas a 47. körben érte utol csapattársát, majd gumielőnyét kihasználva második próbálkozására az 51. körben meg is előzte. A verseny utolsó köreire Verstappen is utolérte Hamilton, ám támadni már nem tudta a britet, amiben közrejátszott Magnussen kicsúszása és az emiatt érvénybe lépő sárga zászlós korlátozás is. Az amerikai nagydíjat Bottas nyerte meg, míg a második helyen célba érő Hamilton megszerezte pályafutása hatodik világbajnoki címét, másodszor az USA-ban. Szintén örülhetett a 150. dobogós helyezésének.
Brazíliában a rajtot követően a pole-pozícióból induló Verstappen megtartotta vezető helyét, Hamilton azonban megelőzte a második helyről rajtoló Vettelt. Az 52. körben Bottas Mercedesének motorja hibásodott meg, így a finnek fel kellett adnia a versenyt. A 66. körben Leclerc előzte meg csapattársát, azonban Vettel azonnal visszatámadott, előzési kísérlete azonban túlságosan agresszív volt, aminek következtében a Ferrari két versenyzője összeütközött, és mindkettőjük számára véget ért a verseny. Mindeközben Hamilton a bokszutcába hajtott kereket cserélni, hogy az utolsó körökben friss lágy abroncsokon támadhassa a két Red Bull-versenyzőt. Az utolsó előtti körben meg is támadta a thai Alexander Albont, azonban manővere túlságosan elhamarkodott volt, de Albon is túl gyorsan zárt – ezzel a Mercedes brit pilótája kilökte az élete első dobogós helyezéséért harcoló újoncot, míg ő sérült autójával, majd egy 5 másodperces büntetéssel a 7. helyre került. A szezon utolsó versenyét, az Abu Dhabi nagydíjat a 250. nagydíján rajthoz álló Hamilton kezdhette meg a pole pozícióból, és a rajtot követően is megtartotta vezető helyét Verstappennel szemben. Ezek után a már hatszoros világbajnok végig vezette a versenyt, ezzel pedig beérte Ayrton Sennát ebben a statisztikában. Miután pedig a leggyorsabb kört is megfutotta, több mint egy év után újabb Grand Chelem-t ünnepelhetett. Az évadot rekordnak számító 413 ponttal zárta Hamilton, ezen kívül 11 futamgyőzelemnek, 5 pole pozíciónak, 6 leggyorsabb körnek, 17 dobogónak és 5 rajt-cél győzelemnek örülhetett. Még egy új rekordot döntött azáltal, hogy 19 versenyen vezetett legalább egy körig.

### Ferrari
2024. február 1-jén megállapodás született, hogy 2025-től a csapat versenyzőjeként folytatja pályafutását.

## Eredményei

### Karrier összefoglaló
| Szezon | Bajnokság                              | Csapat                        | Verseny | Győzelem | Pole | Leggyorsabb kör | Dobogós helyezés | Pont  | Helyezés |
| ------ | -------------------------------------- | ----------------------------- | ------- | -------- | ---- | --------------- | ---------------- | ----- | -------- |
| 2000   | Formula A világbajnokság               | TeamMBM.com (CRG/Parilla)     | 1       | 0        | 0    | 0               | 0                | —     | HN       |
| 2000   | Formula A Európa-bajnokság             | TeamMBM.com (CRG/Parilla)     | 9       | 5        | —    | —               | —                | 75    | 1.       |
| 2000   | Formula A világkupa                    | TeamMBM.com (CRG/Parilla)     | 1       | 1        | —    | —               | 1                | —     | 1.       |
| 2001   | Formula Super A világbajnokság         | TeamMBM.com (Parolin/Parilla) | 10      | 0        | 0    | 0               | 0                | 28    | 15.      |
| 2001   | Brit Formula Renault 2000 téli sorozat | Manor Motorsport              | 4       | 0        | 0    | 0               | 0                | ?     | 5.       |
| 2002   | Brit Formula Renault 2000              | Manor Motorsport              | 13      | 3        | 3    | 5               | 7                | 274   | 3.       |
| 2002   | Formula Renault 2000 Európa-kupa       | Manor Motorsport              | 4       | 1        | 1    | 2               | 3                | 92    | 5.       |
| 2003   | Brit Formula Renault 2.0               | Manor Motorsport              | 15      | 10       | 11   | 9               | 13               | 419   | 1.       |
| 2003   | Német Formula Renault 2000             | Manor Motorsport              | 2       | 0        | 0    | 0               | 0                | 25    | 27.      |
| 2003   | Formula Renault 2000 Európa-kupa       | Manor Motorsport              | 2       | 0        | 0    | 0               | 1                | 24    | 12.      |
| 2003   | Brit Formula–3-as bajnokság            | Manor Motorsport              | 2       | 0        | 0    | 0               | 0                | 0     | HN       |
| 2003   | Makaói nagydíj                         | Manor Motorsport              | 1       | 0        | 0    | 0               | 0                | —     | HN       |
| 2003   | Korea Super Prix                       | Manor Motorsport              | 1       | 0        | 1    | 0               | 0                | —     | HN       |
| 2004   | Formula–3 Euroseries                   | Manor Motorsport              | 20      | 1        | 1    | 2               | 5                | 69    | 5.       |
| 2004   | Makaói nagydíj                         | Manor Motorsport              | 1       | 0        | 0    | 0               | 0                | —     | 14.      |
| 2004   | Masters of Formula–3                   | Manor Motorsport              | 1       | 0        | 0    | 0               | 0                | —     | 14.      |
| 2004   | Bahrain Superprix                      | Manor Motorsport              | 1       | 1        | 0    | 0               | 1                | —     | 1.       |
| 2005   | Formula–3 Euroseries                   | ASM Formule 3                 | 20      | 15       | 13   | 10              | 17               | 172   | 1.       |
| 2005   | Masters of Formula–3                   | ASM Formule 3                 | 1       | 1        | 1    | 1               | 1                | —     | 1.       |
| 2006   | GP2                                    | ART Grand Prix                | 21      | 5        | 1    | 7               | 14               | 114   | 1.       |
| 2007   | Formula–1                              | Vodafone McLaren-Mercedes     | 17      | 4        | 6    | 2               | 12               | 109   | 2.       |
| 2008   | Formula–1                              | Vodafone McLaren-Mercedes     | 18      | 5        | 7    | 1               | 10               | 98    | 1.       |
| 2009   | Formula–1                              | Vodafone McLaren-Mercedes     | 17      | 2        | 4    | 0               | 5                | 49    | 5.       |
| 2010   | Formula–1                              | Vodafone McLaren-Mercedes     | 19      | 3        | 1    | 5               | 9                | 240   | 4.       |
| 2011   | Formula–1                              | Vodafone McLaren-Mercedes     | 19      | 3        | 1    | 3               | 6                | 227   | 5.       |
| 2012   | Formula–1                              | Vodafone McLaren-Mercedes     | 20      | 4        | 7    | 1               | 7                | 190   | 4.       |
| 2013   | Formula–1                              | Mercedes AMG F1               | 19      | 1        | 5    | 1               | 5                | 189   | 4.       |
| 2014   | Formula–1                              | Mercedes AMG F1               | 19      | 11       | 7    | 7               | 16               | 384   | 1.       |
| 2015   | Formula–1                              | Mercedes AMG F1               | 19      | 10       | 11   | 8               | 17               | 381   | 1.       |
| 2016   | Formula–1                              | Mercedes AMG F1               | 21      | 10       | 12   | 3               | 17               | 380   | 2.       |
| 2017   | Formula–1                              | Mercedes AMG F1               | 20      | 9        | 11   | 7               | 13               | 363   | 1.       |
| 2018   | Formula–1                              | Mercedes AMG F1               | 21      | 11       | 11   | 3               | 17               | 408   | 1.       |
| 2019   | Formula–1                              | Mercedes AMG F1               | 21      | 11       | 5    | 6               | 17               | 413   | 1.       |
| 2020   | Formula–1                              | Mercedes AMG F1               | 16      | 11       | 10   | 6               | 14               | 347   | 1.       |
| 2021   | Formula–1                              | Mercedes AMG F1               | 22      | 8        | 5    | 6               | 17               | 387,5 | 2.       |
| 2022   | Formula–1                              | Mercedes AMG F1               | 22      | 0        | 0    | 2               | 9                | 240   | 6.       |
| 2023   | Formula-1                              | Mercedes AMG F1               | 22      | 0        | 1    | 4               | 6                | 234   | 3.       |
| 2024   | Formula-1                              | Mercedes AMG F1               | 24      | 2        | 0    | 2               | 5                | 223   | 7.       |
| 2025   | Formula-1                              | Scuderia Ferrari              | 14      | 0        | 0    | 0               | 0                | 109*  | 6*       |

### Teljes Formula Renault 2000 Európa-kupa eredménysorozata
(Táblázat értelmezése)

(Félkövér: pole-pozícióból indult; dőlt: leggyorsabb kört futott) 

| Év   | Kasztni          | 1   | 2   | 3   | 4   | 5   | 6     | 7     | 8     | 9     | Helyezés | Pont |
| ---- | ---------------- | --- | --- | --- | --- | --- | ----- | ----- | ----- | ----- | -------- | ---- |
| 2002 | Manor Motorsport | MAG | SIL | JAR | SCA | OSC | SPA 7 | IMO 2 | DON 1 | EST 2 | 5.       | 92   |

### Teljes Formula–3 Euroseries eredménysorozata
(Táblázat értelmezése)

(Félkövér: pole-pozícióból indult; dőlt: leggyorsabb kört futott) 

| Év   | Csapat           | 1        | 2       | 3        | 4       | 5         | 6       | 7       | 8       | 9       | 10      | 11       | 12       | 13       | 14      | 15       | 16      | 17      | 18      | 19      | 20      | Helyezés | Pont |
| ---- | ---------------- | -------- | ------- | -------- | ------- | --------- | ------- | ------- | ------- | ------- | ------- | -------- | -------- | -------- | ------- | -------- | ------- | ------- | ------- | ------- | ------- | -------- | ---- |
| 2004 | Manor Motorsport | HOC 1 11 | HOC 2 6 | EST 1 Ki | EST 2 9 | ADR 1 Ki  | ADR 1 5 | PAU 1 4 | PAU 2 7 | NOR 1   | NOR 1 3 | MAG 1 Ki | MAG 2 21 | NÜR 1 3  | NÜR 2 4 | ZAN 1 3  | ZAN 2 6 | BRN 1 7 | BRN 2 4 | HOC 3 2 | HOC 4 6 | 5.       | 68   |
| 2005 | ASM Formule 3    | HOC 1    | HOC 2 3 | PAU 1    | PAU 2 1 | SPA 1 Kiz | SPA 2 1 | MON 1   | MON 2 1 | OSC 1 3 | OSC 2 1 | NOR 1    | NOR 2 1  | NÜR 1 12 | NÜR 2 1 | ZAN 1 Ki | ZAN 2 1 | LAU 1   | LAU 2 1 | HOC 3 1 | HOC 4 1 | 1.       | 172  |

### Teljes GP2-es eredménysorozata
(Táblázat értelmezése)

(Félkövér: pole-pozícióból indult; dőlt: leggyorsabb kört futott) 

| Év   | Csapat         | 1         | 2         | 3           | 4          | 5         | 6         | 7         | 8         | 9         | 10        | 11        | 12         | 13        | 14        | 15        | 16         | 17        | 18        | 19        | 20        | 21        | Helyezés | Pont |
| ---- | -------------- | --------- | --------- | ----------- | ---------- | --------- | --------- | --------- | --------- | --------- | --------- | --------- | ---------- | --------- | --------- | --------- | ---------- | --------- | --------- | --------- | --------- | --------- | -------- | ---- |
| 2006 | ART Grand Prix | VAL FEA 2 | VAL SPR 6 | SMR FEA Kiz | SMR SPR 10 | EUR FEA 1 | EUR SPR 1 | ESP FEA 2 | ESP SPR 4 | MON FEA 1 | GBR FEA 1 | GBR SPR 1 | FRA FEA 19 | FRA SPR 5 | GER FEA 2 | GER SPR 3 | HUN FEA 10 | HUN SPR 2 | TUR FEA 2 | TUR SPR 2 | ITA FEA 3 | ITA SPR 2 | 1.       | 114  |

### Teljes Formula–1-es eredménysorozata
(Táblázat értelmezése)

(Félkövér: pole-pozícióból indult; dőlt: leggyorsabb kört futott) 

| Év   | Csapat   | 1       | 2       | 3      | 4      | 5       | 6      | 7      | 8       | 9      | 10     | 11    | 12     | 13     | 14     | 15     | 16     | 17     | 18      | 19     | 20     | 21     | 22      | 23     | 24    | Helyezés | Pont  |
| ---- | -------- | ------- | ------- | ------ | ------ | ------- | ------ | ------ | ------- | ------ | ------ | ----- | ------ | ------ | ------ | ------ | ------ | ------ | ------- | ------ | ------ | ------ | ------- | ------ | ----- | -------- | ----- |
| 2007 | McLaren  | AUS 3   | MAL 2   | BHR 2  | ESP 2  | MON 2   | CAN 1  | USA 1  | FRA 3   | GBR 3  | EUR 9  | HUN 1 | TUR 5  | ITA 2  | BEL 4  | JPN 1  | CHN Ki | BRA 7  |         |        |        |        |         |        |       | 2.       | 109   |
| 2008 | McLaren  | AUS 1   | MAL 5   | BHR 13 | ESP 3  | TUR 2   | MON 1  | CAN Ki | FRA 10  | GBR 1  | GER 1  | HUN 5 | EUR 2  | BEL 3  | ITA 7  | SIN 3  | JPN 12 | CHN 1  | BRA 5   |        |        |        |         |        |       | 1.       | 98    |
| 2009 | McLaren  | AUS Kiz | MAL 7‡  | CHN 6  | BHR 4  | ESP 9   | MON 12 | TUR 13 | GBR 16  | GER 18 | HUN 1  | EUR 2 | BEL Ki | ITA 12 | SIN 1  | JPN 3  | BRA 3  | UAE Ki |         |        |        |        |         |        |       | 5.       | 49    |
| 2010 | McLaren  | BHR 3   | AUS 6   | MAL 6  | CHN 2  | ESP 14† | MON 5  | TUR 1  | CAN 1   | EUR 2  | GBR 2  | GER 4 | HUN Ki | BEL 1  | ITA Ki | SIN Ki | JPN 5  | KOR 2  | BRA 4   | UAE 2  |        |        |         |        |       | 4.       | 240   |
| 2011 | McLaren  | AUS 2   | MAL 8   | CHN 1  | TUR 4  | ESP 2   | MON 6  | CAN Ki | EUR 4   | GBR 4  | GER 1  | HUN 4 | BEL Ki | ITA 4  | SIN 5  | JPN 5  | KOR 2  | IND 7  | UAE 1   | BRA Ki |        |        |         |        |       | 5.       | 227   |
| 2012 | McLaren  | AUS 3   | MAL 3   | CHN 3  | BHR 8  | ESP 8   | MON 5  | CAN 1  | EUR 19† | GBR 8  | GER Ki | HUN 1 | BEL Ki | ITA 1  | SIN Ki | JPN 5  | KOR 10 | IND 4  | UAE Ki  | USA 1  | BRA Ki |        |         |        |       | 4.       | 190   |
| 2013 | Mercedes | AUS 5   | MAL 3   | CHN 3  | BHR 5  | ESP 12  | MON 4  | CAN 3  | GBR 4   | GER 5  | HUN 1  | BEL 3 | ITA 9  | SIN 5  | KOR 5  | JPN Ki | IND 6  | UAE 7  | USA 4   | BRA 9  |        |        |         |        |       | 4.       | 189   |
| 2014 | Mercedes | AUS Ki  | MAL 1   | BHR 1  | CHN 1  | ESP 1   | MON 2  | CAN Ki | AUT 2   | GBR 1  | GER 3  | HUN 3 | BEL Ki | ITA 1  | SIN 1  | JPN 1  | RUS 1  | USA 1  | BRA 2   | UAE 1  |        |        |         |        |       | 1.       | 384   |
| 2015 | Mercedes | AUS 1   | MAL 2   | CHN 1  | BHR 1  | ESP 2   | MON 3  | CAN 1  | AUT 2   | GBR 1  | HUN 6  | BEL 1 | ITA 1  | SIN Ki | JPN 1  | RUS 1  | USA 1  | MEX 2  | BRA 2   | UAE 2  |        |        |         |        |       | 1.       | 381   |
| 2016 | Mercedes | AUS 2   | BHR 3   | CHN 7  | RUS 2  | ESP Ki  | MON 1  | CAN 1  | EUR 5   | AUT 1  | GBR 1  | HUN 1 | GER 1  | BEL 3  | ITA 2  | SIN 3  | MAL Ki | JPN 3  | USA 1   | MEX 1  | BRA 1  | UAE 1  |         |        |       | 2.       | 380   |
| 2017 | Mercedes | AUS 2   | CHN 1   | BHR 2  | RUS 4  | ESP 1   | MON 7  | CAN 1  | AZE 1   | AUT 2  | GBR 1  | HUN 2 | BEL 1  | ITA 1  | SIN 3  | MAL 2  | JPN 1  | USA 1  | MEX 2   | BRA 1  | UAE 1  |        |         |        |       | 1.       | 363   |
| 2018 | Mercedes | AUS 2   | BHR 3   | CHN 4  | AZE 1  | ESP 1   | MON 3  | CAN 5  | FRA 1   | AUT Ki | GBR 2  | GER 1 | HUN 1  | BEL 2  | ITA 1  | SIN 1  | RUS 1  | JPN 1  | USA 3   | MEX 4  | BRA 1  | UAE 1  |         |        |       | 1.       | 408   |
| 2019 | Mercedes | AUS 2   | BHR 1   | CHN 1  | AZE 2  | ESP 1   | MON 1  | CAN 2  | FRA 1   | AUT 5  | GBR 1  | GER 9 | HUN 1  | BEL 2  | ITA 3  | SIN 4  | RUS 1  | JPN 3  | MEX 1   | USA 2  | BRA 7  | UAE 1  |         |        |       | 1.       | 413   |
| 2020 | Mercedes | AUT 4   | STY 1   | HUN 1  | GBR 1  | 70 2    | ESP 1  | BEL 1  | ITA 7   | TOS 1  | RUS 3  | EIF 1 | POR 1  | EMI 1  | TUR 1  | BHR 1  | SAK    | UAE 3  |         |        |        |        |         |        |       | 1.       | 347   |
| 2021 | Mercedes | BHR 1   | EMI 2   | POR 1  | ESP 1  | MON 7   | AZE 15 | FRA 2  | STY 2   | AUT 4  | GBR 1  | HUN 2 | BEL 3‡ | NED 2  | ITA Ki | RUS 1  | TUR 5  | USA 2  | MEX 2   | BRA 1  | QAT 1  | SAU 1  | UAE 2   |        |       | 2.       | 387,5 |
| 2022 | Mercedes | BHR 3   | SAU 10  | AUS 4  | EMI 13 | MIA 6   | ESP 5  | MON 8  | AZE 4   | CAN 3  | GBR 3  | AUT 3 | FRA 2  | HUN 2  | BEL Ki | NED 4  | ITA 5  | SIN 9  | JPN 5   | USA 2  | MEX 2  | BRA 2  | UAE 18† |        |       | 6.       | 240   |
| 2023 | Mercedes | BHR 5   | SAU 5   | AUS 2  | AZE 6  | MIA 6   | MON 4  | ESP 2  | CAN 3   | AUT 8  | GBR 3  | HUN 4 | BEL 4  | NED 6  | ITA 6  | SIN 3  | JPN 5  | QAT Ki | USA Kiz | MEX 2  | BRA 8  | LVS 7  | UAE 9   |        |       | 3.       | 234   |
| 2024 | Mercedes | BHR 7   | SAU 9   | AUS Ki | JPN 9  | CHN 9   | MIA 6  | EMI 6  | MON 7   | CAN 4  | ESP 3  | AUT 4 | GBR 1  | HUN 3  | BEL 1  | NED 8  | ITA 5  | AZE 9  | SIN 6   | USA Ki | MEX 4  | BRA 10 | LVS 2   | QAT 12 | UAE 4 | 7.       | 223   |
| 2025 | Ferrari  | AUS 10  | CHN Kiz | JPN 7  | BHR 5  | SAU 7   | MIA 8  | EMI 4  | MON 5   | ESP 6  | CAN 6  | AUT 4 | GBR 4  | BEL 7  | HUN 12 | NED    | ITA    | AZE    | SIN     | USA    | MEX    | BRA    | LVS     | QAT    | UAE   | 6.*      | 109*  |

* A szezon jelenleg is zajlik.
† A versenyt nem fejezte be, de helyezését értékelték, mert a versenytáv több, mint 90%-át teljesítette.
‡ A versenyt félbeszakították, és nem teljesítették a táv 75%-át, így a helyezéséért járó pontoknak csak a felét kapta meg.
Megjegyzés: 2014-ben a szezonzáró nagydíjon dupla pontokat osztottak.

#### Eredményei hazai pályán (Brit nagydíj)
| Év   | Csapat   | Rajthely | Végeredmény |
| ---- | -------- | -------- | ----------- |
| 2007 | McLaren  | 1.       | 3.          |
| 2008 | McLaren  | 4.       | 1.          |
| 2009 | McLaren  | 18.      | 16.         |
| 2010 | McLaren  | 4.       | 2.          |
| 2011 | McLaren  | 10.      | 4.          |
| 2012 | McLaren  | 8.       | 8.          |
| 2013 | Mercedes | 1.       | 4.          |
| 2014 | Mercedes | 6.       | 1.          |
| 2015 | Mercedes | 1.       | 1.          |
| 2016 | Mercedes | 1.       | 1.          |
| 2017 | Mercedes | 1.       | 1.          |
| 2018 | Mercedes | 1.       | 2.          |
| 2019 | Mercedes | 2.       | 1.          |
| 2020 | Mercedes | 1.       | 1.          |
| 2021 | Mercedes | 2.       | 1.          |
| 2022 | Mercedes | 5.       | 3.          |
| 2023 | Mercedes | 7.       | 3.          |
| 2024 | Mercedes | 2.       | 1.          |
| 2025 | Ferrari  | 5.       | 4.          |

## Magánélete
2018-tól húsmentes, növényi étrendet követ.

## Sisakja

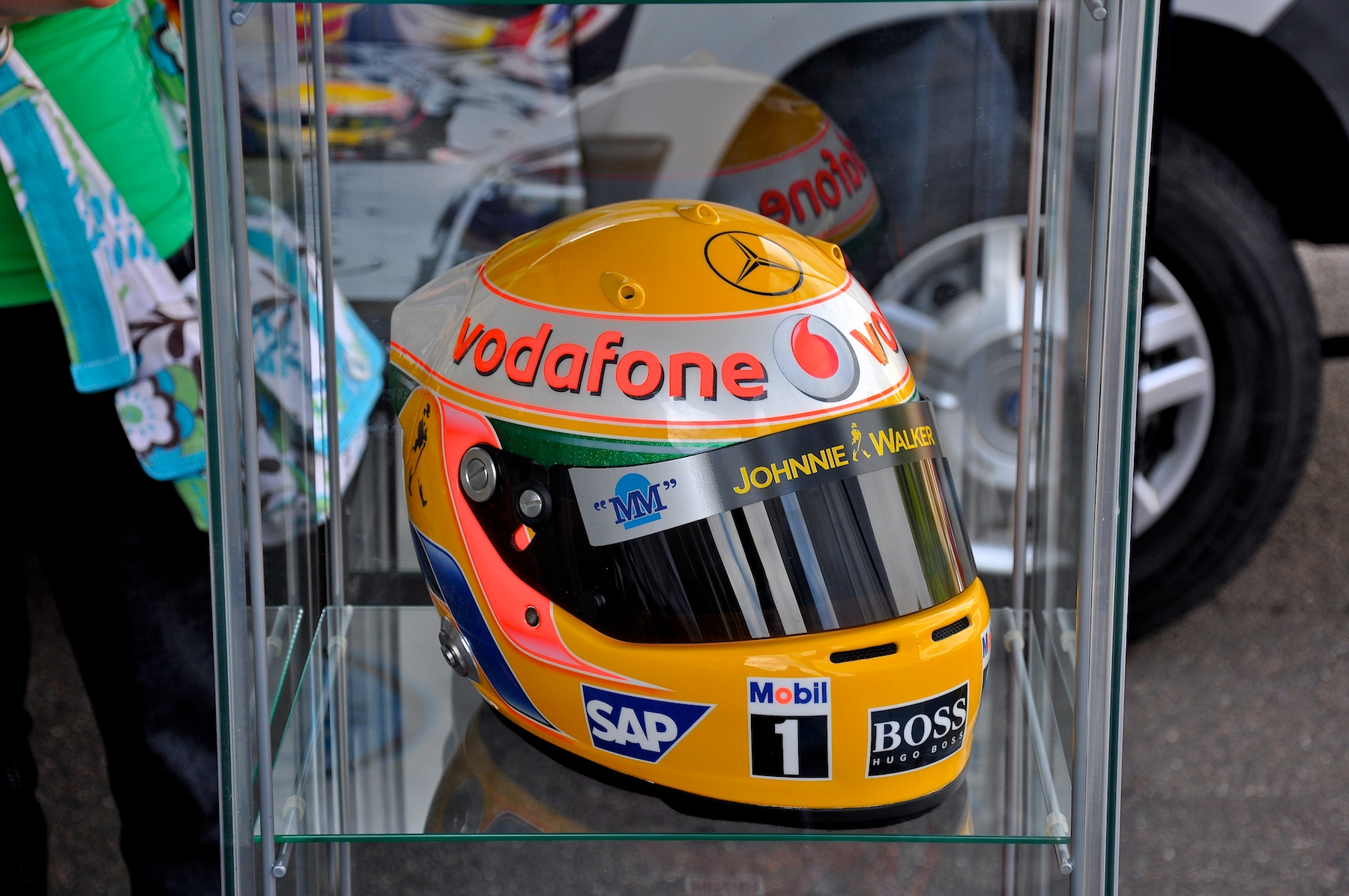
2007-es sisakfestése

"A sisakom külseje már karrierem kezdetekor is hasonló volt. Édesapám mindig idegeskedett a pálya szélén gokartos koromban, mert nehéz volt a 20 gyerek közül megkülönböztetni. Mindenki ugyanolyan színű sisakot viselt, így nem látta, hogy hol vagyok a pályán. Azt szerette volna, hogy hordjak valami jellegzetesebbet, úgyhogy megnéztünk egy színtáblát és sárgát, pirosat, kéket és zöldet választottam, fémesen csillogó véggel. Ez apám ötlete volt, hogy legyenek színek amik mennek a sisak körül mint egy szalag. Nem engedhettük meg magunknak, hogy ott legyen valaki, aki fesse a sisakom, úgyhogy apám maga készítette el. A sárga Ayrton Senna sisakjára emlékeztet. Ez nem igazán volt szándékos, de ő mindig a hősöm volt, úgyhogy ez nagyon király. A bemutatkozó évemben mindig csinálok néhány változtatást. Az eredeti fémes cseresznyepirosat felváltotta a csapat rakétapirosa, ami igazán jól megy az autóval. Persze idővel felkerültek a szponzorok logói is és a glóriaszerű fehér csík. A sisakom olyan, amilyennek szeretném."[forrás?]

## Formula–1-es rekordjai
| Rekordok                                                                      | Rekordok                                             |
| ----------------------------------------------------------------------------- | ---------------------------------------------------- |
| Legtöbb világbajnoki pont                                                     | 4165,5                                               |
| Legtöbb világbajnoki cím (*1)                                                 | 7                                                    |
| Legtöbb pontszerző futam sorozatban                                           | 48 (2018-as brit nagydíj – 2020-as bahreini nagydíj) |
| Legtöbb célba érkezés sorozatban                                              | 48 (2018-as brit nagydíj – 2020-as bahreini nagydíj) |
| Legtöbb világbajnoki pont a debütáló évben                                    | 109 (2007)                                           |
| Legtöbb futamgyőzelem                                                         | 104                                                  |
| Legtöbb dobogós helyezés                                                      | 182                                                  |
| Legtöbb világbajnoki pont a világbajnoki cím megszerzése nélkül egy szezonban | 387,5                                                |
| Legfiatalabb világbajnoki éllovas                                             | 22 év, 126 nap (2007-es spanyol nagydíj)             |
| Legtöbb pole-pozíció                                                          | 104                                                  |
| Legtöbb pole-pozíció egy csapattal                                            | 77                                                   |
| Legtöbb első rajtsoros indulás                                                | 173                                                  |
| Legtöbb pole-pozíció a debütáló évben                                         | 6 (2007)                                             |
| Legtöbb pole-pozíció különböző nagydíjakon                                    | 30                                                   |
| Legtöbb pole-pozíció különböző pályákon                                       | 32                                                   |
| Legtöbb pole-pozíció ugyanazon a nagydíjon (*2)                               | 9 (magyar nagydíj)                                   |
| Legtöbb pole-pozíció hazai nagydíjon (*3)                                     | 7 (brit nagydíj)                                     |
| Legtöbb első rajthelyről szerzett győzelem                                    | 61                                                   |
| Legtöbb győzelem a debütáló évben (*4)                                        | 6 (2007)                                             |
| Legtöbb győzelem egy naptári hónapban                                         | 4 (2016 július)                                      |
| Legtöbb győzelem különböző nagydíjakon                                        | 31                                                   |
| Legtöbb győzelem különböző pályákon                                           | 31                                                   |
| Legtöbb győzelem a világbajnoki cím megszerzése nélkül egy szezonban          | 10 (2016)                                            |
| Legtöbb egymást követő dobogós helyezés debütáló évben                        | 9 (2007-es ausztrál nagydíj – 2007-es brit nagydíj)  |
| Legtöbb egymást követő szezon a debütáló évtől legalább egy győzelemmel       | 15 (2007-2021)                                       |
| Legtöbb egymást követő szezon a debütáló évtől legalább egy pole-pozícióval   | 15 (2007-2021)                                       |
| Legtöbb egymást követő szezon legalább egy pole-pozícióval                    | 15 (2007-2021)                                       |
| Legtöbb egymást követő nagydíj legalább egy élen töltött körrel               | 18 (2014-es magyar nagydíj – 2015-ös brit nagydíj)   |
| Legtöbb nagydíj részvétel egy motorgyártóval                                  | 288 (Mercedes)                                       |
| Legtöbb nagydíj részvétel sorozatban                                          | 265                                                  |
| Legtöbb Grand Slam egy szezonban (*6)                                         | 3 (2017)                                             |

*1: A rekordon Michael Schumacherrel osztozik.
*2: A rekordon Ayrton Sennaval és Michael Schumacherrel osztozik.
*3: A rekordon Ayrton Sennaval osztozik.
*4: A rekordon Jacques Villeneuvevel osztozik.
*5: A rekordon Sebastian Vettellel és Michael Schumacherrel osztozik.
*6: A rekordon Alberto Ascarival, Jim Clarkkal és Nigel Mansell-lel osztozik.